# Sich de Zaporiyia

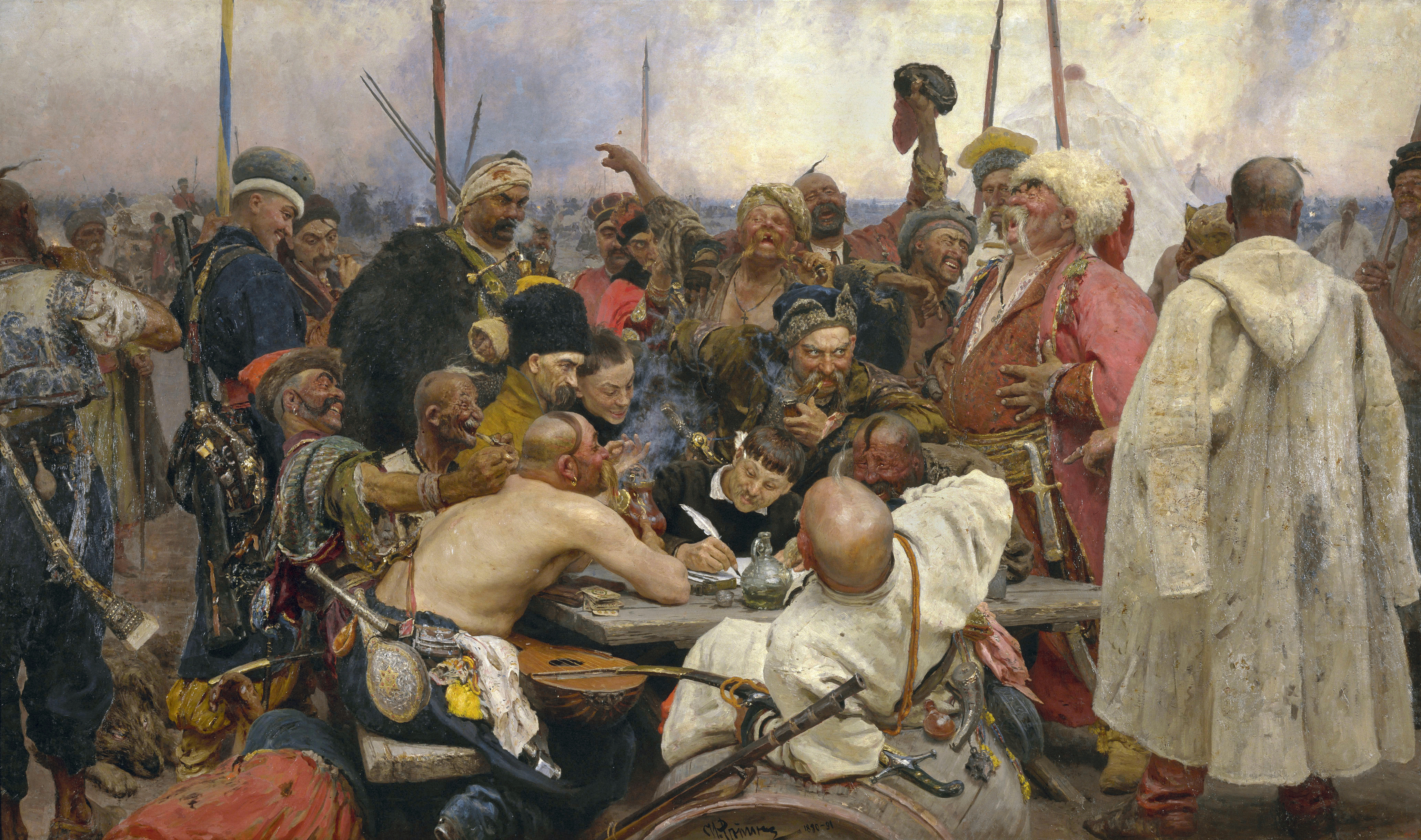
Cosacos zaporogos escribiendo una carta al Sultán Mehmed IV de Turquía. Pintado por Iliá Repin entre 1880 y 1891.

La Sich de Zaporiyia (en ucraniano: Запоро́зька Січ) fue el nombre de una serie de sucesivos centros (sistemas políticos) militares y administrativos de los cosacos que vivían en el curso bajo del Río Dniéper (región de Zaporiyia), entre los siglos XVI y XVIII. Estos centros se conocían como "Sichs", porque así llamaban los cosacos a su principal fortificación (campamento militar). En cuanto al término "zaporiyia", es el que se utilizaba para referirse al curso bajo del río Dniéper, al sur de los intransitables rápidos del río Dniéper.
También fue el término metonímico usado de manera informal para referirse a toda la Zaporiyia o a la «Hueste de Zaporiyia» (todo el conjunto de los cosacos de Zaporiyia).
La Sich estaba ubicado cerca de los cruces del Río Dniéper, donde era más fácil controlar las incursiones de los tártaros de Crimea en Ucrania de la Margen Derecha (para saquear y capturar esclavos de Ucrania de la Margen Izquierda y del Zarato moscovita, los tártaros y nogais usaban la Vía Muravsky, que pasaba por alto el Sich desde el este).

## Etimología de los nombres Sich y Kosh
La Sich era una fortificación en cuyo interior se encontraban iglesias, dependencias y viviendas (kurinis, uk). El nombre de la ubicación del comando cosaco, "Sich", proviene de la palabra "sekti", "tallar". Se asocia con una empalizada que rodeaba el asentamiento, que tenía bordes afilados tallados (a veces se usaba la palabra "palanka" para referirse a la fortificación de Sich).
La Sich era el centro de actividad y gestión de todos los asuntos militares, la residencia de todos los principales ancianos que estaban a la cabeza de los cosacos inferiores (es decir, que operaban en los tramos inferiores del Río Dniéper, así como en los territorios de la actual Rumanía, Hungría, Eslovaquia y Moldavia).
La palabra Kosh se usaba a menudo con la palabra "Sich" (o en lugar de ella) . Los cosacos, usando la palabra "Sich", se referían, en primer lugar, a la capital permanente del ejército, y con la palabra "Kosh", cualquier campamento militar, incluido el temporal, es decir, cualquier campamento militar.
Por lo tanto, Kosh de Zaporiyia a veces se llamaba Sich de Zaporiyia y, a veces, cuartel general temporal del ejército durante las campañas. Esto explica las firmas en las letras "Dan en Kosha de Zaporiyia Sich", es decir, en Sich de Zaporiyia, "Dan de Kosha en Bug", un campamento temporal en el Río Bug Meridional. Los cosacos también llamaron al cuerpo de mando militar "kosh"   ya que el campamento cosaco no dejaba de ser militar y se regía por sus propias leyes, cuyas principales decisiones las tomaba todo el campamento (círculo cosaco), es decir, el kosh.

## Condiciones de admisión al Sich
Según Dmitri Ivánovich Yavornitsky, la admisión de un recién llegado en el Sich de Zaporiyia, dependía de las siguientes condiciones:
1. podrían ser admitidos: smerds, nobles, sacerdotes, cosacos, tártaros, turcos, siervos o Zakupais;
2. los aspirantes debían recibir un entrenamiento completo: estudiar formaciones militares, y solo después inscribirse en los "camaradas probados", lo que no podía suceder antes de un período de 1 a 3 años.

A mediados del siglo XVII, la composición nacional del Ejército Zaporiyiano del Bajo Río Dniéper era la siguiente:
1. eslavos (rusos, ucranianos, polacos, croatas, eslovacos, checos, bielorrusos, serbios, búlgaros): 35-40%;
2. asiáticos (turcos, tártaros, incluso persas, hindúes, árabes, kirguís y calmucos): hasta un 30%;
3. pueblos del Cáucaso (circasianos, georgianos, armenios, etc.) - 20%;
4. Pueblos mediterráneos (italianos, españoles, franceses, portugueses, griegos, albaneses): 10%-15%.[6]

En el Registro de 1649, se puede encontrar un número importante de polacos, eslovacos, bielorrusos, checos y ucranianos, además de rumanos y moldavos. También se mencionan cientos de eslovenos, croatas, búlgaros, bosnios musulmanes, albaneses y griegos, decenas de turcos, tártaros, húngaros, alemanes, letones, albaneses, judíos, gitanos, armenios, georgianos e incluso cheremis.
Según D. Yavornitsky: “en Sich se podían encontrar personas de todo tipo de nacionalidades, gente de casi todo el mundo, como por ejemplo: ucranianos, polacos, lituanos, bielorrusos, grandes rusos, búlgaros, volokhs, montenegrinos, tártaros, turcos, judíos, calmucos, georgianos, alemanes, franceses, italianos, españoles y británicos".
Los cosacos casados vivían en el territorio de las posesiones de la Sich de Zaporiyia y eran considerados sus "súbditos".
Algunos cosacos aceptados recibieron nuevos apellidos y apodos a la manera cosaca.
Las Sich estaban formadas por representantes de diversas nacionalidades que vivían en el territorio de la Ucrania del Dniéper.

## Estructura del Sich
Los cosacos de la Sich de Zaporiyia formaban un Kosh (asociación, comunidad).
En el siglo XVIII, el Kosh de Zaporiyia se dividía en 38 kurens (batallones),. El número cosacos en un kuren podía variar desde varias docenas (generalmente en tiempos de paz) hasta varios cientos de cosacos (y más durante guerras y campañas militares).
La palabra kuren también tenía un segundo significado. Entre los cosacos, también significaba un edificio residencial, en el que, de hecho, el comando del kuren estaba ubicado. En apariencia, el kuren residencial era un cuartel largo, de 30 metros de largo y unos 4 metros de ancho. A veces, una unidad kuren determinada tenía varios cuarteles.
Los primeros asentamientos cosacos militarizados (organizado para repeler a los nómadas de los Campos Salvajes) aparecieron en las ciudades de Sviatogirsk y Bajmut en el territorio del moderno Óblast de Donetsk a mediados de segunda mitad del siglo XVI, y finalmente llegó a la desembocadura del Río Kalmius, dónde se encuentra actualmente la ciudad de Mariúpol.
De la segunda mitad del siglo XVI, hay referencias a los "Lagos Salados Cosacos de Tor" (donde se encuentra actualmente la ciudad de Slóviansk). A finales del siglo XVI y durante todo el siglo XVII, las cabañas de invierno y las granjas cosacas comenzaron a aparecer, en el curso superior del río Kalmius, en el territorio del moderno Óblast de Donetsk.
En los siglos XVI-XVII, dentro de los límites modernos de la ciudad de Mariúpol, hubo asentamientos de campesinos fugitivos y cosacos, periódicamente devastados por incursiones tártaras.
De finales del siglo XV y durante los tres siglos siguientes, las tierras de la margen izquierda de Ucrania, lo que representa el llamados Campos Salvajes, en su conjunto estuvieron muy escasamente pobladas. Estaban controlados por el Kanato de Crimea, sujeto al Imperio Otomano; y los territorios-localidades (descritos anteriormente) estaban habitados por una variedad de personas, a quienes en la literatura histórica se les suele llamar Cosacos de Zaporiyia (en el sentido amplio de esta definición).
Todo el territorio de la Sich de Zaporiyia se dividió en 8 [inicialmente 5] palanoks (distritos): Kodakskaya, Bugogardóvskaya, Ingúlskaya (Perevózninskaya; en la margen derecha), Samara, Orílskaya, Prognóevskaya, Protovchánskaya, Kalmiússkaya (en la margen izquierda del Dniéper). Es decir, la posesión de la Sich de Zaporiyia cubría las tierras de los modernos óblasts de Dnipropetrovsk, Zaporiyia y Jersón y, parcialmente, los Óblasts de Kirovogrado, Odesa, Mykoláiv y Donetsk.

## Historia
El Sich de Zaporiyia, situado en las fértiles tierras a lo largo del bajo Dniéper, en lo que hoy es Ucrania. Este asentamiento de cosacos, conocido por su sistema de autogobierno y su cultura militar, jugó un papel crucial en la historia de la región desde finales del siglo XVI hasta finales del siglo XVIII. 

### Primeras menciones
La información sobre la aparición de los cosacos en la parte baja del Río Dnieper se remonta a finales del siglo XV.

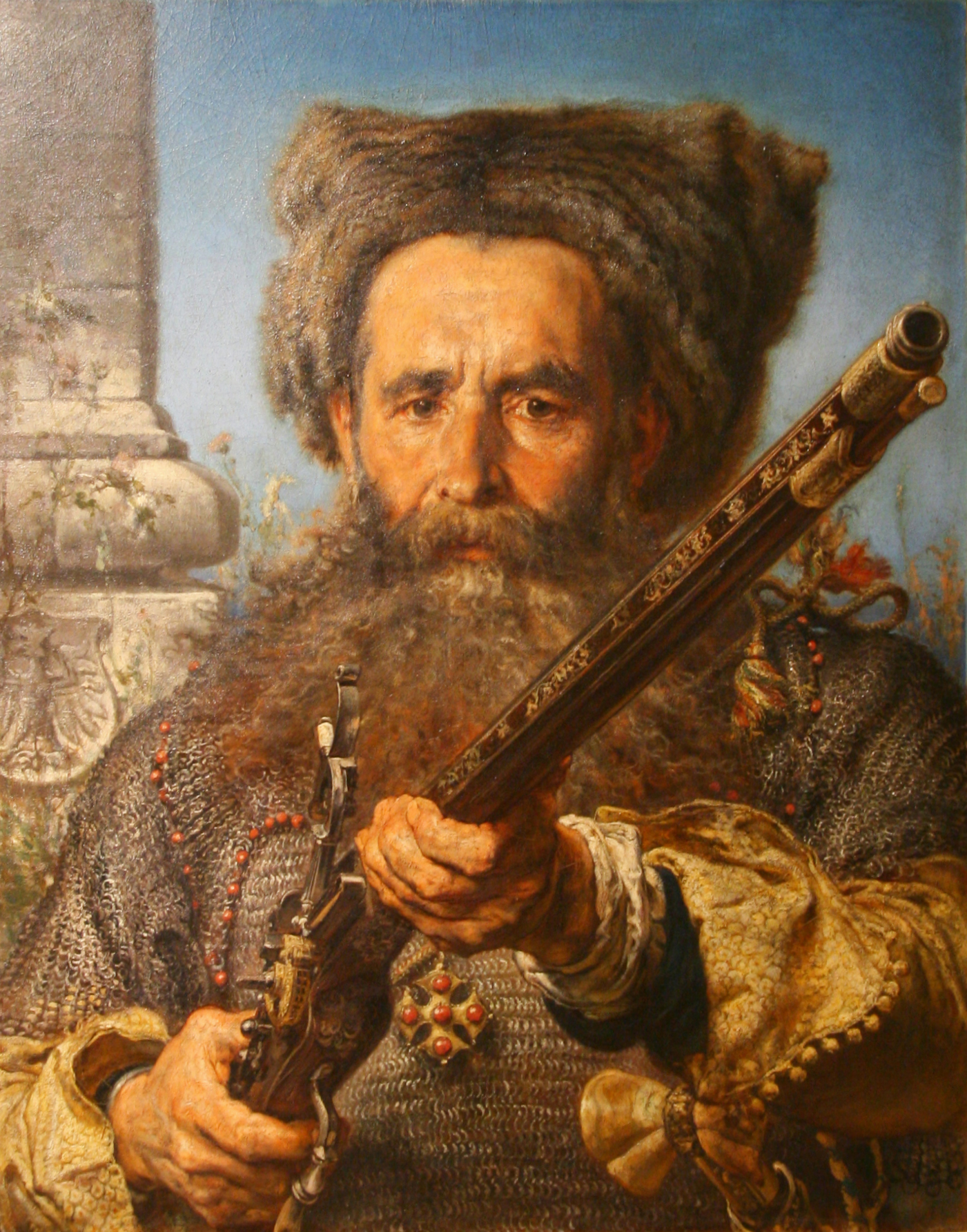
Ostap Dashkévych (1455-1535), el primer líder de los cosacos ucranianos. Obra de Jan Matejko, 1874

En 1492, el cronista polaco Marcin Bielski escribió una mención sobre la creación de un campamento cosaco fortificado (Sich) en la parte baja del río Dniéper. Según el relato, en verano los cosacos se dedicaban al comercio a lo largo de los rápidos del Dniéper (pesca, caza, cría de ganado, también artesanía y comercio), y en invierno se dispersaban a las ciudades más cercanas (Kiev, Lvov, Bajchisarái, Cracovia, Rostov, Cherkasy, etc.), dejando lugar en la isla de Kosh es una "colateral" (puesto de avanzada o puesto de avanzada) en forma de un destacamento de 100-200 cosacos armados con armas de fuego y cañones.
A juzgar por los anales y crónicas rusos, polacos, turcos y húngaros de esos años, la unificación de secciones individuales en la Sich de Zaporiyia, probablemente ocurrió en algún lugar de la década de 1590 o incluso a principios del siglo XVII.

### Sich de Jórtitsia
En 1552, Dmitro Vishnevetski, el Príncipe de Volinia, fundó un castillo de madera y tierra en la isla de Mala Jórtitsia. Vishnevetski llamó a este castillo de "Sich de Jórtitsia". Estaba ubicado no lejos de los pastos del Kanato de Crimea (en el Río Konka en la región de Zaporiyia).
La República de las Dos Naciones no proporcionó ninguna ayuda en la construcción de la fortaleza; que fue construida con fondos personales de Vishnevetski, que, siendo pariente de Iván el Terrible, recurrió al Zarato moscovita en busca de ayuda.

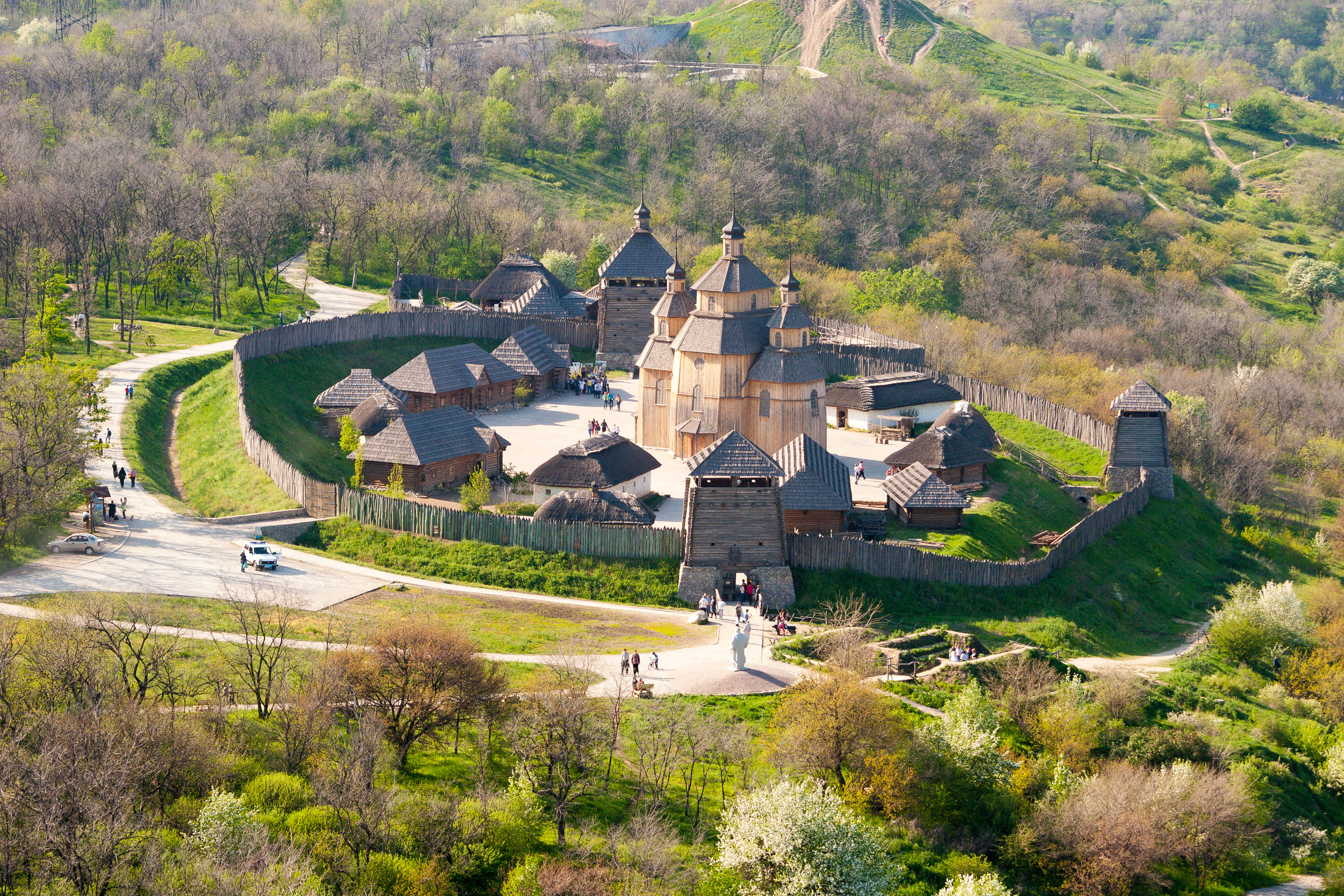
Sich de Zaporiyia (reconstrucción)

En 1556, sobre la base de la Sich de Jórtitsia, se organizó una campaña de los Cosacos de Zaporiyia, que formaba parte de una importante operación de las tropas del Zarato moscovita, dirigidas por el secretario Matvéi Rzhevski, contra el Kanato de Crimea.
En 1557, como resultado de las acciones de represalia de las tropas turcas y de Crimea, la Sich de Jórtitsia fue capturado y destruido, después de un largo asedio.
En 1558, el propio Vishnevetski, con sus cosacos, entró al servicio del Zar Iván IV. Más tarde la ciudad de Beliov (ahora en el Óblast de Tula) y tierras en las cercanías de Moscú le fueron concedidas "como patrimonio". Vishnevetski “por todo esto juró con una cruz vivificante servir al zar toda su vida y pagar bien a su estado”.  
Después de la muerte de Vishnevetski, se olvidaron de la fortaleza, pero los cosacos recordaron la idea de repeler las incursiones de los Tártaros de Crimea en la parte baja del Río Dnieper. Pronto esta idea revivió: aparecieron campamentos militares cosacos bien fortificados: el "Sich de Zaporiyia".

### Diferentes ubicaciones
Con el tiempo, la Sich de Zaporiyia ha cambiado varias veces de ubicación. Según los investigadores, a lo largo de la historia de los Cosacos de Zaporiyia, hubo de 8 a 10 ubicaciones de Sich, que estaban ubicadas en la parte baja del Dnieper, más allá de los rápidos del Dniéper. Como regla general, el Sich estaba ubicado cerca de los cruces del Dnieper, donde era más fácil controlar las incursiones de los Tártaros de Crimea en la orilla derecha de Ucrania. Para saquear la Ucrania de la margen izquierda y el Zarato moscovita, los crimeos utilizaron la "Vía Muravsky".
En total, el Sich de Zaporiyia existió, cambiando sucesivamente de ubicación, durante aproximadamente dos siglos y medio (siglos XVI-XVIII). Además, todas las localidades de los Sich tenían su propio nombre según el lugar de su ubicación y cada una existió de 5 a 40 años:
1. Jórtytska: 1552-1557(1558) - en la isla de Mala Jórtitsia.
2. Tomakivska: 1563-1593 - en la isla de Tomakivka cerca de la actual ciudad de Márjanets;[12]
3. Bazavluk: 1593-1638 (1630) — en la Isla de Bazavluk, en la confluencia de tres ríos en el Dniéper, el Podpolna y el Skarbna (también conocida como Isla Chertomlyk, cerca del actual pueblo de Kapulovka);
4. Mykýtyne: 1639(1628)-1652. - en el cabo Mykytyn Rig (cerca de la actual Níkopol) en el cruce del Río Dniéper);
5. Chertómlyk: 1652-1709 - en la confluencia del afluente derecho del Dniéper, el Chertómlyk;
6. Kámenskaya: 1709-1711, 1728-1734 - en la desembocadura del Río Kamenka en la margen derecha del Dniéper (ahora pueblo de Respublikanets, Raión de Berislavski, Óblast de Jersón);
7. Aleshkóvskaya: 1711-1728 (1734; véase también la figura de la derecha) -  ahora territorio de la ciudad de Aleshki, frente a la moderna ciudad de Jersón;
8. Nuevo Sich: 1734-1775 - en una gran península formada por el Río Podpolnaya en su confluencia con el Dniéper (cerca del actual pueblo de Pokrovskoye, Óblast de Dnipropetrovsk).

Después de la destrucción de la Sich de Zaporiyia por decreto, de 1775, de Catalina II de Rusia, los cosacos formaron dos Sichs por un período separado, ya fuera del territorio de la Ucrania moderna:
1. Sich del Danubio: 1775-1828 - en las tierras del Imperio Otomano en el delta del Danubio;
2. Sich del Banato Sich: 1785-1805 - una parte importante de los cosacos también se estableció en el territorio del Banato en el Imperio Austríaco.[13]

### Ejército Zaporiyiano del Bajo Río Dniéper (Cosacos del Sich)
En 1560, los cosacos de curso medio del Río Dniéper fueron admitidos al servicio del rey polaco Segismundo II Augusto Jagellón.
A principios del siglo XVII, los polacos formaron destacamentos en unidades militares regulares del tipo dragón o reitar, que se agruparon en el "Ejército Zaporiyiano de la Corona Polaca". Así, en Ucrania, el gobierno de la República de las Dos Naciones creó oficialmente: unidades de infantería, de caballería y otras formaciones militares a partir de los habitantes de Niz y Crimea.
Sin embargo, la principal formación militar y administrativo-territorial de los cosacos era un regimiento-destacamento que tenía entre 4 y 10 mil soldados, y el lugar de su residencia principal (incluido el lugar donde había aldeas, cuarteles y otros "apartamentos", como así como instituciones de formación, instituciones médicas, campos de entrenamiento, pastos, almacenes y propiedades diversas) se llamaba “Sich de Zaporiyia”.
Los cosacos registrados, "sin motivo para ser llamados", continuaron llamándose "Cosacos de Zaporiyia", por lo tanto, para no confundir con ellos a los Cosacos de Zaporiyia, que no estaban al servicio público del rey polaco (durante algún tiempo también con los reyes húngaro y checo, más tarde con el zar ruso, y durante un corto período de tiempo, entre el sultán turco y los Habsburgo), a estos últimos se los empezó a llamar de Cosacos del Sich, y a los registrados, cosacos de la ciudad.
El poder estatal de la República de las Dos Naciones tenía una relación muy difícil con los Cosacos del Sich. Por un lado, se trataba de una clase de militares profesionales que eran (casi hasta la Rebelión de Jmelnitski) la parte más preparada para el combate de las tropas de la corona; por otro lado, los cosacos exigían un favor especial de los más altos dignatarios de la República y, en algunos casos, ni siquiera obedecían la voluntad del Rey.
Además, ha habido casos en los que el gobierno polaco utilizó formaciones del los llamados "cosacos registrados" para realizar funciones policiales contra los Cosacos del Sich y utilizarlos en operaciones punitivas (así como para vigilar prisiones, llevar a cabo ejecuciones, represalias contra rebeldes, opositores políticos, etc.). Para estos fines, por ejemplo, se fundó la Fortaleza de Kodak, cuya guarnición estaba formada por cosacos registrados y cuya tarea era evitar cualquier contacto entre la población de Crimea y del Sich con la población de los tramos superiores del Río Dniéper.
Sin embargo, en el Zarato moscovita siempre se tuvo en cuenta a los Cosacos del Sich.  Los cosacos del Sich vivían como una comunidad separada, independiente de cualquier estado, que, convencionalmente, estaba dividida en dos grupos: los cosacos de Sich y Zim. Los cosacos del Sich tenían una serie de derechos y privilegios en comparación con los Zimov.
Sólo los Cosacos del Sich tenían derecho a elegir un capataz entre sus filas, recibir un salario en efectivo y gestionar todos los asuntos del ejército. A los cosacos de invierno no se les permitía entrar en Sich, pero vivían cerca de él y formaban parte del Ejército Zaporiyiano del bajo Río Dniéper. 

### Ejército Zaporiyiano de Su Gracia Real
En 1572, Segismundo II Augusto Jagellón, entonces Rey de Polonia, reclutó 300 cosacos para el servicio gubernamental. Así, se organizó una nueva unidad militar: "El Ejército Zaporiyiano de Su Gracia Real", cuyas funciones principales eran la participación en campañas militares, el servicio policial y la defensa de las fronteras del sur de la República de las Dos Naciones contra los ataques de los turcos y de los tártaros de Crimea. Los cosacos que sirvieron en este ejército fueron llamados "registrados". El resto de los cosacos que vivían en el Sich de Zaporozhye no fueron reconocidos oficialmente por el estado polaco, pero a veces fueron reclutados temporalmente para servir en el ejército registrado.

### Ejército Zaporiyiano de Su Real Majestad
Ver: Rebelión de Jmelnitski

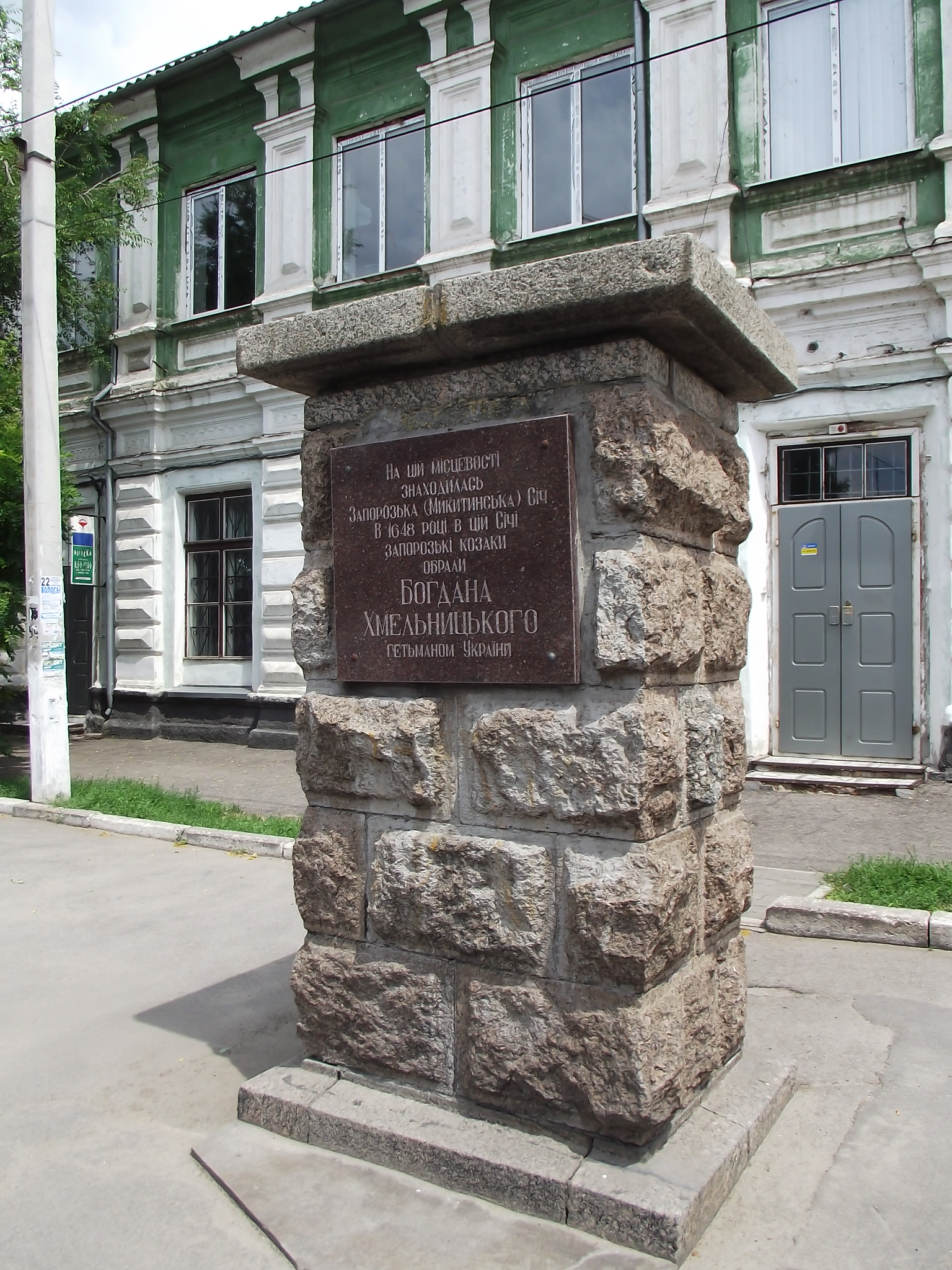
El lugar donde Jmelnitski fue elegido Hetman de Ucrania (ahora Nikopol)

En 1648, el Hetman Bogdán Jmelnitski envió una carta al Zar Alejo I pidiéndole para "aceptar el ejército de Zaporiyia bajo la mano del alto soberano". El 8 (18) de enero de 1654, se reunió un consejo en Pereyáslav, en el que, después del discurso de Jmelnitski, se decidió elegir un zar ruso al que unirse: “Estaremos bajo el zar ortodoxo de Moscú”. En 1654, el Ejército Zaporiyiano de Su Gracia Real, traicionando el juramento al Rey de Polonia, pasó, junto con las tierras bajo su control, al servicio del zar ruso. Dentro del Zarato Ruso, surgió una nueva entidad estatal: el “Hetmanato Cosaco”.
En este contexto, el Ejército Zaporiyiano del Bajo Río Dniper también quedó sujeto al Zar Ruso, quien lo consideraba una fuerza militar autónoma e independiente.
En 1775, el Ejército Zaporiyiano de Su Real Majestad fue disuelto por decreto de Catalina la Grande.

### Koshovyi Otamán
El Koshovyi Otamán era el más alto rango militar entre los Cosacos de Zaporiyia. Era elegido por los ancianos de la hueste.
La lectura de las biografías de los hetmans cosacos permite comprender mejor el papel político desempeñado por este grupo social.
En orden cronológica:

#### Hasta Kryshtof Kosinski
Kryshtof Kosinski fue el primer líder cosaco que se rebeló directamente contra las autoridades de la República de las Dos Naciones. Antes de Kryshtof Kosinski, los líderes cosacos solían ser miembros de la nobleza polaca encargados de organizar a los cosacos como una fuerza militar auxiliar útil para defender a la República de las Dos Naciones contra los Tártaros de Crimea y el Imperio Otomano, y los cosacos también fueron utilizados varias veces en campañas militares agresivas contra estos enemigos.

##### Yuri Pats
Nacido a mediados del siglo XV.
En 1480, fue nombrado Mariscal del Gran Ducado de Lituania y fue miembro de la Rada del Gran Ducado de Lituania. Gozaba de una confianza especial por parte de Casimiro IV Jagellón, entonces Gran Duque de Lituania.
Entre 1486 y 1492, fue Voivoda de Kiev, cuyas funciones incluían la defensa de las tierras de los ataques de los tártaros de Crimea. Durante este periodo, fue uno de los primeros organizadores y líder directo de destacamentos de cosacos irregulares en escaramuzas con los tártaros y iniciador de la creación de puestos permanentes en zonas fronterizas. También realizó ataques contra ciudades tártaras, como: Ochákov.
En 1489, sus sirvientes atacaron y destruyeron a los embajadores y comerciantes de Moscú en el transporte por el Río Dniéper.
Después que fue Voivoda de Kiev, dirigió las gobernaciones de Novogrúdok (1492-1496) y Pólotsk (1496-1501).

##### Bogdán Fiódorovich Glinski
Nacido a mediados del siglo XV.
En 1488, fue nombrado gobernador de Cherkasy por Casimiro IV Jagellón, entonces Gran Duque de Lituania, donde formó unidades armadas, que fueron mencionadas en documentos turcos, polacos y lituanos como "cosacas".
En 1492, al frente de estos destacamentos cosacos, hizo una campaña militar contra Berislav, donde capturó un barco tártaro de Crimea.
En 1493, continuó la campaña militar en la desembocadura del río Dniéper, donde capturó y destruyó la fortaleza crimea de Ochákov, construida por Meñli I Giray, entonces el Khan de Crimea. En Ochákov, los cosacos se apoderaron de dinero por valor de 30 mil altýns y algunos de los residentes locales fueron hechos cautivos. Al mismo tiempo, sus cosacos robaron al embajador ruso Subota, que viajaba de Valaquia a Crimea.
En respuesta a esto, Meñli I Giray envió una queja a Alejandro I Jagellón, hijo de Casimiro IV Jagellón y el nuevo Gran Duque de Lituania. En esa queja, las tropas de Bogdán Fiódorovich fueron llamadas de "Cosacos de Cherkasy". Este conflicto fue el motivo del inicio de la invasión militar de las tropas de Crimea y Turquía en el territorio del Gran Ducado de Lituania, en 1493.
En 1495, fue trasladado al cargo de gobernador de Putivl, que ocupó durante dos años.
El 4 de agosto de 1500, durante la captura de Putivl por las tropas rusas, fue capturado, donde murió en 1509 o 1512.

##### Predslav Lyantskoronsky

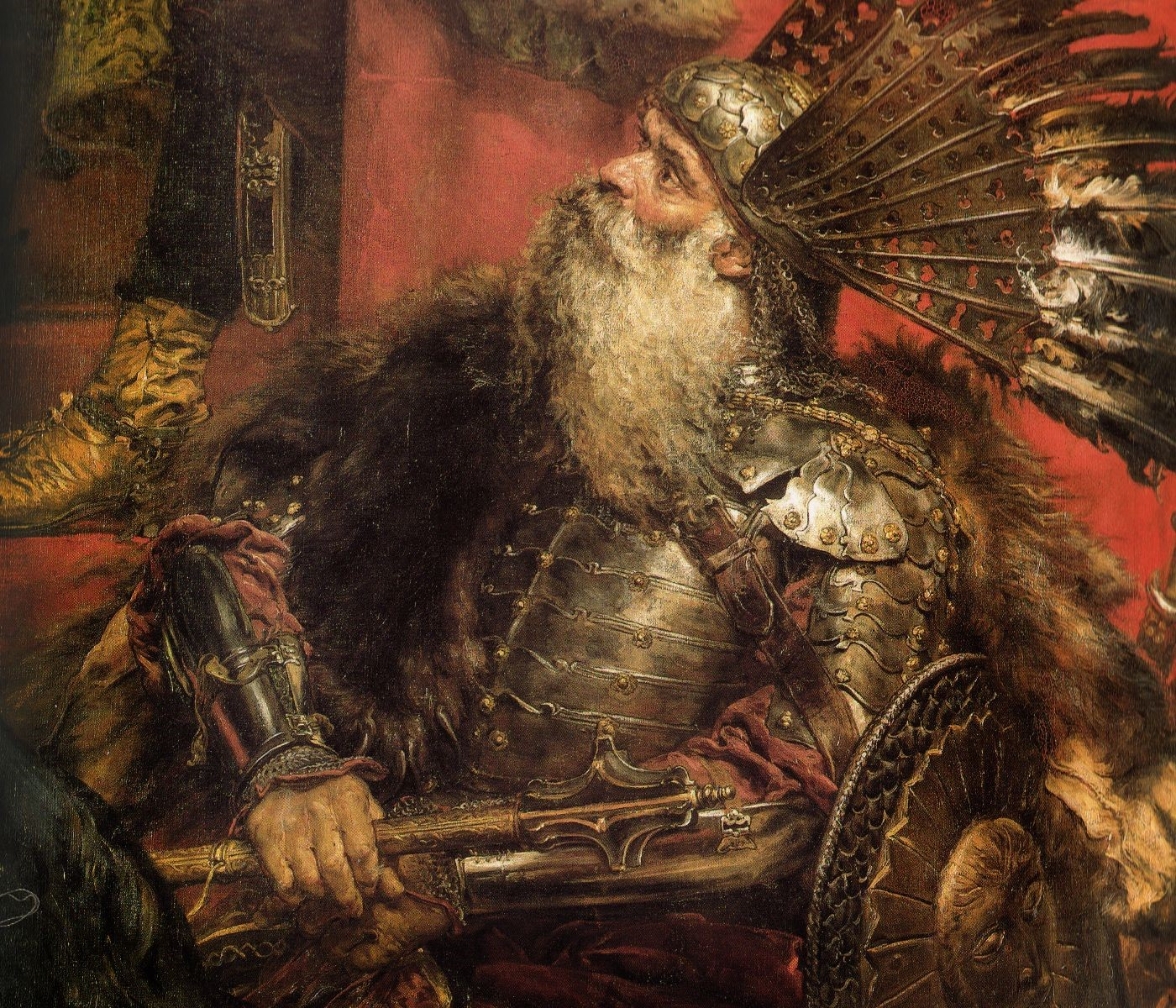
Predslav Lyantskoronsky

Nacido en 1467, fue el primer atamán del Ejército de Zaporiyia.
Era genro del Príncipe de Volinia, Konstantin Ivanovich Ostrogsky y pariente de Alejandro I Jagellón, Rey de Polonia y Gran Duque de Lituania.
En 1506, fue elegido como el primer atamán cosaco.
En 1512, se instaló en Jmílnyk, tras la grave destrucción y saqueo de la ciudad por parte de los tártaros. Después de eso, hizo incursiones contra los tártaros. En 1516, él y los destacamentos cosacos hicieron una campaña contra Bélgorod del Dniéster, donde derrotó a los destacamentos tártaros y se llevó un rico botín. Luego atacó a Ochákov y lo saqueó.
El 10 de junio de 1531, murió en Cracovia.

##### Evstafiy Ivanovich  Dashkevich

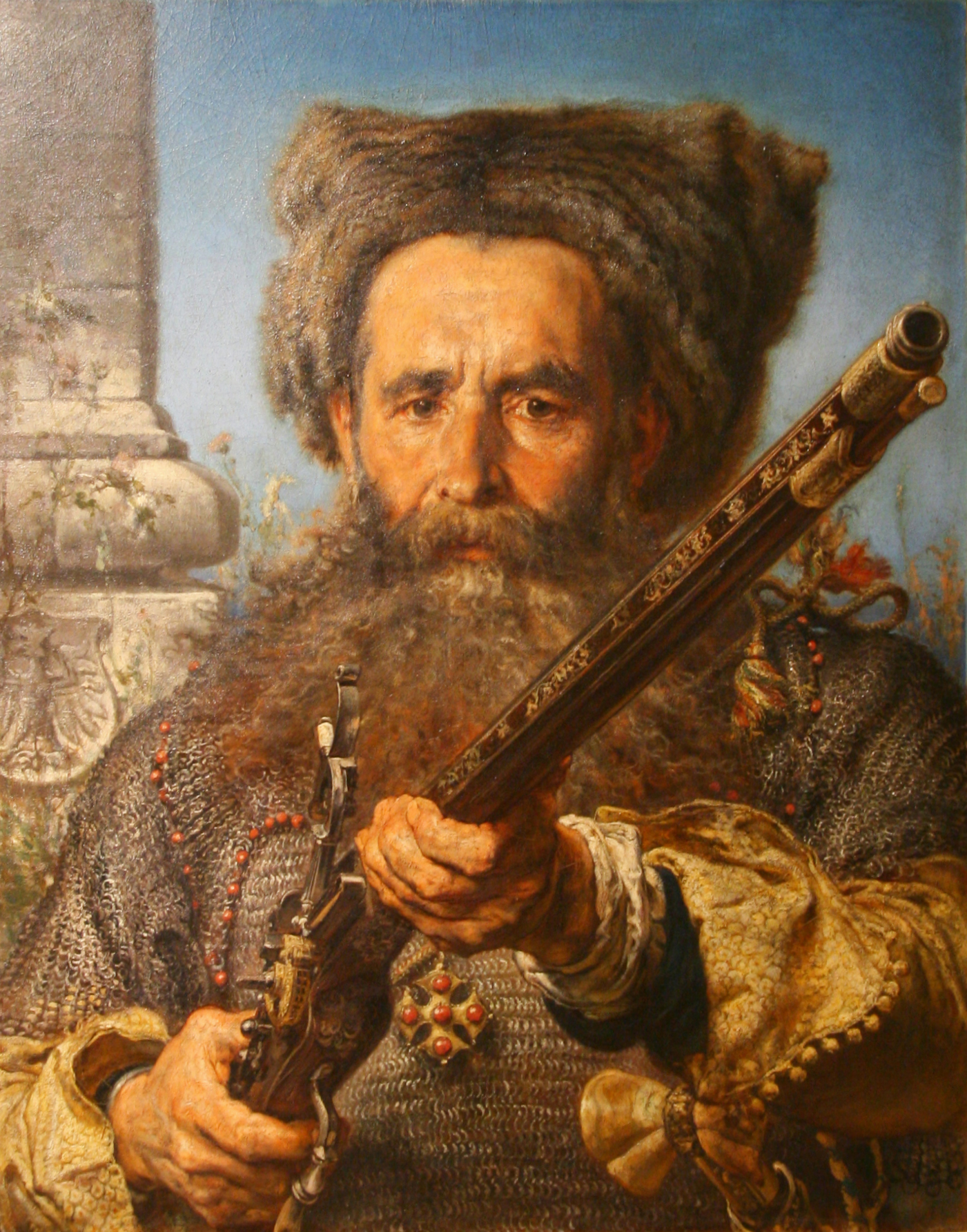
Evstafiy Ivanovich Dashkevich

Nacido en 1470, en Óvruch (Raión de Korosten - Óblast de Zhytómyr), en el seno de una familia noble de Volinia.  
En las crónicas rusas, Dashkévich fue mencionado por primera vez en 1501 como comandante al servicio del Rey de Polonia y Gran Duque de Lituania, Alejandro I Jagellón, que participó en la Batalla del Río Vedrosha, que tuvo lugar el 14 de julio de 1500, en el marco de la Segunda Guerra Moscovita-Lituana 1500-1503, ganada por los moscovitas, entonces gobernados por el Gran Príncipe Iván III.
En 1501, sirvió en el ejército del Gran Ducado de Lituania, que fue derrotado en la Batalla de Mstislavl, que tuvo lugar el 4 de noviembre de 1501 en las afueras de Mstislavl, una ciudad en el actual Óblast de Maguilov en Bielorrusia.
En 1504, Dashkevich huyó a Moscú con muchos nobles lituanos y entró al servicio del Gran Príncipe Iván III.
En 1508, el Gran Príncipe Basilio III lo envió con un ejército de 20.000 hombres para ayudar al Príncipe Mijaíl Lvóvich Glinski, que se rebeló en Lituania (Rebelión de Glinski). Tras la derrota de la rebelión, volvió a cambiar de bando, por mediación del Príncipe Konstantín Ivánovich Ostrogsky, y fue nombrado jefe de Cherkasy y Kániv por el Rey Segismundo I Jagellón el Viejo. Así permaneció hasta su muerte. Su deber era proteger las fronteras de la República de las Dos Naciones de las incursiones de los tártaros de Crimea.
A principios del siglo XVI, fue él quien comenzó  a organizar un sistema de fortalezas de madera (sichs) en el curso bajo del Río Dniéper, bajo la jurisdicción de la República de las Dos Naciones, que luego, debido a la política inadecuada del gobierno central en Varsovia, se vio obligada a pasar a un autogobierno total, bajo la jurisdicción del Ejército Zaporiyiano.
La construcción de estas fortalezas permitió garantizar la protección de muchos asentamientos (ciudades, aldeas, pueblos) en los que trabajaba pacíficamente la población multinacional de la región del Río Dniéper de esa época.
Desde el principio, el Ejército Zaporiyiano, que estuba compuesto por habitantes de estos territorios, guerreros y boyardos del Príncipe Evstafiy y sus familiares, aseguró la ley y el orden, realizó, además de la defensa territorial, otras funciones administrativas y gubernamentales, por ejemplo, ayudó a construir iglesias y monasterios, centros educativos, sanitarios y de bienestar social de la época.
El desprecio por la vida, soportar todas las dificultades, la obediencia ciega a los superiores durante la guerra, la división equitativa del botín y la libre elección de los comandantes fueron las principales leyes del Ejército Zaporiyiano.
Dashkevich era propietario de una finca en la Margen Izquierda del Río Dniéper, ahora parte de Kiev y conocida como Voskresenka.
Según el historiador Dmitri Ivánovich Yavornitsky, antes de Dashkévich, los Cosacos de Zaporiyia no eran más que una guardia fronteriza, bajo la autoridad principal de los gobernadores y ancianos secundarios de los castillos y ciudades fronterizos entre Lituania y Rusia. El más popular de los ancianos, Predslav Lyantskoronsky y, especialmente, Dashkevich organizaron los cosacos. Bajo el mando de Dashkevich, las ciudades de Cherkasy y Kániv se convirtieron en el núcleo de los Cosacos de Zaporiyia, y poco después, los cosacos, aumentando gradualmente en número, ocuparon los Óblasts de Kiev, de Cherníhiv, de Poltava y la parte sur de la Región de Podolia.
En 1511, fue el primero en armar a los cosacos con pistolas y sables, antes de esto, los cosacos estaban armados con lanzas, arcos y flechas acortadas, que manejaban hábilmente y aterrorizaban a sus enemigos. Fue uno de los primeros líderes de los cosacos de la región de Cherkasy, sólo más tarde se convirtieron en Cosacos de Zaporiyia, porque antes se llamaban: "Cherkasy", nombre que se mantuvo hasta la época de Bogdán Jmelnitski.
En 1521, junto con los tártaros dirigidos por Mehmed I Giray, participó en la Campaña de Crimea contra Moscú y del asedio de Riazán.
En 1523, fue capturado por los tártaros, pero, después de un tiempo escapó.
En 1528, los cosacos de Cherkasy y Kániv, liderados por Lyantskoronsky y Dashkevich, participaron en una incursión en la ciudad turca de Ochákov.
En 1531, el Khan de Crimea, Saadet I Giray, atacó Cherkasy, y Dashkevich defendió valientemente el castillo hasta que los tártaros se retiraron.
En 1533, en el Sejm de Piotrkow, presentó un proyecto especial para proteger las fronteras de Lituania de las invasiones tártaras, en el que proponía construir una fortaleza en una de las islas del Río Dniéper con un destacamento de dos mil cosacos, lo que evitaría que los tártaros de cruzar el Dniéper. El proyecto fue aprobado, pero no implementado.
Durante la Guerra Ruso-Lituana de 1534-1537, participó en el ejército polaco-lituano bajo el mando de los hetmanes Yuri Hércules Radziwill y Juan Amor Tarnowski en el Asedio de Starodub, durante el cual murieron 13 mil habitantes. Murió en 1536.

##### Venzhik Jmelnitsky
Atamán de los cosacos registrados, entre 1534 y 1566.
Provenía de una familia lituano-rusa y pertenecía a la llamada nobleza boyarda (clasificada).
Se hizo famoso durante la guerra entre Crimea y Polonia (1534). Cuando la Horda de Crimea, que se abrió camino desde Crimea y Besarabia a través de Podolia y Volinia hasta Polonia. Venzhik recibió órdenes del Rey Polaco Segismundo I Jagellón el Viejo para repeler el ataque. Para hacer esto, reunió regimientos de cosacos registrados y derrotó a la Horda de Crimea cerca de Izyaslav.
Durante la batalla, Venzhik utilizó varios carros para construir una posición fortificada en el campo de batalla, táctica, que más tarde, se hizo popular entre los cosacos ucranianos.
Según la "Historia de la Rus" es el bisabuelo de Hetman Bogdán Jmelnitski.

##### Dmitro Vishnevetski

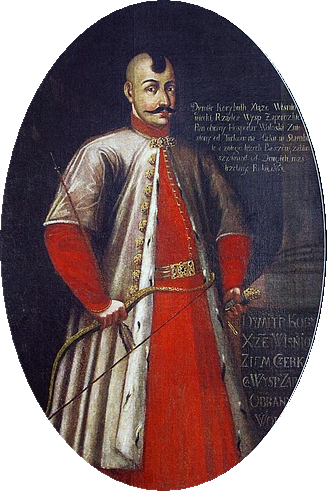
Dmitro Vishnevetski

Artículo principal: Dmitro Vishnevetski
Era el mayor de cuatro hijos de Ivan Mikhailovich Vishnevetsky y de su primera esposa Anastasia Semyonovna (de la familia Olizarov). Su padre fue jefe de Slávgorod (Bielorrusia) y Chachersk.
Dmitri era un magnate ortodoxo de Volinia de la familia Wiśniowiecki, cuyas posesiones se encontraban principalmente en Volinia. Dmitri poseía varias propiedades en el Powiat de Krémenets.  
A finales de la década de 1530 y a principios de la de 1540, probablemente participó en la lucha contra el Imperio Otomano .
A partir de 1547, fue el gobernante de Gorodishche (distrito de Litinsky). 
A partir de 1551, se convirtió en jefe de los cosacos en Cherkasy y Kániv, que entonces pertenecían al Gran Ducado de Lituania.  
En 1553 visitó el Imperio Otomano para liberar a su tío Fyodor Vishnevetsky del cautiverio.
En 1554, Segismundo II Augusto Jagellón, Rey de Polonia y Gran Duque de Lituania, le nombró jefe de la guarnición en Jórtitsia.
En 1555, construyó una ciudad de tierra arbórea en la pequeña isla de Malaya Khortytsia, en el Río Dniéper (Sich de Khortytsia).
En 1556, sobre la base de este puesto de avanzada, organizó dos campañas en las posesiones otomanas y del Kanato de Crimea contra la fortaleza turca de Ochákov y la fortaleza tártara de Islam-Kermen (cerca de la moderna ciudad de Kajovka).
También en 1556, envió dos de sus embajadas a Moscú con el objetivo de ampliar la coalición anti-otomana, y también repelió dos veces los ataques turcos a la ciudad.
En octubre de 1557, Devlet I Giray, entonces, el Khan de Crimea, emprendió una nueva campaña contra el Sich de Khortytsia, reuniendo a tártaros de Crimea, nogayos, así como tropas turcas y moldavas. En este contexto, se vio obligado a abandonar Khortitsa y retirarse a la "Isla del Monasterio" (ahora dentro de la ciudad de Dnipró).
En la primera mitad del siglo XVI, la organización político-militar de los Cosacos de Zaporiyia estaba en su infancia. El número de cosacos era pequeño, estaban dispersos y operaban en destacamentos dispersos, una parte importante de los cuales estaban dirigidos por ancianos fronterizos. Vishnevetsky, como jefe de Cherkasy y Kániv, era el administrador de las tierras cosacas y, por lo tanto, dirigía los destacamentos cosacos y era percibido como su atamán, aunque, formalmente, que no lo era. En ese momento, el sistema electoral cosaco aún no había adquirido suficiente desarrollo.
En 1558, descontento con la falta de apoyo de Segismundo II Augusto Jagellón a la lucha contra los otomanos e el Kanata de Crimeia, Vishnevetsky y sus cosacos se pusieron al servicio del Zar Iván IV, que ordenó a Vishnevetsky que comandara destacamentos en la frontera sur de Rusia, donde Vishnevetsky participó en la organización de la defensa contra la Horda. Como compensación, el Zar concedió a Vishnevetsky la "alimentación" (una especie de derecho a recaudar los impuestos necesarios para el mantenimiento de sus tropas) del distrito de Beliov y también, probablemente, del distrito de Dedilovsky.
También en 1558, Vishnevetsky y el líder militar Matvey Rzhevsky hicieron una campaña contra el Kanato de Crimea, llegaron a Perekop y nuevamente devastaron Islam-Kermen, obligando a los tártaros de Crimea a ponerse a la defensiva.
En abril de 1559, Vishnevetsky derrotó a los tártaros cerca de Azov, en el verano del mismo año luchó en la región del bajo Don, atacó Azov  y, aunque no consiguió tomarla, arrasó las afueras de la ciudad y las tierras turcas y nogai en la costa norte del mar de Azov.
A más tardar, en agosto de 1559, atacó Kerch. Sin embargo, después Rusia tuvo que concentrar más sus esfuerzos en la Guerra de Livonia (1558-1583),  por lo que comenzaron las desavenencias con Vishnevetsky, hasta que, tras sus esfuerzos diplomáticos, realizados en 1661, por organizar una alianza ruso-lituana para repeler la agresión de Crimea en 1561 fracasaron, en el verano de 1562, Vishnevetsky regresó al Gran Ducado de Lituania, donde le fueron devueltos todos los títulos y posesiones.
En 1563, los boyardos moldavos, descontentos con el Príncipe Esteban VII Tomșa, invitaron a Vishnevetsky al trono del Principado de Moldavia. Ese mismo año, Vishnevetsky, junto con el magnate polaco Albrecht Lassky, al frente de un ejército de 4.000 hombres, emprendió una campaña contra Moldavia. En una de las batallas, el destacamento de Vishnevetsky fue derrotado en una batalla con las tropas de Esteban VII, y Vishnevetsky fue herido, capturado y entregado al sultán turco Solimán el Magnífico. 
Vishnevetsky se negó a pasar al servicio turco y fue ejecutado por orden de Solimán en Constantinopla junto con el noble Pyasetsky. 

##### Myjailo Oleksándrovych Vyshnevetsky
Nacido en 1529, Myjailo Vyshnevetsky (en) fue un magnate. Ocupó diversos cargos militares, como::
1. Hetman del Ejército de Zaporiyia, entre 1569 y 1574;
2. jefe de Kániv y Cherkasy, entre 1559 y 1580;
3. castellano de Brátslav, entre 1580 y 1581;
4. castellano de Kiev, entre 1581 y 1584; y
5. jefe de Liúbech y Loyeu, en 1584.

En 1554, participó en la guerra contra el Imperio Otomano.
En 1557, participó del lado de los polacos en la campaña a Livonia.
Posteriormente, participó activamente en la protección contra los Tártaros de Crimea en la frontera sur de la República de las Dos Naciones.
Varias veces lanzó incursiones contra el Estado Ruso. El 21 de junio de 1563, dirigió un destacamento formado por cosacos de Cherkasy, tártaros de Kániv, Belgorod y Ankerman, que invadió los distritos rusos de Chernígov y Starodub y asoló las vólosts de Chernígov, Starodub, Nóvgorod-Síverski y Póchep, quemó la posad de Pogar (Briansk), pero fue derrotado por las tropas dirigidas por el Príncipe Iván Shcherbaty, que era en ese momento el gobernador de Seversky.
En 1569, después de la muerte del hetman Venzhik Khmelnitsky, fue elegido por los cosacos como hetman del Ejército de Zaporiyia.
También en 1569, realizó una campaña para ayudar a Astracán, sitiada por los turcos en el contexto de la Guerra ruso-turca (1568-1570).
En 1579, fue uno de los líderes del ejército que sitió sin éxito Chernígov, en el contexto de la Guerra ruso-polaca (1577-1582). La ciudad no fue tomada, pero sus alrededores quedaron devastados.
En 1580, se convirtió en senador de la República de las Dos Naciones y transfirió el puesto de jefe de Kániv y Cherkasy a su hijo mayor, Alejandro, aunque conservó estos títulos hasta su muerte.
En 1581 derrotó al ejército ruso en el Río Sudost. Ese mismo año se convirtió en castellano de Kiev .
Murió el 25 de octubre de 1584.

##### Iván Svirgovsky

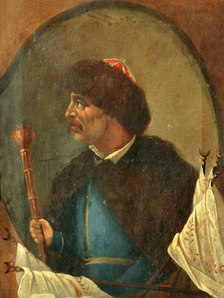
Iván Svirgovsky

Atamán de los cosacos ucranianos en la primera mitad de la década de 1570.
Según datos históricos, provenía de una familia de nobles ucraniano-polacos. Bajo el mando del príncipe hetman Mijail Vishnevetsky, ocupó el cargo de convoy general, el segundo rango después del atamán, estaba a cargo de la artillería y suministraba a las tropas alimentos y armas. Después de que M. Vishnevetsky partió en misión diplomática fuera de Polonia, “los cosacos eligieron y el Rey le confirmó como hetman”.
En marzo de 1574, en respuesta a una solicitud del gobernante moldavo Ioan Voda el Feroz, que buscaba independizarse del Imperio Otomano, llegó a Moldavia, al frente de un destacamento cosaco (alrededor de 1200-1400 personas) para luchar contra las tropas otomanas.
El 23 de abril de 1575, Cerca de la ciudad de Soroca, donde en ese momento ya existía una poderosa fortaleza ocupada por los turcos, tuvo lugar una batalla contra los turcos, .
Con menos tropas que las que tenían los otomanos, organizó la batalla de tal manera que los turcos sufrieron una derrota total, y su comandante, varios oficiales superiores y funcionarios locales murieron o fueron capturados.
Después de la victoria, envió personalmente al Kara-Mustafa capturado con banderas y trofeos turcos capturados a Varsovia como regalo al rey, aparentemente esperando el apoyo de él por parte de las fuerzas de un gran ejército polaco, capaz de derrotar completamente a los jenízaros en Moldavia.
La nueva operación militar planeada por Svirgovsky, contó con la participación no solo de cosacos, sino también de destacamentos de moldavos. Para ello, envió mensajeros al Sich de Zaporiyia. Según su orden, el cacique kosh Fesko Pokotylo, que permaneció allí, envió dos escuadrones de cosacos: uno al Río Dniéster y el segundo al Río Danubio para impedir el desembarco de ayuda turca en las desembocaduras de estos ríos.
Estos escuadrones cumplieron la orden del hetman: capturaron y hundieron varios barcos enemigos, mientras capturaban importantes trofeos. Después de que pasó la amenaza de un desembarco turco, Svirgovsky trasladó el ejército cosaco al bajo Danubio y continuó destruyendo guarniciones turcas y asentamientos costeros en el área desde la moderna Vílkove hasta Izmaíl.
Habiendo dividido su ejército, envió la mitad bajo el mando del coronel Savva Ganja a Bucarest, entonces la capital de Valaquia, ocupada por los turcos. Dirigió la segunda mitad, bajo su mando, primero a Iași y, después de capturar la ciudad, se apresuró a llegar a Galați. Ambos destacamentos cumplieron plenamente las tareas asignadas: todas las tropas y guarniciones turcas que encontraron en su camino fueron derrotadas. Importantes territorios de Moldavia y Valaquia fueron liberados de los otomanos.
Sin embargo, las fuerzas dispersas de los cosacos no pudieron unirse a tiempo. El coronel Ganzhe, que regresaba después de una campaña victoriosa contra Bucarest, no pudo reunirse con las tropas de Hetman Svirgovsky, ya que se dirigió a la región de Kiliyá.
Hetman Ivan Svirgovsky, después de un breve asedio de Kiliyá, asaltó la ciudad. Sin embargo, los turcos, preparados para esto, detonaron varias minas terrestres grandes cuando los cosacos asaltaron los muros y murallas de la fortaleza. Según los historiadores, no sólo muchos cosacos murieron a causa de las explosiones bajo las ruinas, sino también el propio atamán.
Un gran destacamento turco, procedente de la retaguardia en dirección a Izmail, atacó simultáneamente el campamento cosaco, donde se concentraban una pequeña guardia, los heridos, los enfermos y los transportistas. Todos cayeron en la batalla.
Al verse rodeadas, las principales fuerzas de los cosacos se defendieron desesperadamente, lograron romper el cerco y retirarse en dirección a la moderna Moldavia. Allí, después de largas andanzas y enfrentamientos con destacamentos turcos, los restos del destacamento del hetman lograron conectarse con el coronel Ganzha, que los condujo hasta Ucrania.

##### Ian Badovsky
Nacido en 1539. Entre 1572 y 1575, fue hetman de los cosacos registrados, un destacamento de 300 personas, esos cosacos tenían que, entre otras cosas, impedir que los cosacos restantes (no registrados) realizaran acciones que serían contrarias a los intereses estatales polaco-lituanos.
Después de la Unión de Lublin en 1569, que reemplazó la unión personal del Reino de Polonia y del Gran Ducado de Lituania con una unión real y con una monarquía electiva, el desarrollo de los cosacos en la República de las Dos Naciones comenzó a un ritmo más rápido. El gobierno del Estado polaco-lituano comenzó a intervenir activamente en este proceso.
En 1572, Jerzy Yazlowiecki nombró a Jan Badovsky al mando del ejército de Zaporiyia, otra fuente indica que en 1572, bajo Segismundo II Augusto Jagellón, el atamán Yazlowiecki organizó parte de los cosacos en la milicia fronteriza de los “cosacos registrados” (registrado), con salario real y dirección por un “mayor”.

##### Bohdán Ostáfievych Ruzhynsky
Bohdán Ruzhynsky (uk), también conocido con los nombres de “Bohdán Negro”, “Hetman Fédir-Bohdán” y “Bohdanko”. Entre 1575 y 1576, fue hetman de los cosacos registrados.
Originario de Ruzhyn, en el Óblast de Volinia. Esta descripción del “Bohdán Negro” fue dada por el heraldista polaco Paprocki:
“Un hombre de gran corazón. Despreciaba la riqueza y amaba la gloria de proteger las fronteras. Habiendo abandonado los bienes terrenales temporales, soportando el hambre y la necesidad, se alza como un león valiente y sólo tiene sed de una conversación sangrienta con los infieles”.
Fue abuelo de Bogdán Jmelnitski.
Después de su muerte, los cosacos registrados llegaron a ser dirigidos por su padre: Ostafi Ivánovych Ruzhynsky, y sus hermanos: Myjailo, Mykola y Kýryk.
Fue cuñado de Krzysztof Kosiński (en), que, entre 1591 y 1593, dirigió un levantamiento contra los polacos.
Fue jefe de la milicia cosaca polaca, que custodiaba las fronteras de la República de las Dos Naciones. Al darse cuenta de los intereses comunes de los cosacos registrados e los del Sich de Zaporiyia, se trasladaron al curso inferior del Río Dniéper, donde su nombre, como un jefe valiente, pronto se hizo ampliamente conocido.
Durante la época de Bohdán Ruzhynsky, Ucrania formaba parte de la República de las Dos Naciones, cuyo el Rey: Esteban I Báthory valoraba mucho al Hetman Ruzhynsky y sus cosacos, razón por la cual, en 1575, le dio el Castillo de Trajtemírov.
En 1575, el Zar Iván IV, envió una carta al Sich de Zaporiyia, en la que intentó reclutar a los cosacos al servicio de Moscú para luchar contra los tártaros de Crimea. Pero Ruzhinsky prefirió permanecer leal al Rey Esteban I.
Los historiadores describen este período como un período de fuerte amistad de todos los pueblos de la República de las Dos Naciones. Sólo unas décadas más tarde que los cosacos ucranianos comenzaron a rebelarse; estos levantamientos se produjeron debido a la creciente presión económica y religiosa de los nobles polacos.
En octubre de 1575, los tártaros, a instancias del Sultán Murad III, atacaron la Podolia (suroeste de Ucrania), mataron a la madre de Ruzhynsky y capturaron a su esposa.
En respuesta, Bohdán derrotó un ejército de 12 mil ejércitos y emprendió una gran campaña en Crimea: envió una flota liderada por el yesaul Nechay (ru) con 5 mil cosacos; y él mismo dirigió un gran destacamento de caballería. Mediante ataques por tierra y mar, los cosacos de Ruzhynsky y Nechay tomaron Kezlev (Eupatoria) y  Kefe (Feodosia). En Kefe (donde se encontraba el principal mercado de esclavos de Crimea), masacró a todos los musulmanes porque se estaba vengando de su madre y su esposa.
Con las mismas fuerzas, se trasladó a la costa del Cáucaso, donde tomó varias fortificaciones turcas. Además, su flota recorrió toda la costa del Mar Negro, destruyendo ciudades turcas y exterminando a sus habitantes. Entonces, tomó Trebisonda por asalto y redujo su población, luego capturó Sinope y la destruyó hasta los cimientos, después de lo cual incluso se acercó a Estambul (Constantinopla) y “obtuvo mucho beneficio de ella”. Luego continuó su campaña a lo largo de las costas de Bulgaria y Rumania, tomando la Fortaleza de Kiliyá en la desembocadura del Río Danubio (ahora en el Óblast de Odesa en Ucrania).
El 20 de agosto de 1576, el Rey Esteban I Báthory emitió un Decreto, en el que reconocía todas las tierras arrebatadas por los cosacos ucranianos a los turcos y tártaros como posesiones del Ejército de Zaporiyia.
En el otoño de 1576, Ruzhinsky emprendió una campaña contra la fortaleza turca en el lugar de la futura ciudad de Kajovka y la destruyó para el suelo, poniendo minas de pólvora. Sin embargo, durante una de las explosiones, “se quedó en un mal lugar” y murió.

##### Iván Podková

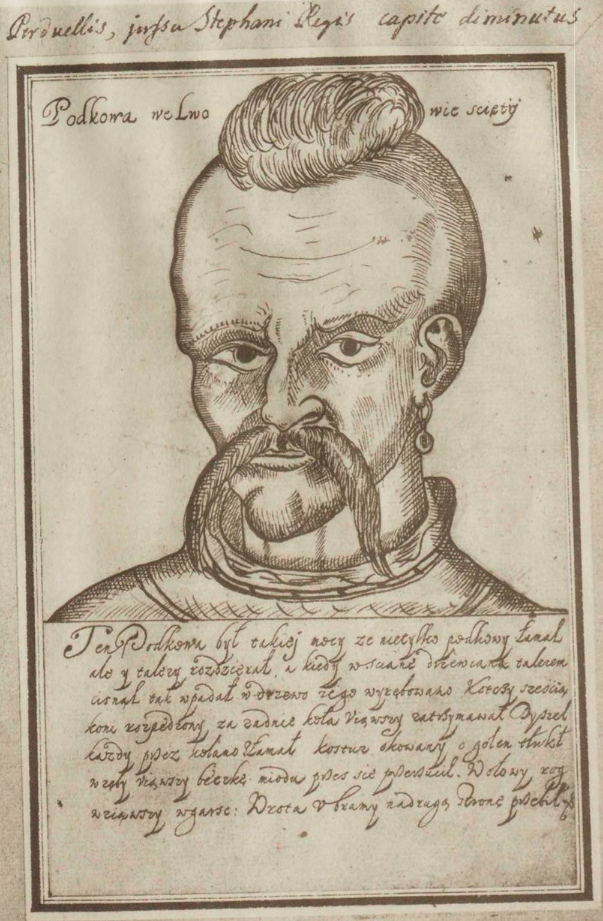
Iván Podková

Nacido a más tardar en 1533, apodado "Kretsu" (Herradura), era hermano de Ioan Voda el Feroz, que fue Hospodar del Principado de Moldavia desde febrero de 1572 hasta junio de 1574.
Según Bogdan Petriceicu Hasdeu, Iván recibió su apodo porque podía romper la herradura de un caballo con los dedos.
En 1577, moldavos, descontentos con el Hospodar: Pedro VI el Cojo, enviaron una embajada a Iván Podková para pedirle que ocupara el trono.
Con la ayuda de un destacamento de 600 cosacos dirigidos por el hetman Yakov Shah y su propio destacamento, que incluía moldavos, Podkova invadió Moldavia y, a finales de noviembre de 1577, ocupó Iasi, entonces la capital de Moldavia, derrocó a Pedro el Cojo del trono y se proclamó Hospodar.
Después de eso, Pedro el Cojo logró reunir un nuevo ejército y se trasladó a Iasi para devolver el trono perdido, pero fue derrotado por segunda vez por Podková.
Entonces, Esteban I Báthory, el Rey de Polonia, escribió a su hermano, Cristóbal Báthory, el Vaivoda de Transilvania, para ayudar a Pedro el Cojo.
A principios de 1578, Ivan Podkova, al ver que no podía permanecer en el trono, decidió abandonar Moldavia y quiso llegar a los Cosacos de Zaporiyia; pero el gobernador de Brátslav logró persuadir a Podkova de que fuera a Varsovia para justificarse ante el Rey Esteban I. Sin embargo, Esteban I, para complacer a los turcos, detuvo a Podkova y ordenó su ejecución en Lviv.
El 16 de junio de 1578, fue llevado a la Plaza Rynok de Lviv, dónde fue ejecutado. Fue enterrado en la Iglesia Ortodoxa de la Asunción en Lviv. Sin embargo, los cosacos robaron su cuerpo, lo transportaron a Kániv y lo enterraron en uno de los monasterios ortodoxos cerca de la montaña Chernecha. La ejecución de Ivan Podkova lo convirtió en un héroe popular. Sobre él se escribieron numerosas leyendas, pensamientos y canciones.

##### Yakov Shah
Nacido en 1541, Hetman de los Cosacos de Zaporiyia entre 1576 y 1578. 
El historiador polaco Marcin Bielski en su "Crónica de Polonia" (Kronika Polska) menciona al líder cosaco Yakov Shah, quien dirigió un destacamento al servicio del Gobernador de Kiev, el Príncipe Konstantin Konstantinovich Ostrogsky.
En 1577, participó en la Campaña de Moldavia con Iván Podkova, trayendo consigo 600 cosacos que, tras derrocar Pedro VI el Cojo, entonces al Hospodar del Principado de Moldavia, se proclamó Hospodar de Moldavia .
Entre 1576 y 1577, atacó al embajador tártaro en el Río Dniéper, que regresaba de Moscú, lo que provocó una serie de invasiones tártaras de Volinia.
Una serie de conflictos con las autoridades llevaron al hecho de que Y. Shah fue encarcelado por los polacos en Kániv, cerca de Kiev, en un monasterio ortodoxo, donde murió en 1583.

##### Samuel Zborovsky

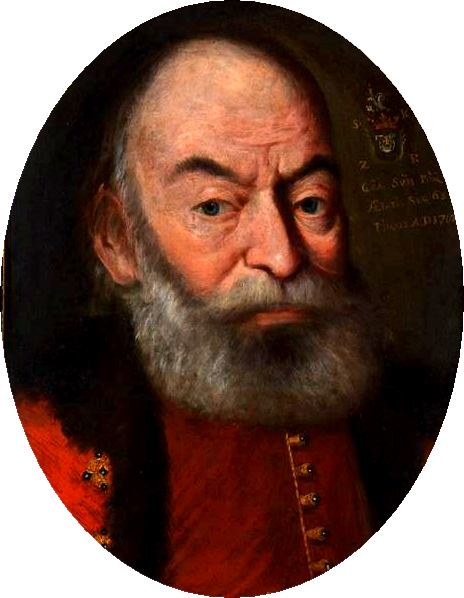
Samuel Zborovsky

Nacido en 1525, en Zólochiv (Leópolis), en una familia noble, su padre era Martín Zborowski, el castellano de Cracovia. En 1581, fue hetman del Ejército de Zaporiyia.
En enero de 1574, durante las fiestas de coronación de Enrique III de Francia, en Cracovia, Samuel, en un ataque de ira, mató al magnate Andréi Vapovsky, por lo que fue condenado al exilio eterno del Reino de Polonia y se fue a vivir con los cosacos que habitaban la parte baja del Río Dniéper.
Luego vivió durante algún tiempo en la corte de Esteban I Báthory, entonces Príncipe de Transilvania, hasta que Esteban I fue elegido Rey de Polonia, el 12 de diciembre de 1575 (coronado el 1 de mayo de 1576). Con la esperanza de recibir el perdón, regresó a Polonia sin permiso, pero no fue liberado del castigo; sin embargo, junto con sus hermanos Jan y Andrzej, participó en las campañas militares del Rey Esteban I contra la Rusia. Al final de la guerra, se fue a vivir nuevamente a con los cosacos que habitaban la parte baja del Río Dniéper.
En 1581, llegó al Sich de Tokmakov (cerca de la moderna ciudad de Márjanets) y fue elegido como Hetman. Después de eso, buscó una alianza con Mehmed II Giray, entonces el Khan de Crimea, esperando con su ayuda tomar posesión de Valaquia.
En 1583, (en alianza con el Kanato de Crimea) inició una campaña contra el Principado de Moldavia, con la intención de tomar allí el trono. Él tenía un destacamento cosaco con 2.000 efectivos para luchar contra los moldavos y los turcos en la zona del estuario del Bug-Dniéster.
Al mismo tiempo, queriendo mantener buenas relaciones con el Imperio Otomano, llamó a los Cosacos de Zaporiyia a emprender una campaña contra la Persia, lo que provocó protestas entre las masas cosacas.
En 1584, tras el fracaso de la campaña de Moldavia (operaciones militares fallidas, hambruna en el ejército), Zborowski regresó a su tierra natal, viajó impunemente por todo el país y difundió rumores de que iba a acabar con el propio Rey Esteban I Báthory y con el gran atamán de la corona: Juan Zamoyski.
Luego Juan Zamoyski ordenó que lo capturaran y lo llevaran a Cracovia, donde, el 26 de mayo de 1584, con el consentimiento del Rey Esteban I, fue decapitado.
Sin embargo, en 1587, durante el Sejm convocado para elegir el Rey de la República de las Dos Naciones, Zamoyski fue acusado del asesinato de S. Zborowski. Esta fue una de las razones que casi llevó a la nobleza que llegó al Sejm a un enfrentamiento armado. 

##### Mijail Ostafievich Ruzhinsky
Hijo de Ostafy Ivanovich Ruzhinsky, que fue atamán del Ejército de Zaporiyia. En 1585, fue nombrado hetman de los Cosacos de Zaporiyia.
También en 1585, llevó a cabo una campaña contra Perekop y regresó a la Sich de Zaporiyia con grandes trofeos y un rico botín.
Tras expulsar a los tártaros que vivían entre los ríos Kamius y Berda, anexó estos territorios a las tierras del Ejército de Zaporiyia.
En 1583, derrotó la horda del Kan Islam II Giray, cerca de la Isla Tavolzhansky.
En la primavera de 1587, los cosacos, liderados por él, capturaron la Fortaleza de Ochákiv, liberando a un gran número de prisioneros y capturando ricos trofeos.
Murió después de 1592.

##### Zajar Kulaga
Zajar Kulaga (uk), nacido alrededor de 1552, fue Hetman en 1585 y en 1589.
En 1589, era el Koshovyi Otamán del Kosh de Zaporiyia (cuartel general temporal) de la Sich de Zaporiyia. Por iniciativa suya, se formó una flotilla cosaca en el Río Dniéper, que emprendió una campaña hacia Crimea.
En la primavera y el verano de 1589, un destacamento de cosacos se hizo a la mar y se encontró con un escuadrón turco cerca de la ciudad de Kezlev (la actual Eupatoria). Durante un repentino ataque nocturno a los turcos, los cosacos lograron abordar las galeras y, después de matar a las tripulaciones, liberaron a los esclavos remeros.
Luego, los cosacos, entre 800 y 1500 personas, en chaikas bajo el mando de Kulaga irrumpieron en la ciudad de Kezlev, donde en ese momento se celebraba una feria, destruyeron y saquearon la ciudad, liberaron a prisioneros y esclavos.
Durante los combates callejeros, los comandantes cosacos perdieron el control del destacamento que se dividió en pequeños grupos.
De esto se aprovechó Feti-Girey, el comandante de la ciudad, que reunió rápidamente todas las fuerzas armadas disponibles en la ciudad y comenzó a atacar y destruir los pequeños grupos individuales de cosacos. Ya en el muelle, los tártaros atacaron al jefe cosaco, que estaba protegiendo el botín y solo tenía una guardia de pocas docenas de personas con él.
La crónica cosaca testifica que Zajar Kulaga se defendió valientemente, pero las fuerzas eran desiguales y el atamán murió.

#### De Kryshtof Kosinski hasta Bogdán Jmelnitski
Este periodo estuvo marcado por diversas revueltas cosacas contra los polacos, hasta la victoriosa Rebelión de Jmelnitski, que dio lugar al Hetmanato Cosaco.

##### Kryshtof Kosinski
Nacido en 1545, de origen noble. En 1590 fue coronel de los cosacos registrados. Entre 1591 y 1593 fue hetman del Ejército de los Cosascos del Curso Bajo del Río Dniéper y líder del levantamiento que lleva su nombre.
Hasta 1586, sirvió a la Casa de Ostrogski.
En 1586, debido a la pérdida de su propiedad familiar, se unió a los cosacos del Sich de Zaporiyia.
En 1590, gracias a la recomendación Juan Zamoyski, entonces el hetman de la corona, las autoridades de la República de las Dos Naciones le nombraron coronel de los cosacos registrados y le asignaron tierras en los páramos de Rokitny y Olshanka en el Voivodato de Kiev. Pero al año siguiente, estas tierras fueron tomadas por la fuerza por Janusz Ostrozhsky, el anciano de Bila Tserkva, que recibió el privilegio real de poseerlas. Esto indignó a Kosinsky, por lo que reunió hasta 5.000 cosacos registrados y no registrados, quienes lo eligieron como su líder, y, el 29 de diciembre de 1591, asaltó Bila Tserkva, la residencia de Ostrozhsky.
Los cosacos, junto con el campesinado local, tomaron posesión de varias ciudades y pueblos. La rebelión, provocada por una disputa de propiedad entre Kosinski y los Ostrogski, se convirtió en un levantamiento cosaco, llamado "Levantamiento de Kosinski". A lo largo de 1592, los cosacos no registrados capturaron Pereyáslav, Trypilia, Kiev y también intentaron devastar las propiedades nobles en las Regiones de Brátslav y de Volinia.
En la corte del Rey de República de las Dos Naciones, el Levantamiento de Kosinski se consideraba un asunto personal de la Casa de Ostrogski, por lo que, a finales de 1592-1593, los ejércitos personales de Janusz Ostrozhsky y de Alexander Vishnevetsky, el jefe de Cherkasy, se formaran y  marcharon juntos contra Kosinski y sus tropas.
El 23 de enero (2 de febrero) de 1593, Kosinsky fue derrotado cerca de la aldea de Pyatka (ahora en el Raión de Chudniv, en el Óblast de Zhitómir). Los rebeldes capitularon, prestaron juramento a los príncipes, firmaron en nombre del Ejército de Zaporiyia, y el propio Kosinsky tuvo que arrodillarse personalmente tres veces y golpearse la frente frente al viejo Príncipe Konstantin Konstantinovich Ostrogsky y sus hijos, lo que formaba parte del ritual caballeresco, de la sumisión del vasallo al señor supremo.
Kosinsky se comprometió a no reunir más cosacos y firmó un acuerdo de sumisión al Rey Polaco, pero, al regresar al Sich de Zaporiyia, violó la obligación, y en mayo de 1593 intentó tomar Cherkasy por asalto con una tropa de alrededor de 2.000 cosacos, pero en una de las escaramuzas Kosinsky murió. Los cosacos continuaron el asedio hasta agosto, cuando Ostrogsky acordó firmar una tregua.
Durante el período del levantamiento (rebelión), Kosinsky también mantuvo correspondencia con el Zar Teodoro I, ofreciéndole sus servicios a cambio de ciertas garantías.

##### Bogdan Makoshinski

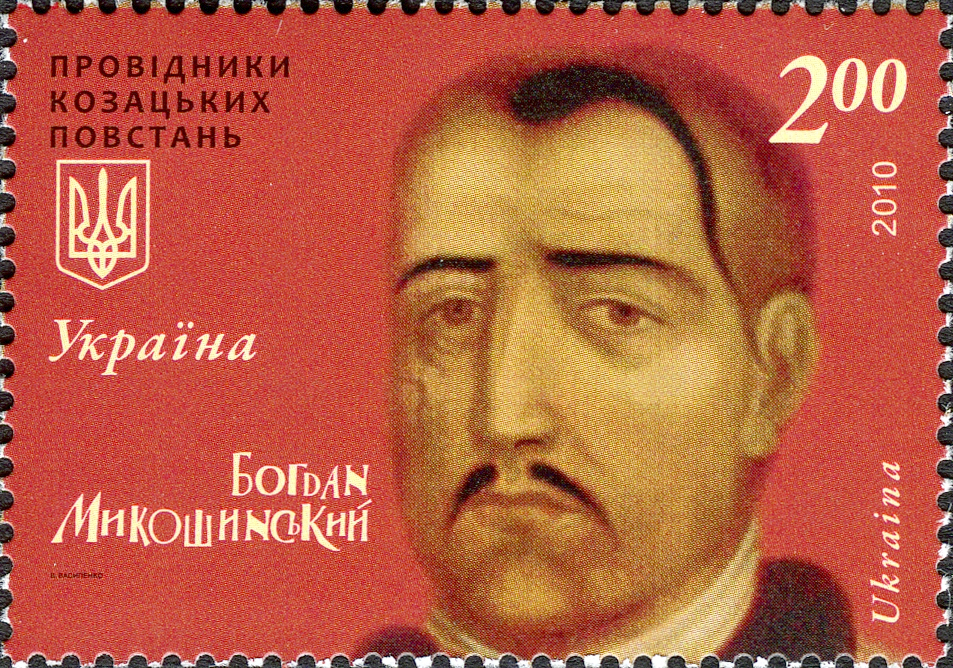
Bogdan Makoshinski

Nacido a mediados del siglo XVI, fue elegido hetman del Ejército de Zaporiyia tres veces (1584, 1586 y 1594).
Lideró guerras contra los otomanos y los tártaros de Crimea, y, en mayo-junio de 1594, dirigió una campaña naval  cerca de Ochákov contra el Imperio Otomano.
En julio del mismo año, en el Sich de Bazavluk Sich, negoció con el embajador Erich Lyasota, del Sacro Imperio Romano Germánico, la aceptación de los cosacos al servicio del Emperador Rodolfo II y la realización de operaciones militares contra el Imperio Otomano en del lado de Austria.

##### Grigori Loboda
Nacido el 12 de abril de 1557. Entre 1593 y 1596 (con interrupciones), fue Hetman del Ejército de Zaporiyia. Participó en campañas contra Turquía y el Kanato de Crimea, uno de los líderes del levantamiento campesino-cosaco de 1594-1596.
En 1594, como coronel cosaco, participó en una campaña militar en Moldavia contra los turcos, con un ejército de 12.000 hombres.
En la primavera de 1595, volvió a luchar en Moldavia, entre los aliados del emperador Rodolfo II del Sacro Imperio Romano Germánico.
Durante el levantamiento campesino-cosaco de 1594-1596, participó de campañas militares dentro del Voivodato de Kiev, junto con el Hetman Severin Nalivaiko.  
En marzo de 1596, fue privado de su maza, pero después de la Batalla de la Piedra Afilada (25 de marzo) cerca de la zona de Ostryi Kamen (no lejos de Bila Tserkva en la región de Kiev) fue nuevamente elegido hetman. Loboda fue apoyado principalmente por los llamados “registristas”, mientras que Nalivaiko fue apoyado por la llamada “chusma”. Los polacos, representados por el Hetman Stanisław Żółkiewski, negociaron con Loboda, ignorando a Nalivaiko.
En este contexto, Loboda fue acusado por los partidarios de Nalivaiko de traición y, en mayo de 1596, fue asesinado por la “mafia cosaca”, durante el asedio del campamento cosaco por parte de los polacos en la zona de Solonitsa (cerca de Lubní), en el Río Sula.

##### Severin Nalivaiko

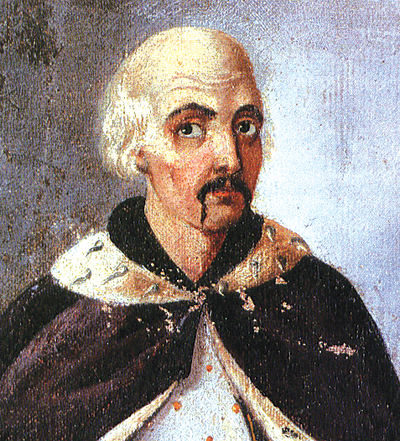
Severin Nalivaiko

Nacido en 1560, en el seno de una familia de artesanos, fue, entre 1595 y 1596, junto con Grigory Loboda, líder de um levantamiento campesino-cosaco contra la nobleza de la República de las Dos Naciones.
Tras la muerte violenta de su padre, vivió con su madre en la ciudad de Ostroh, donde estudiaba su hermano mayor Demyan.
Luego sirvió como centurión en el ejército del Príncipe Konstantin Konstantinovich Ostrogsky, donde, en 1593, participó en la represión del Levantamiento de Kryshtof Kosinski. En este contexto, aprovechando el patrocinio del Príncipe Ostrogsky, llevó a cabo ataques contra las propiedades de los señores y del clero hostiles a la ortodoxia.
A principios de 1594, dirigió una expedición de un destacamento cosaco, que luchó contra los tártaros en Kiliyá y Bender, después de la campaña, en junio, envió una embajada al Sich de Zaporiyia con una propuesta para una alianza antitártara (registrada en las "Notas de Lyasota").
El 1 de julio de 1594, al llegar al Sich de Zaporiyia, llamó los cosacos con un llamado a tomar las armas contra el gobierno de la nobleza. Sin embargo, los cosacos sospechaban mucho de esta propuesta, porque se sabía de la participación de Nalivaiko en la represión del levantamiento de Kryshtof Kosinski. A pesar de las sospechas, los cosacos aceptaron participar en la campaña contra los tártaros y Grigori Loboda fue puesto al frente del ejército del Sich de Zaporiyia, que se uniría a las tropas de Nalivaiko.
Después de las batallas contra los turcos en Moldavia, las tropas de Nalivaiko regresaron a la Región de Podolia, donde, en la noche del 16 de octubre, los cosacos, liderados por Nalivaiko, mataron a la nobleza que se había reunido en Brátslav para la reunión anual de la "rochka".
Entonces, los cosacos liderados por Grigori Loboda que se acercaban y los cosacos registrados de Y. Orishovsky aumentaron las fuerzas de los rebeldes. El 20 de noviembre, los rebeldes capturaron la ciudad de Bar, donde se convocó la Rada Cosaca, que decidió apelar al pueblo ruso con universales: llamarlos a un levantamiento contra los magnates y nobles, así como tomar medidas para proporcionar armas y alimentos a las tropas. La población respondió rápidamente al llamado de los rebeldes. La ola de levantamiento pronto llegó a Vínnitsa.
La milicia de Nalivaiko aumentó rápidamente: destacamentos de aldeanos ucranianos que huyeron de la opresión de sus amos se reunieron de todas partes. El ejército cosaco, que contaba con 12.000 personas, capturó Kiev, Husiatyn, Kániv y otras ciudades.
En la primavera de 1595, el ejército rebelde se dividió: una parte, bajo el liderazgo de Nalivaiko, se trasladó a Volinia y capturó Lutsk, donde se encontraban los partidarios y sirvientes del obispo Kirill Terletsky, la figura más destacada de la Unión de Brest. Entonces, las tropas de Nalivaiko exterminaron con extrema crueldad a la nobleza, los sacerdotes y los católicos comunes, incluidas mujeres y niños. Después de eso, Nalivaiko se mudó de Volinia a Bielorrusia, donde, en noviembre de 1595, saqueó y destruyó Maguilov. La caída de esta fuerte fortaleza fue la señal para un levantamiento masivo del campesinado bielorruso.
A finales de 1595 y principios de 1596, el movimiento antipolaco estalló también en la Región de Podolia y en parte de Galitzia. Un destacamento cosaco dirigido por el Hetman Matvey Shaula se trasladó a Bielorrusia para ayudar a los rebeldes.
Otra parte del ejército rebelde, liderada por Loboda y Shaula, se dirigió a Bila Tserkva, donde debía avanzar hacia Kiev y luego a lo largo de las orillas del Río Dniéper hasta Bielorrusia, donde pretendía conectarse con las tropas lideradas por Nalivaiko.
Desde Réchytsa, Nalivaiko envió una carta al Rey Segismundo III Vasa pidiéndole que concediera a los cosacos tierras libres entre los Ríos Bug Meridional y Dniéster, debajo de Brátslav, a cambio los cosacos se comprometerían a ayudar a la República de las Dos Naciones en las guerras con los países vecinos.
Mientras tanto, el levantamiento ya había adquirido proporciones peligrosas y, en diciembre de 1595, El Rey se vio obligado a ordenar al Hetman Stanisław Żółkiewski que reprimiera la rebelión que arrasó Bielorrusia y los voivodatos del sur. En este contexto, las tropas encabezadas por Żółkiewski regresaron de Moldavia, a las que se unieron destacamentos de magnates, y un ejército de caballería lituano de 15.000 efectivos dirigido por el gobernador Buivid.
Cerca de Trypilia, las tropas lideradas por Nalivaiko se unieron a las tropas de Lodoba, que ahora lideraba todo el contingente. Sin embargo, debido al fortalecimiento de las tropas polacas, los cosacos tuvieron que retirarse a la orilla izquierda del Río Dniéper.
En febrero de 1596, el Sejm polaco, ordenó a la milicia de la nobleza, encabezada por Żółkiewski, actuar para reprimir el levantamiento.
El 28 de febrero, los nalivaikitas fueron derrotados, cerca del pueblo de Matsiévichi, por lo que abandonaron la Región de Brátslav hacia los Campos Salvajes.
Los días 23 y 24 de marzo tuvo lugar la Batalla de Bila Tserkva, en la que los cosacos derrotaron a la vanguardia del Príncipe Kirill Ruzhinsky, cerca de Bila Tserkva.
Sin embargo, el 25 de marzo, los cosacos fueron derrotados, en la Batalla de la Piedra Afilada, también cerca de Bila Tserkva y los principales destacamentos rebeldes liderados por Nalivaiko y Loboda, llevándose a sus familias con ellos, se vieron obligados a retirarse a la orilla izquierda de Ucrania. En caso de fracasar, tenían intención de retirarse al territorio del Zarato Ruso.
En este contexto, a finales de mayo de 1596, el ejército de nobles polacos dirigido por Żółkiewski cortó la retirada de los cosacos hasta la frontera del Zarato Ruso, en la zona de Solonitsa, cerca de la ciudad de Lubní.
Hubo escasez de alimentos y agua y surgieron conflictos internos. Después de largas negociaciones, los cosacos entregaron a Severin Nalivaiko a la nobleza, pero eso no impidió que fueran masacrados por las tropas dirigidas por Żółkiewski.

##### Matvey Shaula
Fue uno de los líderes del levantamiento cosaco bajo el liderazgo de Severin_Nalivaiko, participó activamente en las operaciones militares contra los polacos cerca de Bila Tserkva.
En el otoño de 1595, al frente del Ejército de Zaporiyia, tomó Kiev y continuó la lucha contra los polacos en Bielorrusia. A principios de 1596 regresó de Bielorrusia a la orilla derecha de Ucrania .
En marzo de 1596, los rebeldes derrocaron a Grigori Loboda y le eligieron como atamán.
En mayo de 1596, resultó herido en la Batalla de Solonitsa, cerca de Lubní. El 7 de junio de 1596 fue capturado a traición por traidores y entregado a Stanisław Żółkiewski y, posteriormente, fue ejecutado en Varsovia.

##### Krishtof Krempsky
Provenía de la pequeña nobleza, fue coronel del ejército cosaco-rebelde de Zaporiyia, participó del levantamiento campesino-cosaco (1594-1596) bajo el liderazgo de Severin Nalivaiko.
En la primavera de 1595, durante la campaña del ejército cosaco en Moldavia, dirigió un destacamento separado.
En mayo de 1596, fue elegido atamán cosaco, después que los rebeldes cosacos fueron rodeados por tropas polacas, en la zona de Solonitsa (cerca de Lubní), y que Grigori Loboda, entonces el Atamán del Sich de Zaporiyia y partidario de negociaciones con el gobierno de la nobleza de Polonia, fuera acusado de traición y asesinado por los partidarios de Severin Nalivaiko.
Lideró a los 1.500 cosacos rebeldes que lograron escapar del asedio, de un total de 10.000 cosacos, que junto con mujeres y niños, estaban bajo asedio. Lograron romper el cerco del campo rebelde, fueron a la estepa y regresaron al Sich de Zaporiyia.

##### Gnat Vasilevich
Hetman de Ucrania, entre 1596 y 1597, adhirió a una política moderada, tratando de evitar que los cosacos entraran en conflicto tanto con Turquía como con Polonia.
Prestó la mayor parte de su atención a fortalecer y mejorar la organización del Ejército de Zaporiyia.

##### Fedor Polous
Fue Hetman de Ucrania brevemente en el verano de 1595 y en 1598.
Durante algún tiempo fue el atamán de los cosacos registrados, que estaban ubicados cerca de la Sich de Zaporiyia, en la Isla de Jórtitsia.
En la primavera de 1594, convenció a los cosacos del Sich de Zaporiyia para que se unieran a una campaña conjunta con los cosacos registrados contra la Horda Budzhak.
Junto con el Hetman Grigory Loboda, participó en una campaña naval victoriosa contra Bélgorod del Dniéster, en la que capturó muchos trofeos, liberó prisioneros y regresó nuevamente al Sich de Zaporiyia.
Perteneció a los oponentes irreconciliables de la República de las Dos Naciones y participó en el levantamiento de 1594-1596, liderado por Severyn Nalyvaiko Severýn Nalyvaiko, donde comandó un regimiento separado que luchó en la Región de Kiev, cerca del del Río Dniéper.
En 1598, encabezó un levantamiento cosaco contra Polonia.

##### Semión Skalozub
Nacido en 1559, fue atamán cosaco en 1598 y se hizo famoso por sus campañas marítimas contra los turcos.
Fue cosaco desde muy joven y participó en las campañas del Hetman Grigori Loboda, tanto contra los turcos y tártaros, como contra los polacos.
En las fuentes polacas, se menciona que, en 1598, fue yesaúl de los cosacos inferiores, cuando fue derrotado cuando participó en la represión del levantamiento de los cosacos de menor rango liderados por Fedor Polous.
En 1600, murió, asesinado por los turcos en el mar.

##### Tijón Mijáilovich Baybuza
Hetman entre 1597 y 1598. Fue rival de Fedor Polous.
Era un representante de la élite rica de los cosacos.
Entre 1594 e 1596, luchó del lado de los polacos, durante el levantamiento liderado por Severin Nalivaiko.
A principios de noviembre de 1598, dirigió la campaña de los cosacos cerca de Perekop.
Siguió una política destinada a lograr un compromiso con el gobierno polaco, lo que provocó descontento entre los cosacos y los cosacos no registrados.
Sus herederos de Tikhon Baybuz participaron en los levantamientos cosacos-campesinos de 1620-1630 y en la Guerra de Liberación de 1648-1651 bajo el liderazgo de Bogdán Jmelnitski.

##### Kirill Ruzhinsky
En 1588, fue nombrado hetman de los Cosacos de Zaporiyia. Fue padre de Roman Rozhinsky, hetman de las tropas del Falso Dimitri II, entre 1608 y 1610.
Algunos creen que era el hijo de Ostafy Ivanovich Ruzhinsky y nieto de  Ivan Mikhailovich Ruzhinsky.
En 1581, recibió el derecho a recaudar impuestos del pueblo: "Stara Kotelnya" (en el sur del Óblast de Zhitómir), a cambio del deber de organizar las tropas para el servicio militar, de Esteban I Báthory, entonces el Rey de la República de las Dos Naciones.
A finales de 1585, fue mencionado como atamán de los cosacos del curso inferior del Río Dniéper, junto con su hermano Nikolai. También en 1585, participó en la campaña de los Cosacos de Zaporiyia contra los tártaros de Crimea.
Según Ivan Kripyakevich, en 1588, participó en la celebración de la coronación de Segismundo III Vasa en la Plaza del Mercado de Lviv, junto con 1.700 cosacos.
En 1596, participó en la represión del levantamiento cosaco liderado por Severin Nalivaiko, cuando dirigió la vanguardia (unas 500 personas) del ejército real bajo el mando del Hetman Stanisław Żółkiewski y luchó contra los cosacos rebeldes en el territorio del Voivodato de Kiev.
El 27 de marzo de 1596, Matvey Shaula informó a Kirill sobre el progreso de las negociaciones con Severin Nalivaiko y prometió entregarlo a los polacos. En abril del mismo año, su destacamento fue derrotado por los cosacos bajo el mando de Nalivaiko y Shaula en la Batalla de Bila Tserkva.
En ese momento, cuando Kirill estaba fuera de casa, los Tártaros de Crimea devastaron e incendiaron Stara Kotelnya. Durante el incendio murió Evdokia Kunevskaya, su primera esposa.
Murió en 1599/1601. Enterrado en la iglesia de Stara Kotelnya.

##### Ian Orishevsky
Nacido alrededor de 1535, como descendiente de la Familia Prawdžic, que era una familia noble ucraniana polonizada. Entre 1578 y 1594, fue Hetman de los Cosacos Registrados.
En 1576, sirvió como asistente de los ancianos del Príncipe Mijail Alexandrovich Vishnevetsky, entonces jefe de Cherkasy y Kániv, cuando comandó un destacamento de cosacos registrados.
Estuvo en la corte de Esteban I Báthory, entonces Rey de Polonia y Gran Duque de Lituania, y pronto se convirtió en la mano derecha del Rey en sus relaciones con los cosacos.
En 1578, fue nombrado Hetman de los cosacos registrados, por decreto de Esteban I.
En 1579, organizó y comandó un destacamento de cosacos para la guerra contra el Zarato Ruso, en la cual asaltó y quemó la ciudad de Starodub y regresó a Zaporiyia con trofeos militares.
Desde la década de 1580, ha sido mencionado más de una vez en documentos, con el título de teniente o hetman.
En 1581, se compiló un registro cosaco, de acuerdo con sus instrucciones.
Participó de la Guerra de Livonia (1558-1583) del lado de Polonia.
En 1585, organizó una Campaña a Crimea.
En 1587, estuvo presente, en la convocatoria del Sejm, como representante de los Cosacos de Zaporiyia, en la cual Segismundo III Vasa fue elegido Rey de Polonia y Gran Duque de Lituania. 
En 1590, se le ordenó organizar un destacamento para el servicio de fronteras para proteger a los habitantes de la frontera sur de la República de las Dos Naciones de ataques de los estados vecinos.
En 1600, actuó como mediador en las negociaciones entre el gobierno polaco y los cosacos sobre las condiciones de su participación en las hostilidades en el territorio de Moldavia.
Murió en Gysin, alrededor de 1608.
El capítulo "Sobre los cosacos" de la "Crónica de Polonia" de M. Belsky fue escrito por el autor a partir de las palabras de Oryshevsky, que era su pariente.

##### Samoilo Koshka
Nacido en 1530, en Kániv, en la familia de un noble de Brátslav. Fue atamán de los cosacos registrados entre 1600 y 1602.
Según la leyenda, pasó veinticinco años en cautiverio de los turcos, encadenado a los remos de las galeras. Después de escapar del cautiverio, dirigió a los cosacos, fue jefe y luego hetman.
En 1600, dirigió a los cosacos en la campaña cosaco-polaca contra el Kanato de Crimea.
Entre 1601 y 1602, dirigió un destacamento cosaco de 4.000 hombres en la guerra polaco-sueca (1600-1611) por el control de Livonia. En 1601 sus tropas capturaron Vítebsk, donde muchos habitantes fueron asesinados y saqueados.
El 28 de febrero de 1602, murió durante el Asedio de Viljandi, en la guerra contra los suecos. En su lugar, los cosacos eligieron a Gabriel Krutnevich como nuevo atamán.

##### Gabriel Krutnevich
Atamán de Ucrania entre 1602 y 1603.
En 1600, participó de la guerra polaco-sueca como parte del ejército cosaco bajo el liderazgo de Hetman Samoilo Koshka, al servicio del Rey Segismundo III Vasa.
A principios de 1602, después de la muerte de Koshka, el ejército cosaco ucraniano le eligió como su atamán.
A mediados de 1603, fue reemplazado por Ivan Kutskovich.
Luego volvió a liderar a los cosacos y aún en 1603 recibió, nuevamente, el puesto de atamán y, ese mismo año publicó un universal sobre los cosacos del "río".  

##### Iván Kutskovich
Atamán de Ucrania en 1602-1603.
A finales de 1602 reemplazó a Gabriel Krutnevich como atamán del ejército cosaco.
A mediados de 1603, dimitió como hetman  al regreso de los cosacos de la campaña de la guerra sueca.
Fue sustituido por Ivan Kosyi.

##### Grigori Izapovich
Hetman de Ucrania entre 1604 y 1606 (según otras fuentes entre 1606 y 1609).
Es conocido por haber publicado una camioneta en la que advertía a los habitantes del suroeste de Rusia sobre la inminente invasión de los tártaros.
En 1606, capturó de la ciudad búlgara de Varna, entonces ocupada por los turcos.
Bajo su mando, la flota cosaca zarpó del Sich de Zaporiyia hasta la costa búlgara, donde hundió varios barcos turcos que se encontraban en el puerto de Varna y, tras desembarcar tropas, tomó la ciudad.

##### Bogdan Olévchenko
Coronel registrado del Ejército de Zaporiyia, que, en 1606, fue elegido como: hetman de los Cosacos de Zaporiyia no registrados.
Participó en campañas contra Moscú, Crimea y Turquía.
En 1609, durante la Guerra polaco-rusa (1605-1618), por iniciativa propia, a instancias del Rey Segismundo III Vasa y alentado por las administraciones polacas locales, reunió su propio destacamento de cosacos, la mayoría de los cuales estaba formado por cazadores. Los centros de reclutamiento fueron Kániv, Cherkasy y Pereyáslav. En este contexto, fue elegido como atamán.
En la segunda mitad de 1609, dirigió un ejército cosaco de 10.000 hombres que se incorporó a las tropas comandadas por el Rey Segismundo III y por Lew Sapieha, entonces canciller del Gran Ducado de Lituania, que asediaron Smolensk, entre 1609 y 1611.
En este periodo, sus regimientos destruyeron pequeñas guarniciones rusas en las ciudades y pueblos circundantes, obteniendo provisiones y luego regresaron nuevamente a las murallas de Smolensk.
En junio de 1610, participó en la batalla con las tropas de Moscú cerca del pueblo de Klúshino.
Los cosacos de Olevchenko también jugaron un papel decisivo en batallas en Nóvgorod-Síverski, Starodub y Chernígov.

##### Dmitri Barabash
Atamán de los cosacos no registrados en 1617.
Conocido por la campaña de los cosacos  por vías navegables hacia Turquía, que dirigió, en marzo de 1617.
Después de la destrucción del suburbio de Estambul y la devastación de Kafa, Sinope y Trebisonda, bajo la presión del ejército turco, los cosacos se vieron obligados a retirarse (lo que le costó a Barabash la maza del hetman), y el sultán turco Ahmed I envió un ejército para vengarse de los cosacos. El Khan de Crimea invadió con numerosa caballería y caminó por la orilla derecha, destruyendo muchas aldeas y ciudades; y también se llevó consigo a muchos prisioneros.

##### Yákiv Borodavka-Neroda
Yákiv Borodavka-Neroda (uk), también conocido como Yatskó Borodavka, fue atamán de los Cosacos de Zaporiyia, entre 1619 y 1621.
Rival de Petró Konashévych-Sahaidachny (en), a finales de 1619, fue elegido Hetman por los cosacos registrados y no registrados que capturaron el Sich de Zaporiyia.
Del 15 al 17 de junio de 1621, en Sujaya Dubrava (una zona entre Bila Tserkva y Rzhýschiv), se celebró un consejo general (rada) de cosacos registrados y no registrados, en el que aceptaron la propuesta del Sejm de la República de las Dos Naciones, para participar en la guerra contra los turcos. La Rada confió a Borodavka el mando de un ejército cosaco de cuarenta mil hombres. Después del consejo, el ejército cosaco, liderado por Borodavka, emprendió una campaña contra Moldavia.
Durante las batallas contra las tropas turco-tártaras entre el Río Dniéster y el Río Prut, los cosacos se enteraron de que el gobierno estaba negociando con Turquía para poner fin a la guerra. Por lo tanto, temiendo la traición del mando, Borodavka no quiso unir los destacamentos cosacos con el ejército de la nobleza hasta que cruzó el Río Dniéster y comenzó las operaciones militares contra las tropas turco-tártaras. Sólo después del cese de las negociaciones y el traslado del ejército noble más allá del Río Dniéster, Borodavka aceptó ir con el ejército a Jotín.
En agosto de 1621 , cuando los cosacos se preparaban para unirse con el ejército de la nobleza, Petró Konashévych-Sahaidachny (en) (que era un oponente de Yákiv Borodavka-Neroda, e, inicialmente, no estaba de acuerdo con su nombramiento para el puesto de hetman) llegó desde Varsovia al campamento cosaco cerca de Mohyliv-Podilski (Óblast de Vínnitsa).
En el consejo cosaco convocado, Sahaidachny informó sobre los beneficios prometidos por el Rey Segismundo III Vasa a los cosacos ucranianos (cese de la opresión religiosa, aumento de salario, etc.) por participar en la guerra contra Turquía. Durante el consejo, la parte conciliadora de los ancianos cosacos, aprovechando el descontento de los cosacos bajo la influencia de Sahaidachny, provocado por los fracasos de las unidades individuales en las batallas contra los turcos, así como por la falta de alimentos y forrajes, logró la destitución de Yákiv Borodavka-Neroda como hetman y la reelección de Sahaidachny como Hetman. A finales de agosto de 1621, el 8 de septiembre fue encadenado y, por orden de Sahaidachny, fue ejecutado, el 8 de septiembre, cerca de Jotín.
Los autores de memorias de la nobleza polaca tenían una actitud marcadamente negativa hacia la personalidad de Yákiv Borodavka-Neroda, quien, obviamente, era un representante de la parte pobre de los cosacos y era muy popular entre ellos. No es casualidad que Stanisław Żółkiewski lo caracterizara como “el menos virtuoso entre los cosacos y el más propenso a la rebelión, que prometió a los cosacos ir con ellos no sólo al mar, sino incluso al infierno”.
Más tarde Sahaidachny se sintió culpable por la muerte de un hombre que había hecho tanto por el movimiento de liberación en el suroeste de Rusia (Borodavka participó directamente en la restauración de la jerarquía ortodoxa, dirigió el movimiento rebelde, etc.). Por eso, ya en su lecho de muerte, Sahaidachny da instrucciones para escribir Yákiv Borodavka-Neroda en su monumento bajo el nombre "Hetman Yákiv".

##### Petró Konashévych-Sahaidachny

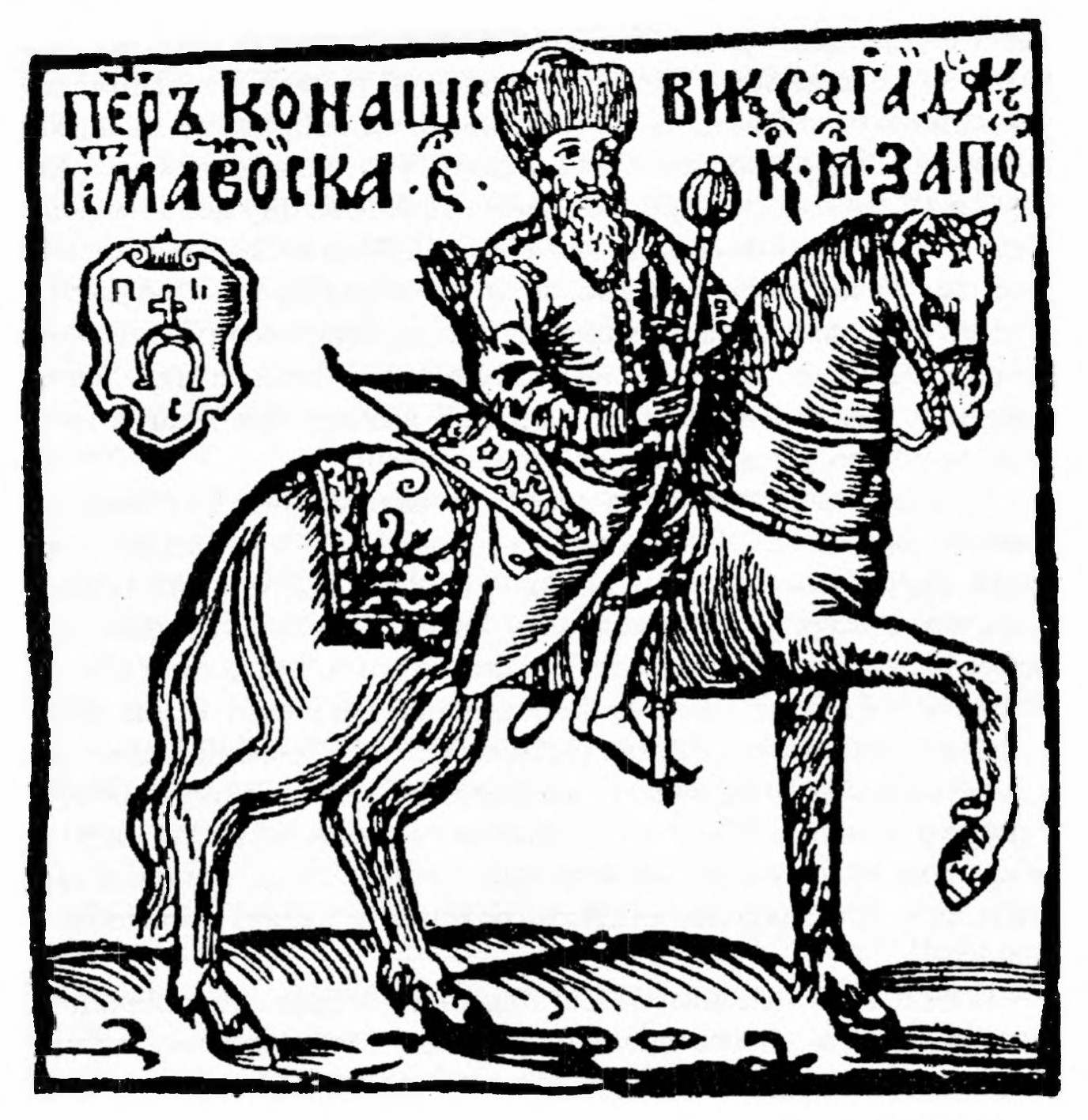
Petró Konashévych-Sahaidachny

Petró Konashévych-Sahaidachny (en), nacido alrededor de 1577, en el seno de una familia ortodoxa de pequeña nobleza, en la ciudad de Sámbir - fue Hetman del Ejército Zaporiyiano de Su Gracia Real, líder de los cosacos registrados al servicio de la República de las Dos Naciones, noble ortodoxo de la tierra de Przemyśl. Estudió en la Academia de Ostroh en Volinia.
Fue el organizador de las campañas de los cosacos registrados, en el lado de la República de las Dos Naciones, contra el Kanato de Crimea, el Imperio Otomano y el Zarato moscovita. Fue también un filántropo de las escuelas ortodoxas.
A finales del siglo XVI o principios del XVII, fue al Sich de Zaporiyia. Participó en las campañas de Moldavia y Livonia de 1600-1601. Ya en los primeros días de su estancia en Sich, mostró sus talentos como líder militar; los cosacos lo eligieron como oficial, asignándole estar a cargo de toda la artillería del Sich.
En el período comprendido entre 1605 y 1610, se convirtió en el atamán del Sich de Zaporiyia. Él “se declaró atamán de ambos lados del Río Dniéper y de todo el Ejército de Zaporiyia”.
Posteriormente, fue privado de la maza del hetman tres veces y durante mucho tiempo (1610, 1617, 1620).
Campañas contra otomanos y tártaros
En 1606, los cosacos capturaron la fortaleza otomana en Varna (actualmente una ciudad de Bulgaria), que antes se consideraba inexpugnable. En ese momento, fueron capturadas 10 galeras turcas con víveres, mercancías y tripulaciones. En respuesta, el enfurecido Sultán Ahmed I ordenó bloquear el Río Dniéper cerca de la isla de Tavani (ubicada entre la moderna Kajovka y Berislav) con una cadena de hierro.
En 1607, los cosacos llevaron a cabo una gran campaña contra el Kanato de Crimea, cuando capturaron y quemaron dos ciudades: Perekop y Ochákiv.
En 1608 y principios de 1609, los cosacos, liderados por Sahaidachny, realizaron un viaje por mar en 16 barcos gaviota, entrando en la desembocadura del Río Danubio y atacaron Kiliyá, Bélgorod del Dniéster e Izmaíl.
Las campañas navales cosacas de 1612-1614, dirigidas por Sahaidachny, infligieron muchos golpes importantes a la poderosa flota turca. A veces salían del Sich más de 300 barcos gaviota, que albergaban hasta 20.000 cosacos.
En 1614, los cosacos capturaron Sinope y, en 1616, asaltaron la bien fortificada fortaleza turca de Kefe (Feodosia), derrotando a una guarnición de 14.000 hombres y liberando a los prisioneros. Además, en el mismo 1616 tuvo lugar la Batalla del Río Samara, durante la cual los Cosacos de Zaporiyia, bajo el liderazgo de Sahaidachny, cerca del Río Samara exterminaron casi por completo a los tártaros de Crimea, que regresaban después de una incursión en tierras ucranianas.
Después de 1616, los cosacos llevaron a cabo una serie de campañas marítimas y terrestres. Durante ellos, los cosacos bajo el mando de Sahaidachny atacaron muchas fortalezas y ciudades turcas y tártaras, incluidas Ochákiv, Perekop, Trebisonda e incluso la capital otomana, Estambul. Según los contemporáneos, los cosacos reinaban casi sin oposición en el Mar Negro y, en esencia, controlaban la navegación entre el estuario del Río Dniéper y el Bósforo.
Sahaidachny reformó la Sich de Zaporiyia, lo que condujo a una mayor disciplina y eficacia de combate del ejército cosaco. Convirtió los destacamentos partidistas cosacos en un ejército regular, eliminó a los hombres libres del ejército, introdujo una disciplina severa, prohibió beber vodka durante los viajes por mar y, a menudo, "castigo a muerte" por embriaguez.
Participación en la guerra contra el Zarato moscovita
En el verano de 1618, en el contexto de la Guerra polaco-rusa (1605-1618), 20.000 cosacos, liderados por Sahaidachny, se trasladaron a través de Livny hacia Moscú, capturando Putivl, Rylsk, Kursk, Valuiki, Yeléts, Lebedián, Dankov, Skopín y Riazhsk en el camino, cortando el espacio entre Kursk y Kromy.
Sahaidachny continuó su campaña contra Moscú. El gobierno del Zar Miguel I reunió, en Sérpujov, un ejército de 7.000 personas bajo el mando del Príncipe Dmitri Pozharski. Pero Pozharski enfermó y entregó el mando del ejército al segundo gobernador, el Príncipe Grigori Volkonski (ru). Con este destacamento, Volkonski debía impedir que Sahaidachny cruzara el Río Oká y detener su avance hacia Moscú.
Sin embargo, Sahaidachny mostró habilidad militar y trató de engañar a Volkonski. Eligió como punto de cruce la confluencia del Río Osiotr con el Río Oká. Volkonski adivinó el lugar del cruce y, al principio, resistió durante dos días, mientras Sahaidachny, con otra parte de sus fuerzas, cruzó el Río Oká arriba, en Rostislavl Riazanski. Al enterarse de esto, Volkonski, debido a la superioridad del enemigo, abandonó su posición y se encerró en Kolomna.
Tras cruzar el río Oká, Sahaidachny siguió adelante y sitió Riazán, capturó a Tutáyev, Kashira y Kasímov.
El 20 de septiembre, Vladislao IV de Polonia se acercó a Túshino y Sahaidachny se acercó al Monasterio Donskói en los suburbios de Moscú. El 1 de octubre, Moscú fue atacada por dos lados. Las tropas de Moscú estaban dirigidas por el Príncipe Dmitri Pozharski. En la caótica batalla callejera que siguió, ambos ejércitos sufrieron grandes pérdidas, pero los atacantes no pudieron tomar las murallas del centro de la ciudad y Vladislav trasladó el ejército al Monasterio de la Trinidad y San Sergio, pero éste también resistió.
En noviembre, comenzaron las negociaciones de paz en el pueblo de Deúlino, cerca del Monasterio de la Trinidad y San Sergio, a pesar de que Sahaidachny intentó persuadir Vladislav para que continuara el asedio de Moscú.
El 24 de diciembre de 1618 (3 de enero de 1619), se concluyó acuerdo de tregua que duraría catorce años y medio. Según los términos de la tregua, tanto las tierras de Smolensk como las de Severia permanecieron con Polonia. Se preveía un intercambio de prisioneros de guerra. Sin embargo, Vladislav no renunció a sus derechos al trono de Moscú y Segismundo III Vasa no reconoció a Miguel I de Rusia como Zar. Por la campaña, los Cosacos de Zaporiyia recibieron un pago del rey polaco y un aumento en el número de cosacos registrados.
Después de la Tregua de Deúlino
Después de la Tregua de Deúlino, los polacos, habiendo liberado sus fuerzas, concentraron una parte importante de ellas bajo el liderazgo de Stanisław Żółkiewski en la región del Río Dniéper para restablecer el orden allí. Sahaidachny se encontró nuevamente ante una elección. O decide ir a la guerra con los polacos o a la coexistencia pacífica. Prefirió elegir el segundo y, el 17 de octubre de 1619, firmó el Acuerdo de Rostavitsky. Este Acuerdo fue muy desfavorable para los cosacos y provocó una tormenta de indignación. Los insatisfechos estaban liderados por Yákiv Borodavka-Neroda (uk), quien, en diciembre de 1619, fue proclamado hetman, cuando Sahaidachny fue a luchar contra los tártaros cerca de Perekop.
Para disuadir a los insatisfechos, Sahaidachny recurrió a medidas duras: quemó barcos cosacos en la Sich de Zaporiyia y restableció un fuerte de guardia en Jórtitsia para interceptar las campañas no autorizadas de los cosacos.
En febrero de 1620, Petró Sahaidachny, sin reconocer la elección de Yákiv Borodavka-Neroda, envió una embajada a Moscú, para expresar la voluntad de los Cosacos de Zaporiyia de servir al Zar Miguel I, por un cierto precio. Los embajadores fueron recibidos el 26 de febrero y las negociaciones continuaron durante marzo y abril. Antes de abandonar Moscú, los embajadores recibieron una carta del Zar Miguel I al Hetman Sahaidachny, en la que, el Zar agradeció a Sahaidachny y al ejército cosaco por su deseo de “prestar servicio”, les dio un “salario ligero” de 300 rublos y les prometió darles más en el futuro. Mientras tanto, como explicaba la carta, el Zarato moscovita estaba en paz con los tártaros de Crimea y no era necesario el servicio de los cosacos.
Aunque la misión de Sahaidachny en Moscú no produjo resultados inmediatos, el hecho preocupó a los polacos como contactos no deseados entre los cosacos y Moscú.
Guerra polaco-turca (1620-1621)
La incursión no autorizada de los cosacos "registrados" del Hetman Yákiv Borodavka-Neroda (uk), en Varna y Estambul provocó el comienzo de una nueva guerra turco-polaca (1620-1621). En este contexto, en octubre de 1620, los turcos infligieron una terrible derrota a Polonia en la Batalla de Țuțora.
Para involucrar a los cosacos en esta nueva guerra, se celebró un consejo en Varsovia, después de lo cual Sahaidachny aseguró que el gobierno de la República de las Dos Naciones aceptara satisfacer las siguientes demandas de los cosacos:
1. abolir la elección del cargo de oficial superior de los cosacos por el gobierno polaco;
2. reconocer el poder del Hetman elegido en el consejo cosaco sobre toda la Rusia Menor;
3. abolir las resoluciones del Sejm sobre restricciones a las libertades y a los derechos de los cosacos;
4. proporcionar libertad de religión a la población de la Rusia Menor; y
5. La jerarquía ortodoxa (metropolitana, obispos), consagrada por el patriarca y reconocida por el gobierno, no debería sufrir persecución por parte de las autoridades de la República de las Dos Naciones.

En junio de 1621, se celebró un gran consejo cosaco en la zona de Sujaya Dibrova, cerca de Bila Tserkva, en el que se decidió enviar 40.000 cosacos para ayudar a los polacos, en cambio del reconocimiento de los derechos de los cosacos y cristianos ortodoxos, la expansión del registro y la retirada de las tropas polacas de tierras rusas. Aunque las promesas del Rey Segismundo III Vasa eran bastante vagas, Sahaidachny decidió interpretarlas como un acuerdo y se dedicó enérgicamente a preparar una campaña contra los turcos.
A finales de agosto de 1621, se produjo un cambio de poder en el Ejército de Zaporiyia cerca de Mohyliv-Podilski: el Hetman Yákiv Borodavka-Neroda (uk) perdió su maza, fue arrestado y posteriormente (8 de septiembre) ejecutado por orden de Sahaidachny y este último fue proclamado hetman.
El hecho de la deposición y ejecución de Yákiv Borodavka-Neroda provocó opiniones favorables entre los autores de memorias de la nobleza polaca, que tenían una actitud marcadamente negativa hacia la personalidad de Yákiv Borodavka-Neroda, quien, obviamente, era un representante de la parte pobre de los cosacos y era muy popular entre ellos. No es casualidad que Stanisław Żółkiewski lo caracterizara como “el menos virtuoso entre los cosacos y el más propenso a la rebelión, que prometió a los cosacos ir con ellos no sólo al mar, sino incluso al infierno”.
Más tarde, Sahaidachny se sintió culpable por la muerte de un hombre que había hecho tanto por el movimiento de liberación en el suroeste del Zarato moscovita (Yákiv Borodavka-Neroda participó directamente en la restauración de la jerarquía ortodoxa, dirigió el movimiento rebelde, etc.). Por eso, ya en su lecho de muerte, Sahaidachny da instrucciones para escribir Yákiv Borodavka-Neroda en su monumento con el nombre de "Hetman Yákov". Evidentemente, así quiso expresar su tardío arrepentimiento por su implicación en la muerte de este hombre.
En septiembre de 1621, tuvo lugar la famosa Batalla de Jotín. En la cual, las fuerzas combinadas de las tropas polacas y cosacas (unas 80 mil personas) enfrentaron un ejército turco de 162 mil (según otras fuentes, 250 mil). Los turcos sufrieron grandes pérdidas y, con la llegada del frío invernal, tuvieron que concertar una paz desfavorable para ellos.
Pero estas victorias tampoco dieron nada a los Cosacos de Zaporiyia, porque según la Paz de Chocim, los polacos se comprometieron a frenar la obstinación de los cosacos y evitar sus ataques a Turquía. En este contexto, los cosacos estaban profundamente indignados por las condiciones de paz, no permitieron que los polacos los desarmaran y partieron de manera organizada desde cerca de Jotín hacia el Sich de Zaporiyia.
El 20 de abril de 1622, Sahaidachny murió por complicaciones tras una herida de bala en el brazo en la Batalla de Jotín.

##### Kalenik Andrievich
Hetman de los cosacos ucranianos entre 1609 y 1610; y entre 1624 y 1625.
En agosto de 1609, fue mencionado por primera vez como atamán.
En 1610 dirigió un destacamento de cosacos, que participó en el Sitio de Smolensk (1609-1611), como parte de las tropas polacas.
En octubre de 1624, fue reelegido atamán del ejército registrado y ocupó este cargo hasta enero de 1625.
El 3 de enero de 1625, firmó una alianza con el Kanato de Crimea.
Andreevich buscó la igualdad de derechos entre los capatazes cosacos y la nobleza polaca y la concesión de autonomía al Ejército de Zaporozhian. También defendió los intereses de la Iglesia Ortodoxa en Ucrania.
En enero de 1625, envió una delegación cosaca (embajada), encabezada por Yakov Ostryanin, al Sejm en Varsovia. El objetivo de esta delegación era entregar una carta personal, exigiendo la eliminación de la opresión contra la Iglesia ortodoxa. La embajada no tuvo éxito, como resultado de lo cual Andriévich fue destituido del puesto de Hetman y en su lugar fue elegido Markó Zhmaylo (en), quien encabezó un levantamiento contra la República de las Dos Naciones. 

##### Olifer Golub
Hetman del Ejército de Zaporiyia entre 1622 y 1626 (con interrupciones).
Compañero de los hetmanes Petró Konashévych-Sahaidachny (en) y Myjailo Doroshenko (en).
Nacido hacia 1545, en Steblev (Óblast de Cherkasy), así que, recibió el apodo "cosaco de Steblev", actualmente existe en la región en la que se dice que nació un asentamiento llamado: Oliferov Yar.
Durante su mandato, organizó campañas marítimas contra el Imperio Otomano.
En 1623, envió una embajada a Varsovia ante el Sejm polaco con exigencias de detener la persecución de la población ortodoxa ucraniana y confirmar los privilegios y derechos de los cosacos.
En 1625, como coronel cosaco, participó en el levantamiento liderado por Markó Zhmaylo (en).
En 1628, participó, como coronel, en la campaña cosaca bajo el mando del Hetman Myjailo Doroshenko (en), en apoyo a Shahin Giray, un aspirante al trono del Kanato de Crimea, que luchaba contra los turcos, como parte de un destacamento de 4.000 efectivos.
En la Batalla del Río Salgir, los hermanos Girey estaban rodeados por los turcos, en Bajchisarái, con varios cientos de sus partidarios, cuando los cosacos rápidamente atravesaron el Istmo de Perekop y atacaron al Ejército Otomano. Los turcos fueron derrotados en esta batalla, pero el ejército cosaco también sufrió pérdidas: en esta batalla murieron el Hetman Doroshenko y el Coronel Golub.

##### Mijail Doroshenko

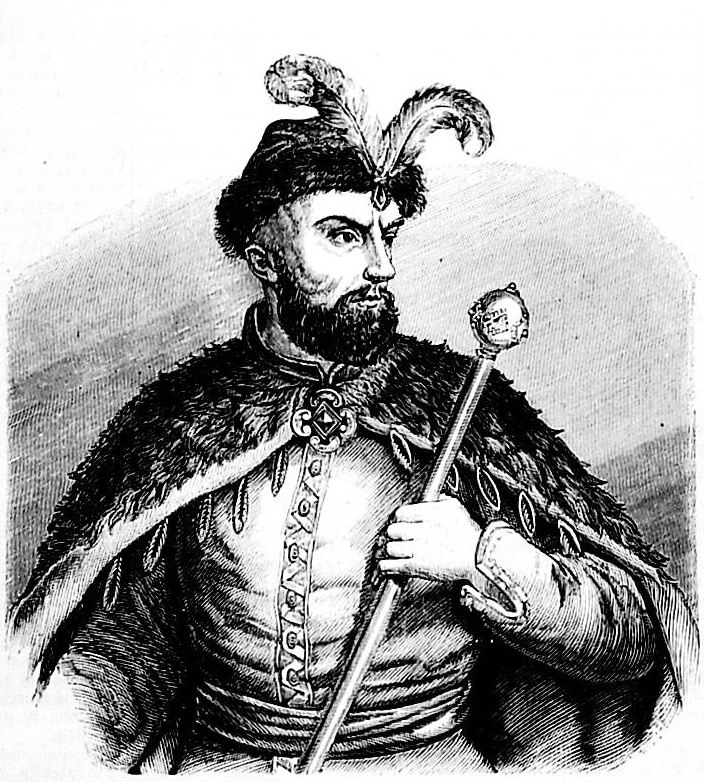
Myjailo Doroshenko

Líder de los cosacos registrados con el título oficial de "el Ejército Superior de su Gracia Real de Zaporiyia, Hetman de los Cosacos de Zaporiyia, en 1623-1625 y 1625-1628.
En agosto de 1618, participó de las tropas de Petró Konashévych-Sahaidachny (en) en campaña contra Moscú. Bajo su liderazgo, las ciudades de Lebedián, Dankov, Yepifan, Skopín y Riazhsk fueron tomadas y saqueadas.
En 1621, participó de la Batalla de Chocim.
Representó a parte de la élite cosaca que buscaba un compromiso con el gobierno de la República de las Dos Naciones. Después de ser elegido como hetman por los cosacos durante el levantamiento campesino-cosaco liderado por Markó Zhmaylo (en), contra la República de las Dos Naciones, firmó el Tratado de Kurukove (1625) con el líder militar polaco, Estanislao Koniecpolski.
En 1627, aprovechando que el Rey Segismundo III Vasa exigía su ayuda contra Carlos IX de Suecia, pidió aumentar el registro de cosacos, limitado por el gobierno polaco-lituano a 6.000 personas, pero su petición no tuvo éxito.
Mantuvo relaciones amistosas con los Tártaros de Crimea, con el sultán turco y los zares rusos. Como consecuencia del acuerdo de asistencia mutua celebrado, en 1624, entre el Sich de Zaporiyia y el Kanato de Crimea, organizó una campaña cosaca en Crimea para apoyar al Kan Mehmed III Giray y a su hermano Kalgay Shahin Giray, que lucharon contra los nogais bajo la dirección de Kan-Temir.
El 31 de mayo de 1628, murió en una batalla contra los turcos cerca de Bajchisarái.

##### Markó Zhmaylo
En 1625, fue Hetman de los cosacos registrados y líder del levantamiento contra los polacos que lleva su nombre.
Dirigió campañas navales de los cosacos contra Turquía. Después de batallas infructuosas contra el ejército polaco, fue destituido como hetman por los propios cosacos y reemplazado por el coronel propolaco Myjailo Doroshenko en.
En 1625, los cosacos, incluidos los registrados, enviaron sus diputados al Sejm en Varsovia y exigieron:
1. reconocer como legítimo al clero ordenado por el Patriarca de Jerusalén;
2. sacar a los uniatas de las iglesias y quitarles las propiedades que confiscaron ilegalmente a los ortodoxos; y
3. Revocar todas las regulaciones del gobierno polaco dirigidas contra los cosacos y no limitar su número.

Para apoyar sus demandas, trajeron consigo una lista impresionante de diversas opresiones que los rutenos y los litvins (bielorrusos) tuvieron que soportar en Polonia y Lituania, enfatizando especialmente el hecho de que en todas partes las autoridades quitaron iglesias a los cristianos ortodoxos e injustamente los condenó con diversas excusas, no les permitió participar de los gremios de artesanos, encarceló y golpeó a los sacerdotes. De este modo, los cosacos acusaron a las autoridades polacas de dejar a niños ortodoxos sin el bautismo, a personas que viven juntas sin el sacramento del matrimonio y de pasar a otro mundo sin confesión y sin comunión.
El Sejm polaco no tuvo en cuenta la petición de los cosacos de la Rusia Menor, y luego estalló un levantamiento, liderado por Markó Zhmaylo: los cosacos irrumpieron en Kiev, mataron F. Jodyka, el voyt de Kiev que era un uniata celoso, saquearon un monasterio católico y mataron a su sacerdote. Además, enviaron una embajada ante el Zar Miguel I con una solicitud para aceptarlos como su ciudadanía.
Luego, el Rey Segismundo III Vasa envió contra ellos un ejército de 30.000 hombres, dirigido por el Hetman Estanislao Koniecpolski para pacificar a los "rebeldes" con armas. Los polacos, al no librar guerras con sus vecinos, creían que ya no necesitarían los destacamentos cosacos y, por lo tanto, decidieron que había llegado el momento de castigarlos por las "fechorías" anteriores y llamarlos "al orden". Konetspolsky emprendió una campaña el 5 de julio y, tras cruzar al Río Bug Occidental, se dirigió a Pavóloch y al río Rostovitsa, donde se le unió el subcomorium de Kamenets, Nikolai Pototsky. Desde aquí los polacos, tras cruzar el río Kamenitsa, pasaron junto a la Iglesia Blanca y se detuvieron cerca de Kániv.
En ese momento, 3 enviados de los cosacos de Kániv llegaron al atamán de la corona (Koniecpolski), informando que su atamán estaba en el Sich de Zaporiyia y pidieron que los polacos no atacaran a los cosacos en la ciudad y les dieran la oportunidad de reunirse en la Rada (Asamblea de cosacos). Koniecpolski estuvo de acuerdo con esto, pero cuando la Rada planteó la cuestión de qué hacer en relación con la amenaza de un ataque por parte de los polacos: someterse a él o entablar una batalla con él, 3 mil cosacos abandonaron la ciudad y Koniecpolski envió tras ellos 10 pancartas encabezadas por el Sr. Odryvolsky, que alcanzaron a los cosacos en el cruce del río Moshna y los atacaron, pero ellos contraatacaron a los polacos e incluso capturaron al hijo del príncipe Chetvertinsky, que luego fue encadenado durante toda la campaña.
Entonces, Koniecpolski envió a los nobles Yuditsky, Kossakovsky y Beletsky para ayudar a Odrzhivolsky, pero los cosacos, habiendo recibido también refuerzos, se retiraron en perfecto orden a Cherkasy, donde Koniecpolski se mudó con todo su ejército.
Aquí, el 17 de octubre, un enviado cosaco salió a su encuentro con noticias de Zhmaylo, que se apresuraba hacia sus cosacos con artillería. El 19 y 23 de octubre, nuevos embajadores de los cosacos acudieron al atamán de la corona pidiéndole que no los atacara hasta que llegara su atamán. Sin embargo, Koniecpolski no esperó más, fue a la ciudad de Krylov e instaló un campamento a varios kilómetros de la ciudad, cerca del río Tsybulnik, a un kilómetro y medio del campamento cosaco, que era claramente visible desde aquí.
El 27 de octubre, los cosacos notificaron a Koniecpolski sobre la llegada del hetman Markó Zhmaylo con artillería y luego les ofreció condiciones de rendición si querían ganarse la misericordia y el perdón del Rey. Los cosacos en su Rada consideraron que estas condiciones eran demasiado difíciles y sus 13 diputados anunciaron al atamán de la corona (Koniecpolski) que cada punto que proponía era inaceptable para ellos. El atamán mantuvo consigo a los enviados de Zhmaylo toda la noche y, por la mañana, liberándolos, les anunció su voluntad:
“Ya que vosotros, por la obediencia, como súbditos fieles, no queréis ganaros la misericordia y el favor de Su Real Majestad, esperamos en Dios que por la desobediencia y la obstinación probaréis pronto nuestros sables en vuestros cuellos, y el derramamiento de sangre que ocurrirá caerá sobre vuestras almas".
Después de esto, el 31 de octubre, Koniecpolski dio la orden al ejército de atacar a los cosacos. La batalla decisiva tuvo lugar cerca del Lago Kurukovo. Los cosacos fueron derrotados y pidieron clemencia al atamán de la corona. El 3 de noviembre, comenzaron las negociaciones entre polacos y cosacos, durante las cuales Koniecpolski presentó 6 propuestas de prohibiciones contra los cosacos, las 3 primeras de las cuales eran:
1. prohibición de viajes al Mar Negro;
2. prohibición de relaciones con el Zar de Moscú y con el Kan de Crimea en detrimento de la República de las Dos Naciones;
3. prohibición de albergar personas sospechosas y perjudiciales para Polonia.

Los cosacos respondieron a todo esto así:
1. se hicieron a la mar, dicen, por la necesidad de dinero, que el gobierno no les pagó, sino que salió con solo promesas, por lo que los cosacos tuvieron que acudir a Moscú en busca del tesoro;
2. La amistad con el Khan de Crimea comenzó por casualidad: fueron arrastrados a las costas de Crimea durante una tormenta en el mar, y el Khan los trató con misericordia, incluso los aceptó a su servicio, concluyó un acuerdo con ellos y les pidió a través de ellos que preguntaran al el resto de los cosacos no atacaría más sus posesiones;
3. En cuanto a todo tipo de personas desagradables que ofenden los sentimientos del Rey: la entrada y salida del Sich de Zaporiyia nunca estuvo prohibida a nadie; tal es la costumbre de los cosacos y no ven ninguna razón para violarlo.

Después de escuchar a la delegación cosaca, el Hetman exigió que firmaran un nuevo acuerdo que limitara el número de cosacos incluidos en el registro a 6 mil y entregaran a los delincuentes a las autoridades polacas. Los cosacos lucharon durante mucho tiempo por estas condiciones principales, pero sólo negociaron una flexibilización en estas últimas: el Hetman de la corona acordó reservar a los cosacos el derecho de castigar a los criminales ante el tribunal de sus propios mayores.
El 5 de noviembre, los cosacos reeligieron Myjailo Doroshenko como atamán, en lugar de Markó Zhmaylo, y, al día siguiente firmaron un acuerdo y juraron lealtad a la corona polaca, firmando el Acuerdo de Kurukiv con los polacos.

##### Grigori Sávvich Chorny
Hetman de los cosacos registrados en 1624, 1628 y 1629-1630.
En 1628, participó en la campaña cosaca a Crimea, junto con Myjailo Doroshenko.
Después de la muerte de Myjailo Doroshenko, hubo dos hetmans en Ucrania: Grigori Chorny y Tarás Fedoróvych, el primero era partidario de los polacos y el segundo, partidario de los rusos.
Cada uno envió sus instrucciones a los cosacos ucranianos, llamándolos a su lado e inspirándolos a desobedecer a su rival.
En 1630, Tarás Fedoróvych emprendió una campaña con los cosacos. Los cosacos que estaban con él difundieron el rumor de que iban a Chorny con sumisión. Chorny creyó el rumor que habían iniciado, pero fue capturado, llevado a Taras y descuartizado.
Según otra versión, Chorny fue capturado y ejecutado por un tribunal cosaco en el Raión de Chiguirín.
Después de esto, Tarás Fedoróvych se declaró el único hetman de Ucrania y presentó demandas a los polacos: retirar a los Zholner de Ucrania, destruir la Comisión Kurukiv, que limitaba el número de la clase cosaca, y entregar a los seguidores de Chorny.
El oficial y nacionalista ucraniano Tomás Maximilianovich Chorny (1878-1957) era su descendiente.

##### Iván Kulaga-Petrazhitsky
Nacido alrededor de 1570, en una familia noble, cerca de Maguilov y Orsha, entonces en el Gran Ducado de Lituania, entre 1631 y 1632, fue hetman de Ucrania.
A finales de la década de 1620, apareció en el Sich de Zaporiyia.
En 1630, participó en el levantamiento de Tarás Fedoróvych.
En septiembre de 1631, fui elegido como hetman de los cosacos registrados, mientras que Andréi Gavrílovich fui elegido como hetman de los cosacos no registrados.
Antes de eso, fue partidario de Myjailo Doroshenko, quien buscó lograr un entendimiento mutuo entre el gobierno polaco y el ejército de Zaporiyia.
Como hetman, siguió una política leal hacia Polonia, tratando de defender los derechos y libertades de los cosacos mediante compromisos. Además, defendió los intereses de la Iglesia Ortodoxa.
En marzo de 1632, se comprometió ante los cosacos y todos los creyentes a defender la Iglesia Ortodoxa con las armas.
En el verano de 1632, logró la participación de delegados cosacos en el Sejm polaco, quienes presentaron demandas para la admisión de los cosacos a la elección de un nuevo Rey (que más tarde se convirtió en Vladislao IV de Polonia) y una solución justa de las cuestiones religiosas.
En septiembre de 1632, en la Rada cosaca en Maslovy Stav (región de Kiev) era sospechoso de intentar concluir un acuerdo sobre las condiciones para la normalización de las relaciones religiosas con representantes de la Iglesia Greco-Católica, por lo que fue destituido de su puesto de hetman y pronto fue ejecutado en Kániv.

##### Andréi Didenko
Atamán del ejército de Zaporiyia entre 1632 y 1633.
El 25 de diciembre de 1632, fue elegido como Hetman, con el apoyo del arzobispo metropolitano ortodoxo de Kiev Isaías Kopinsky, en lugar del propolaco: Iván Kulaga-Petrazhitsky.
En este cargo defendió los derechos y costumbres de los cosacos. Pero no resistió mucho tiempo: en 1633, abandonó el cargo de hetman.
En cambio, el capataz nombró como nuevo hetman a Dorofey Mijáilovich Doroshenko, que tenía una posición mucho más propolaca.

##### Dorofey Mijáilovich Doroshenko
Líder militar y político del ejército de Zaporiyia, coronel cosaco que, en 1633, fue nombrado Hetman del ejército de Zaporiyia.
Hijo del Hetman Mijail Doroshenko.
Padre de 5 hijos, tres de los cuales fueran hetmanes:
- Petró Doroshenko, que, entre 1665 y 1676, fue Hetman de la Ucrania de la Margen Derecha;
- Andréi Dorofeevich Doroshenko, que, en 1674, fue nombrado Hetman;
- Grigori Dorofeevich Doroshenko, que, en 1668, fue nombrado Hetman;
- Stepan - vivió y murió en Chiguirín;
- Abad Anthony - primer abad del monasterio Chigirinsky.[96] [97]

##### Andréi Gavrílovich
Atamán de los cosacos no registrados de Ucrania en 1632. Compañero de Tarás Fedoróvych.
A finales de 1631, los cosacos en eligieron a dos hetmanes: Iván Petrazhitsky-Kulaga, para los cosacos registrados, y, Andrei Gavrilovich, para los cosacos no registrados.
En 1632, el Hetman Petrazycki-Kulaga envió a sus representantes a la Dieta de Varsovia para participar en la elección de un nuevo Rey tras la muerte de Segismundo III Vasa; sin embargo, a sus delegados no se les permitió participar en las elecciones.
Indignado por esto, Gavrilovich, al frente de un ejército cosaco de 16.000 hombres con destacamentos Petrazhitsky-Kulagi, llevó a cabo una incursión en Volinia, donde destruyó los campamentos de los nobles polacos.
Participó y se distinguió durante las batallas de la Guerra de Smolensk (1632-1634).

##### Timofey Mijáilovich Orendarenko
Originario de Kániv, fue el hetman de las tropas de Zaporiyia desde junio de 1630 hasta septiembre de 1631 y entre 1632 y 1633, según otras fuentes: entre 1633 y 1634.
En 1630, participó en el levantamiento contra el dominio polaco bajo el liderazgo de Tarás Fedoróvych. En junio de 1630, fue elegido hetman, durante las negociaciones para poner fin a esta insurrección.
En septiembre de 1633, dirigió el ejército cosaco (12.000 personas y 10 cañones) en el Asedio de Smolensk durante la Guerra de Smolensk (1632-1634).

##### Tarás Fedoróvych

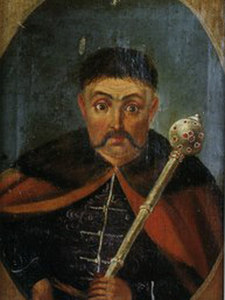
Tarás Fedoróvych

A partir de 1629, fue hetman de los Cosacos de Zaporiyia y, a partir de marzo de 1630, un líder en la lucha por la liberación de Ucrania del dominio de la República de las Dos Naciones.
Procedente de una familia de tártaros de Crimea. En 1618, fue bautizado y recibió el nombre de Tarás Fedoróvych, durante la campaña de los cosacos con las tropas de la República de las Dos Naciones contra Moscú.
Participó en la Guerra de los Treinta Años (1618-1648), del lado del Sacro Imperio Romano Germánico, como "coronel jefe", comandante de los mercenarios cosacos. Luchó en Silesia, Hungría y Eslovaquia, donde se distinguió por una crueldad significativa hacia la población protestante.
Entre 1625 y 1629, fue Coronel de Korsun.
Desde 1629, fue atamán de los Cosacos de Zaporiyia; ese mismo año dirigió la campaña cosaca en Crimea.
En marzo de 1630, se convirtió en el jefe del levantamiento cosaco contra la República de las Dos Naciones, provocado por un intento del mando militar de la corona de estacionar unidades de la nobleza polaca en territorios cosacos. En las batallas de Korsun y Pereyáslav (batalla librada el 20 de mayo), los rebeldes derrotaron al ejército de la corona bajo el mando de Estanislao Koniecpolski y Samuel Lasch,  y, en junio de 1630, obligaron Koniecpolski, el gran hetman de la corona, a firmar un acuerdo en Pereyáslav.
Insatisfecho con el acuerdo, Tarás Fedoróvych fue derrocado del puesto de hetman y se retiró con los cosacos descontentos al Sich de Zaporiyia, donde intentó provocar un nuevo levantamiento.
Participó en la Guerra de Smolensk (1632-1634), del lado de la República de las Dos Naciones.
En el invierno de 1634-1635, participó de la Rada cosaca en Kániv, donde convocó un levantamiento contra la nobleza de la República de las Dos Naciones.
Más tarde, con parte de los cosacos, fue más allá del Río Don, y, en 1635, negoció con el gobierno ruso el reasentamiento de 700 cosacos en la Ucrania Libre.
En la primavera de 1636, viajó a Moscú con una solicitud para transferir parte de los cosacos de Zaporiyia al servicio del estado ruso. Sin embargo, su propuesta fue rechazada porque el gobierno ruso no quería agravar las relaciones con la República de las Dos Naciones tras la derrota en la Guerra de Smolensk (1632-1634).

##### Iván Mijáilovich Sulima
Provenía de una familia ortodoxa del Óblast de Chernígov.
Entre 1628 y 1635, fue Hetman del Ejército de Zaporiyia. Uno de los hechos famosos de Iván es la destrucción de la Fortaleza de Kodak.
Nació en Rógoschi, pueblo de Liúbech, no lejos de Chernígov.
Fue suboficial, antes de, en 1615, ser ascendido a oficial, en las propiedades del Hetman Stanisław Żółkiewski. Para este servicio, Żółkiewski le dio una importante parcela de tierra de sus propiedades, en la que posteriormente instaló tres aldeas: Sulimovka (distrito de Borýspil), Lebedin (Óblast de Kiev) y Kuchakov (distrito de Borýspil).
Por orden de Glogovsky, participó en el ataque armado y la destrucción de la aldea de Trostianets, que pertenecía al monasterio de Kiev Pustynno-Nikolsky.
Sus hijos:
1. Severin fue asesinado a tiros durante una escaramuza en Pereyáslav;
2. Stepan fue uno de los centuriónes Borýspil, que, en 1659, fue asesinado a machetazos en Germanovka durante el anuncio de los términos del Tratado de Hadiach (1658); y
3. Fedor fue coronel de Pereyáslav.

Participó en numerosas campañas como subordinado de Petró Konashévych-Sahaidachny (en) contra tártaros y turcos. Entre ellas se incluyen las tomas de Kefe (la moderna Feodosia), el principal centro de comercio de esclavos en el Mar Negro; de Trebisonda; y de Izmaíl, así como dos ataques a Constantinopla.
Alrededor de 1605, fue capturado y fue obligado a servir como remero de galeras otomanas.
En 1621, participó en la famosa Batalla de Chocim, en la cual, el ejército polaco-cosaco detuvo al ejército turco de 300.000 efectivos. En el mismo 1621, Sulima dirigió un destacamento de cosacos durante la campaña marítima de los Cosacos del Don contra los turcos.
En los años 20 y 30 del siglo XVII, fue uno de los líderes más exitosos de las campañas marítimas cosacas.
En 1634, dirigió el ataque cosaco a la ciudad turca de Azov (junto con los Cosacos del Don).
A principios de agosto de 1635, tuvo lugar el famoso ataque a la Fortaleza de Kodak, que los polacos construyeron para impedir la comunicación entre el Sich de Zaporiyia y los cosacos de otras regiones. El ataque se produjo, cuando el Rey Vladislao IV de Polonia con el ejército de la corona y parte de los cosacos registrados se encontraba en los estados bálticos, donde había una campaña contra los suecos.
Unos 800 cosacos, liderados por Iván Sulyma en, se acercaron a las zanjas por la noche, escondiéndose detrás del rugido del umbral de Kodak. Los exploradores retiraron a los centinelas mientras la guarnición de Kodak dormía. Llenaron la zanja con haces de maleza, destruyeron parte de la empalizada e irrumpieron en la fortaleza. Toda la guarnición fue asesinada y el comandante de la fortaleza, el coronel francés Juan Marion , fue ejecutado. Las murallas de la fortaleza fueron destruidas y excavadas. Este fue el inicio del "Levantamiento de Iván Sulyma".
La destrucción de Kodak provocó un enfado increíble entre las autoridades polacas. El Rey firmó la paz con los suecos, regresó a Polonia y envió el Hetman Estanislao Koniecpolski con un ejército importante a Ucrania para impedir el desarrollo del levantamiento.
Según Guillaume Le Vasseur de Beauplan, los comisionados polacos lograron capturar a Iván Sulyma, a través de un plan astuto, mediante el cual, los cosacos registrados, mediante engaños, se unieron al ejército de Sulima, y luego incitaron a los ancianos a entregar al líder a los polacos, citando un probable derrota aplastante.
Sin embargo, Según algunas otras fuentes históricas, los polacos, a través de los funcionarios del registro, prometieron la vida de Sulima y su círculo más inmediato en caso de rendición voluntaria. Sulima creyó en las promesas y se rindió. Con él se rindieron otros cinco líderes del levantamiento.
Sulima y otros líderes fueron enviados a Varsovia para un juicio. El Rey polaco se mostró inclinado a perdonar a Sulima por sus servicios al Papa, pero el Sejm fue inexorable y condenó a ejecución al líder cosaco y a cuatro de sus cinco asociados. Sulima, tratando de evitar el castigo, quería convertirse al catolicismo (tal vez se vio obligado a hacerlo), pero esto tampoco lo ayudó: bajo la presión de los turcos, los polacos decidieron organizar una ejecución espectacular. En su última voluntad, Sulima pidió que se colocara en su ataúd una medalla de oro recibida del Papa. Pero no estaba destinado a tener un ataúd: a Sulima le cortaron la cabeza, su cuerpo fue descuartizado y sus partes fueron colgadas en las murallas de la ciudad de Varsovia.

##### Vasili Tomilenko
Uno de los líderes de los cosacos de Zaporiyia, que, entre 1636 y 1637, fue Hetman de Ucrania.
Participó en la guerra de 1632-1634 entre la República de las Dos Naciones y el Zarato moscovita (Guerra de Smolensk).
Era el mayor de los cosacos registrados.
Se convirtió en el atamán de los cosacos ucranianos tras la ejecución de Iván Sulyma en.
A finales de 1636, fue elegido para dirigir el ejército registrado.
En 1637, se puso del lado del levantamiento bajo la dirección de Pavel Pavlyuk. Durante la defensa de Borovitsa, fue capturado y entregado a los polacos.
En 1638, fue ejecutado en Varsovia, por decisión del Sejm polaco.
Después de Tomilenko, los cosacos eligieron a Savva Kononovich como Hetman.

##### Savva Kononovich
Entre mayo y octubre de 1637, fue Hetman del Ejército de Zaporiyia.
En la década de 1630 era coronel del Regimiento Pereyáslav.
En mayo de 1637, fue elegido atamán, en el consejo cosaco del Río Rosava. En sus acciones estaba alineado con el gobierno polaco.
En octubre de 1637, durante un levantamiento liderado por Pavel Pavlyuk, fue capturado por los cosacos y fusilado, en la región de Pereyáslav, bajo la acusación de defender los intereses de la nobleza.

##### Pavel Mikhovich Pavlyuk
Fue atamán de los Cosacos de Zaporiyia, entre 1637-1638, lideró un levantamiento campesino-cosaco en Ucrania.
En 1635, participó de la destrucción de la Fortaleza de Kodak, bajo el liderazgo del Hetman Iván Sulyma en.
A principios de 1637, después de la captura de Sulyma por los polacos y su ejecución en diciembre de 1635 en Varsovia, Pavlyuk, al frente de un destacamento de cosacos, emprendió una campaña para ayudar al Kan de Crimea, Bahadir I Giray, que se propuso lograr la independencia del Kanato de Crimea del Imperio Otomano y lideró una tenaz lucha contra Kantemir-Murza, líder tártaro apoyado por Turquía.
Gracias a la ayuda de los cosacos, Bahadir I Giray ganó la disputa.
En 1634, gracias a los esfuerzos de Adam Kisiel, un magnate y comisionado real polaco, se convocó un consejo de cosacos registrados en el Río Rosava, que despidió el hetman Vasily Tomilenko y eligió, en su lugar, al coronel propolaco Savva Kononovich.
Poco después, comenzó un enfrentamiento militar entre los cosacos no registrados de Zaporiyia y los cosacos registrados, especialmente después de que, en mayo de 1637, los cosacos no registrados capturaran la artillería de los cosacos registrados en Korsun (Óblast de Cherkasy) y la llevaran al Sich de Zaporiyia.
En julio de 1637, Pavlyuk fue proclamado hetman del ejército de Zaporiyia (no registrados) y encabezó el levantamiento cosaco contra la violencia y las injusticias de la nobleza polaca, en defensa de la fe ortodoxa perseguida. A principios de agosto, la actuación de los rebeldes liderados por Pavlyuk sirvió como señal para un levantamiento masivo en la Ucrania de la Margen Izquierda. Los rebeldes se declararon cosacos y expulsaron a los señores polacos y ucranianos.
En agosto, un destacamento de rebeldes liderado por Pavlyuk se trasladó al Voivodato de Kiev. Pavlyuk se dirigió a los campesinos, cosacos registrados y habitantes de la ciudad para pedirles que se unieran a los destacamentos rebeldes y para hacer el arresto del capataz registrado, partidarios de la nobleza de Polonia.
Pavlyuk envió a los coroneles Skidan y Bykhovets para iniciar el levantamiento en las cercanías de Pereyáslav.
En ese momento, el propio Pavlyuk se estableció con su ejército cerca de la ciudad de Novogeorgievsk. Por la noche, el destacamento de Skidan entró en secreto en Pereyáslav y Korsun, capturó a Kononovich y a varios capataces traidores y los llevó al campo de Pavlyuk, donde inmediatamente fueron condenados por un tribunal cosaco y fusilados.
Pavlyuk fue al Sich de Zaporiyia para reunir tropas. Confió las tropas restantes en la Rusia Menor al mando de Skidan, quien instaló su campamento en Moshni (Óblast de Cherkasy).
El levantamiento estalló con mayor fuerza en la Ucrania de la Margen Izquierda. Como resultado, todos los regimientos registrados, situados en la orilla izquierda, se pasaron al lado de los rebeldes. Los rebeldes capturaron ciudad tras ciudad y destruyeron las propiedades de la nobleza, que huyó para salvar sus vidas. Según Simón Okolsky, Pavlyuk tenía la intención de unirse con los Cosacos del Don y convertirse en ciudadano del Zarato Ruso.
El Hetman de la corona Estanislao Koniecpolski envió tropas dirigidas por su adjunto, Nikolay Pototsky, para luchar contra los rebeldes.
El 6 (16) de diciembre  de 1637, los oponentes se enfrentaron en una batalla cerca del pueblo de Kumeyki (cerca de Moson - Óblast de Cherkasy). Durante la batalla, las tropas polacas lograron rodear a los rebeldes. Habiendo construido apresuradamente un campamento con carros colocados en 6-12 filas, los cosacos pasaron todo el día repeliendo los sangrientos ataques de la caballería polaca, apoyados por infantería y artillería. Al mismo tiempo, pequeños grupos de cosacos lograron dos veces romper el cerco. Durante la segunda ruptura, el capataz cosaco logró abandonar el campo junto con Pavlyuk.
Después de eso, Pavlyuk y Skidan se retiraron a Chiguirín, con pequeñas fuerzas, donde esperaban unirse con otros destacamentos rebeldes y reponer los suministros de pólvora. En ese momento, las principales fuerzas rebeldes que permanecían en el campo de batalla bajo el mando de Dmitri Timofeevich Gunya continuaron luchando hasta altas horas de la noche.
Debido al inicio de la oscuridad, los polacos dejaron de atacar el campamento cosaco, quienes, habiéndose retirado un poco, ya habían comenzado a excavar. Al ver que los ataques de los polacos y su fuego de artillería habían cesado, los cosacos, al amparo de la oscuridad, a las tres de la madrugada del 7 (17) de diciembre abandonaron el campamento en varias decenas de carros, esparcidos por la zona y se marcharon a Moshny.
Sin detenerse en Moshny, los cosacos derrotados se retiraron a la ciudad de Borovitsa (Óblast de Cherkasy)  cerca de Chiguirín. Aquí el destacamento de Pavlyuk se unió nuevamente a los cosacos de Dmitri Gunya y, el 9 (19) de diciembre, las fuerzas rebeldes fueron nuevamente rodeadas por los polacos, que sitiaron Borovitsa.
El 10 (20) de diciembre estalló una nueva batalla. Al mismo tiempo, los polacos asediaron según todas las reglas: rodearon Borovitsa con trincheras y la aislaron del agua. A pesar de ello, los sitiados se defendieron tenazmente, erigiendo fuertes fortificaciones. Así, los polacos no pudieron quebrar la resistencia de los rebeldes por la fuerza y Nikolai Pototsky propuso negociaciones.
En condiciones de completo cerco, el capataz cosaco persuadió a Pavlyuk para que negociara con Pototsky. Sin embargo, la mayoría de las fuentes coinciden en que el atamán fue traicionado durante las negociaciones.
Existe la opinión de que los cosacos lo culparon por su fracaso, lo destituyeron como hetman y capitularon, entregando a Pavlyuk a los polacos (aunque, habiendo obtenido un juramento de Adam Kisiel, el comisionado real, quien era respetado como un conocido partidario y defensor de la fe ortodoxa en el estado polaco, que a Pavlyuk no le pasará nada). 
Según otras fuentes, Pavlyuk fue capturado a traición durante las negociaciones junto con otros líderes del levantamiento: el ex hetman Vasili Tomilenko y G. Likhim. Los cosacos incluso se vieron obligados a firmar un acuerdo en el que se comprometían a obedecer al Rey polaco. Sin embargo, tan pronto como los cosacos depusieron las armas, los polacos los atacaron y mataron a muchos. 
Algunas crónicas afirman que los cosacos continuaron luchando contra los polacos después de la rendición de Pavlyuk e incluso los derrotaron en el Río Arco. Entonces, los polacos propusieron negociaciones de paz, pero tan pronto como los cosacos depusieron las armas, los polacos los atacaron a traición.
Tras la derrota de la rebelión, Pototsky nombró a I. Karaímovych como hetman temporal de los cosacos registrados.
Nikolai Pototsky utilizó un terror feroz contra los rebeldes, gracias al cual logró reprimir el movimiento popular. Por ejemplo, todo el camino desde el Río Dniéper a Nizhyn estaba bordeado de estacas en las que plantaban cosacos y campesinos. Muchos rebeldes, huyendo de la sangrienta masacre, huyeron fuera de la República de las Dos Naciones, en particular, a las orillas del Don y al interfluvio Dniéper-Don, la Ucrania Libre. Skidan y Gunya lograron escapar al Sich de Zaporiyia.
A pesar de los intentos de Adam Kisiel de cumplir su promesa, en febrero de 1638, Pavlyuk fue brutalmente ejecutado en Varsovia. Junto a él, según el veredicto del Sejm, fueron ejecutados el ex hetman registrado Vasili Tomilenko, que se pasó al lado de Pavlyuk, y el capataz I. Zloy.
El levantamiento y el martirio de Pavlyuk se describen en el poema de Yevhen Hrebinka: "Bogdan".

##### Dmitri Timofeevich Gunya
Entre 1637 y 1638, fue hetman del Ejército de Zaporiyia. En 1638, fue uno de los líderes del levantamiento de los cosacos ucranianos.
El 6 (16) de diciembre de 1637, participó en la batalla de los rebeldes liderados por Pavlyuk con el ejército polaco cerca de cerca del pueblo de Kumeyki (cerca de Moson - Óblast de Cherkasy). Después de la rendición del ejército debilitado, huyó, junto con los rebeldes restantes, al Sich Zaporiyia.
En la primavera de 1638, se unió al levantamiento campesino-cosaco liderado por Yakov Ostryanin.
A principios de junio de 1638, Ostryanin y parte de los cosacos partieron hacia el territorio del Zarato Ruso y la mayoría de los rebeldes restantes eligió a Gunya como Hetman para continuar la lucha contra los polacos. Los rebeldes se retiraron a la desembocadura del Río Elder (Staritsa), al Río Dniéper y, bien fortificados, resistieron hasta finales de julio; otra fuente afirma que continuaron la lucha durante otros dos meses, pero a la falta de alimentos, se vieron obligados a entablar negociaciones con los polacos bajo la condición de libre expulsión. Sin embargo, Gunya y un destacamento de cosacos lograron escapar a Rusia.
En 1640, estuvo al frente de la campaña marítima de los Cosacos del Don contra los turcos. Hay noticias de que él, junto con S. Ostranin, participó en la captura de Azov por los Cosacos del Don.

##### Yákov Stepánovich Ostryanin

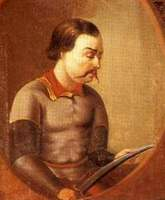
Yákov Stepánovich Ostryanin

En 1637, se convirtió en coronel de los cosacos de Nizhyn, líder militar de los cosacos de Zaporiyia que, en 1638, fue uno de los líderes del levantamiento campesino-cosaco en la Ucrania del Margen Izquierdo.
En varias fuentes se le conoce como el hetman del Bajo Ejército de Zaporiyia.
Procedía de Oster (Chernígov).
La evidencia indirecta sugiere que Ostryanin provenía de entre los pequeños militares de la República de las Dos Naciones. En su juventud sirvió en las minas de sal en el límite de los Campos Salvajes, de donde huyó a Zaporiyia y participó en el levantamiento liderado por Tarás Fedoróvych.
En 1633 era coronel de los cosacos registrados y participó del lado de la República de las Dos Naciones en la Guerra de Smolensk (1632-1634), en la que dirigió un destacamento de cosacos que arruinó la ciudad de Valuiki.
Durante el fallido Asedio de Putivl en 1633, los cosacos derrocaron al coronel Dorosh Kushkovich y lo reemplazaron por Ostryanin. Posteriormente, Ostryanin condujo sin éxito a su regimiento dos veces a Bélgorod y dos veces a Kursk, y participó del fallido asedio de Sevsk. Aunque todos estos intentos de capturar las fortalezas fronterizas rusas fueron rechazados, las acciones de Ostryanin causaron daños importantes a las tierras circundantes.
Después de la represión del levantamiento de Pavlyuk (1637-1638), huyó al Sich de Zaporiyia, donde, en la primavera de 1638, los cosacos se levantaron nuevamente para luchar, eligiendo a Ostryanin como su hetman, cuyos asistentes más cercanos eran los ancianos cosacos Dmitri_Timofeevich_Gunya y Karp Skidan. Los cosacos acudieron en ayuda de los campesinos rebeldes de las regiones de Kiev y Poltava. Así comenzó el Levantamiento de Ostryanin y Gunya. Después de la derrota de Ostryanin, Gunya ocupó su lugar como líder del levantamiento, quien continuó la lucha contra los polacos durante otros dos meses.
Tras ser derrotado en la Batalla de Zhovninskaya (el 3-4 (13-14) de junio de 1638), se trasladó a Ucrania Libre, dentro de Rusia, con parte de los cosacos y sus familias (unas 3.000 personas en total), donde se asentaron en Chujúyiv, con la condición de construir un nuevo fuerte de madera (Fortaleza Chuguevskaya), porque el anterior, de la época de Iván el Terrible, con murallas de tierra, estaba en ruinas, lo cual se hizo entre 1638 y 1639.
En Chuguev, los colonos bajo el liderazgo de Ostryanin participaron en la lucha contra los tártaros que atacaban las fronteras del sur del Zarato Ruso.
En 1641, Ostryanin fue asesinado por los cosacos, quienes se rebelaron a consecuencia de la opresión que les suponía el capataz cosaco y luego “se fueron de donde habían venido”, instalándose, en particular, en las cercanías de Poltava. 

##### Ilyash Karaímovych
Coronel de Pereyáslav del Ejército de Zaporiyia hetman asignado, alineado con los polacos.
Según la mayoría de las fuentes, era um caraíta, según la tradición caraíta moderna, introducida por Seraya Markovich Shapshal,  que no se llevaba bien con sus parientes y huyó a la Rusia Menor, donde se unió a la Cosacos.
Según el historiador Tarás Kovalets, podría descender de familias caraítas de las ciudades de la región del Río Dniéper y de Podolia.
Según otros documentos, aparentemente era armenio o judío bautizado.
El 5 de mayo de 1638, fue ferido en una batalla cerca de Goltva, en la que las tropas de Yakov Ostryanin, que luchaban contra los polacos, obtuvieron la ventaja.
El 4 de mayo de 1648, fue asesinado a puñaladas con picas, por partidarios de Bogdán Jmelnitski cerca de la Fortaleza de Kámianka-Dniprovska.

##### Karp Poltora-Kozhukha

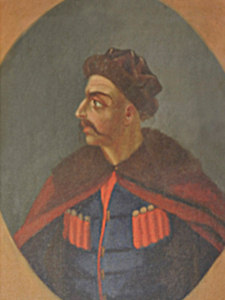
Karp Poltora-Kozhukha

Hetman de los destacamentos cosacos que lucharon contra Polonia entre 1639 y 1642.
Tras la huida del atamán del Ejército de Zaporiyia, Ostryanin, a Ucrania Libre (territorio bajo control del Zarato Ruso), en junio de 1638, Poltor-Kozhukha fue elegido atamán y en ese mismo año encabezó un nuevo levantamiento contra Polonia.
En 1638, dirigió tropas que fueron derrotadas, en el Río Merle, por tropas polacas bajo el mando del Príncipe Jeremías Vishnevetsky. Después de la derrota, se retiró, con los restos del ejército cosaco, a las estepas, porque el camino hacia el Sich de Zaporiyia estaba cortado.
Durante los años 1639-1642, libró una guerra partidista contra las tropas polacas, atrayéndolas a las estepas desiertas en la frontera de Ucrania y a las tierras de Crimea. Al carecer de provisiones y ropa de abrigo, los polacos sufrieron pérdidas en escaramuzas con las tropas del atamán mientras los cosacos capturaban a los polacos y los intercambiaban con los tártaros por ganado y provisiones. Durante tres años, los cosacos libraron una lucha desigual contra el ejército polaco.
Al mismo tiempo, a petición del Khan de Crimea, ayudó a los tártaros a repeler el ataque de las tropas del Kanato Calmuco y a expulsarlas más allá del Río Volga.
Las continuas peleas y dormir al aire libre, en cualquier clima y en cualquier época del año afectaron la salud del atamán, y en 1642 Potorta-Kozhukha murió de una enfermedad. Según la leyenda, en la estepa desértica no había tablas para el ataúd y el atamán fue enterrado por los cosacos en un barril de vodka cerca de Kámianka-Dniprovska. 

##### Maxim Gulak
Nacido alrededor de 1599, fue Hetman de los Cosacos de Zaporiyia, líder de los destacamentos cosacos que lucharon contra Polonia y oficial del Hetman Karp Poltor-Kozhukh.
Después de la muerte de Poltor-Kozhukh, en 1642, fue elegido hetman, dirigió operaciones militares contra los polacos en la Óblast de Cherkasy y dirigió destacamentos cosacos en las salvajes estepas de Donetsk y Járkov.
Estudió bien las tácticas de las batallas fronterizas de su predecesor (Poltor-Kozhukh), pero no recurrió de inmediato a ellas, sino que intentó iniciar operaciones militares casi en el centro de Ucrania, en el territorio del Óblast de Cherkasy. Gulak llegó allí, derrotando a pequeños destacamentos de polacos. Pero cuando importantes fuerzas polacas llegaron contra él en el Río Tyasmin, el atamán, habiendo perdido a muchas personas y toda su artillería, tuvo que retirarse a las fronteras con el Kanato de Crimea. Los polacos también intentaron derrotarlo allí, pero esta vez fueron derrotados y se retiraron y nuevamente tuvieron que aguantar la existencia de un ejército rebelde cosaco, que no estaba subordinado ni al rey, ni al registrado, ni al atamán de Zaporiyia, sino que tenía su propio líder. Los tártaros de Crimea aceptaron a los cosacos rebeldes, ya que el Khan de Crimea estaba en ese momento en guerra con los tártaros del Volga, los circasianos y los calmucos.
En este momento, los príncipes circasianos también se opusieron a los tártaros. Reunieron un gran ejército, pidieron ayuda a sus vecinos caucásicos y trataron de poner fin a la influencia tártara en sus tierras. El atamán tenía alrededor de siete mil cosacos bajo su maza.
Habiendo unido sus tropas, los cosacos y los tártaros atacaron juntos a los circasianos, los derrotaron y los empujaron hacia las montañas. Esto no pasó desapercibido para los calmucos y el Nogais do Volga, que formaron una alianza militar y fueron a la guerra contra los tártaros y cosacos de Crimea. Pero en la primera batalla sufrieron una aplastante derrota y comenzaron a retirarse. Al alcanzarlos, los cosacos y tártaros los empujaron hacia las estepas del Volga, de regreso a su lugar de origen.
Posteriormente fueron invitados a servir por el sultán turco. Habiendo pasado por alto el Mar de Azov, Gulak condujo a sus cosacos más allá del Kuban, donde se unió al ejército del Pasha Jezir, con quien luchó contra el ejército persa en Transcaucasia, incluso participando en la Batalla de Ereván. Por sus servicios militares, Gulak recibió como recompensa del sultán un tug y un pernach, repletos de perlas y piedras preciosas.
Al enterarse de las hazañas militares de los cosacos de Hetman Gulak, el Zar de Moscú los invitó a su servicio, cuyo estado también sufrió las incursiones de los tártaros del Volga. Los cosacos también demostraron su valor esta vez. Habiendo obtenido varias victorias, obligaron a los tártaros del Volga a abandonar sus reclamos.
Al regresar de la campaña, condujo a los restos de sus cosacos al Sich de Zaporiyia, donde murió en 1646.
Después de su muerte, los cosacos que participaron en sus campañas, se unieron a los cosacos del Sich de Zaporiyia, pero se mantuvieron separados. Vivían en kurens separados y elegían a sus propios atamanes. Posteriormente, fueron esos cosacos, de los que quedaban tres mil ciento quince personas y que vivían en las cabañas de invierno de Zaporiyia, quienes apoyaron activamente a Bogdán Jmelnitski y formaron el núcleo inicial de su ejército rebelde.

##### Iván Dmítrievich Barabash

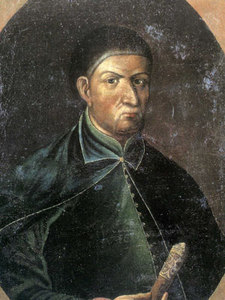
Iván Dmítrievich Barabash

Era coronel de Cherkasy, cuando, en 1647, fue nombrado hetman interino de los cosacos ucranianos. 
De origen ruso, en la década de 1630, fue elegido coronel de Cherkasy, pero pronto comenzó a revelar sus simpatías por la República de las Dos Naciones, aunque se pronunció contra la opresión infligida por los polacos contra los cosacos ortodoxos.
Así, en 1636, los cosacos lo eligieron embajador, junto con Bogdán Jmelnitski, para presentarle quejas sobre esta opresión ante el rey Vladislao IV de Polonia. Estas negociaciones fueron el resultado de los esfuerzos de Adam Kisiel (en), pero no dieron ningún resultado concreto.
A principios de 1646, por invitación del Rey Vladislao IV, viajó a Varsovia como parte de una delegación de ancianos cosacos. Frente a la delegación, el Rey prometió aumentar el número de cosacos a 20 000 además de los registrados, dio la orden de construir barcos del tipo "gaviota" y les dio 6000 táleros, prometiendo pagar 60.000 táleros en dos años.
A principios de 1647, el gobierno polaco lo nombró Hetman. Pero los Lynchayitas, una facción de los cosacos del Sich de Zaporiyia, que durante mucho tiempo habían estado descontentos con él, eligieron un atamán especial para ellos e incluso se establecieron en el Sich de Mykýtyne (uk). Además, otros cosacos comenzaron a unirse a los Lynchayitas.
A pesar de la oposición de Bogdán Jmelnitski, entonces un oficial de Barabash, surgió una lucha entre el Hetman Barabash, un protegido de Polonia, y los cosacos descontentos. La ventaja quedó del lado del primero, y él, sin ocultar su descontento contra los cosacos disidentes, comenzó a oprimirlos con diversas exacciones y sanciones estrictas.
A pesar de esto, los Lynchianos lograron obligar a Barabash a jurar actuar a favor de los cosacos, e incluso, por sugerencia de Jmelnitski, se comprometió a entregar una carta al Rey Vladislao IV con un mensaje sobre la opresión del pueblo ucraniano por parte de los polacos, pero no la entregó y también empezó a tratar a los cosacos con mayor severidad.
Después que el Sejm obligó al Rey Vladislao IV a romper las promesas hechas a los cosacos, Bogdán Jmelnitski decidió actuar contra los polacos. En este contexto, Bogdán mostró a los líderes cosacos que el Rey rompería su promesa a los cosacos.
Por otro lado, el gobierno polaco ordenó a Barabash que pacificara a los cosacos rebeldes; pero, como se sabe, la magnitud del levantamiento aumentó cada vez más. En este contexto, el gobierno polaco envió un enorme ejército, bajo el mando de Nikolai Pototsky, al que se unieron los cosacos registrados, bajo el mando de Barabash, para luchar contra el levantamiento de Bogdán Jmelnitski.
Sin embargo, en vísperas de la Batalla del Arroyo de Aguas Amarillas (un afluente del río Injuléts), que tuvo lugar entre el 5 y el 8 de mayo de 1648, en la que los rebeldes salieron victoriosos. Los cosacos registrados, a quienes Jmelnitski persuadió para que se pusieran de su lado, mataron a su líder (Barabash). Así que, en la noche del 3 al 4 de mayo, Barabash fue ahogado por cosacos registrados junto con otros comandantes nobles, partidarios de los polacos.

##### Bogdán Jmelnitski

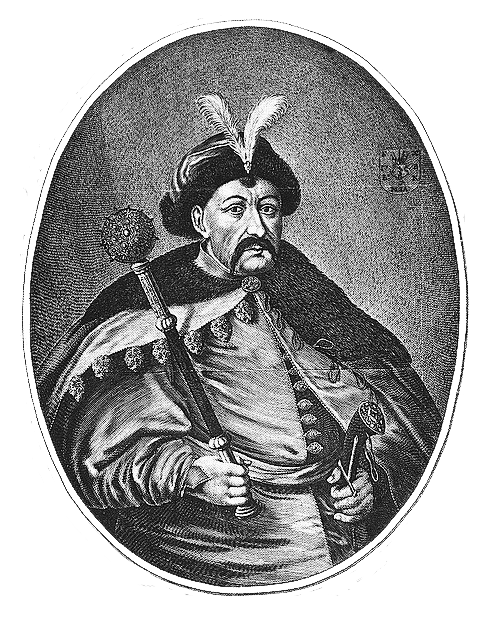
Bogdán Jmelnitski

Nacido en torno al 1595, en Súbotiv (Óblast de Cherkasy), fue el fundador del Hetmanato cosaco. Lideró el levantamiento de 1648 contra la szlachta, la alta nobleza de la Mancomunidad Polaco-Lituana, con el objetivo de alejar a los cosacos de la influencia polaca.
En 1654, firmó el Tratado de Pereyáslav con el zar Alejo I de Rusia, lo que condujo a la incorporación cosaca al Zarato Ruso. Es una de las figuras centrales del nacionalismo ucraniano.
Provenía de una familia de la baja nobleza ortodoxa. Pese a la religión de la familia, recibió una esmerada educación en un colegio jesuita de Jarosław. Combatió como oficial en el Ejército polaco y, en 1620, fue capturado por los otomanos en Țuțora y pasó dos años en cautiverio.
Al obtener la libertad, se retiró a su hacienda en Súbotiv, donde, ya casado, se dedicó a acrecentar sus posesiones. Por su lealtad al rey Vladislao IV de Polonia durante las revueltas cosacas que estallaron en 1625 y 1638, este lo nombró canciller de la hueste de los cosacos zaporogos.
En 1646, el Rey Vladislao IV de Polonia decidió iniciar una guerra el Imperio Otomano sin el consentimiento del Sejm y comenzó a buscar el apoyo de los ancianos cosacos: Ilyash Karaimovich, Iván Barabash y Jmelnitski (en ese momento era un secretario militar) y para ello, escribió una carta con una serie de promesas en favor de los cosacos. Sin embargo, al enterarse de las negociaciones entre el Rey y los cosacos, el Sejm se opuso a ellas y el Rey se vio obligado a no cumplir sus promesas. Este incumplimiento de las promesas fue el argumento utilizado por Jmelnitski para desencadenar el levantamiento.
Revuelta
En la primavera de 1648, acaudilló una revuelta cosaca, en realidad por rencillas con un vecino católico, Daniel Czapliński, que había talado su hacienda. Jmelnitski acudió a los tribunales para denunciar a Czapliński, pero este contaba con poderosos valedores que impidieron que obtuviese satisfacción y llegaron a amenazarlo con detenerlo. Así las cosas, Jmelnitski huyó y se refugió entre los zaporogos que se habían reunido para emprender la esperada campaña contra los otomanos, que finalmente no tuvo lugar. Jmelnitski logró que los cosacos lo nombrasen hetman, expulsasen a las fuerzas polacas y se aliasen con el Kanato de Crimea, que debía proporcionar la caballería de la que carecían los propios cosacos.
La liga cosaco-tártara batió en varios choques a las fuerzas polacas:
- el 16 de mayo de 1648, las derrotó en la Batalla del Arroyo de Aguas Amarillas (un afluente del Río Injuléts), en la que los cosacos registrados que formaban parte del ejército polaco, cambiaron de bando la víspera.[134] Los mandos militares polacos, bisoños, decidieron abandonar las plazas fortificadas de la región y replegarse al oeste.[134] Alcanzados por Jmelnitski cerca de Korsun, fueron derrotados nuevamente el 26 de mayo y apresados.[134] La noticia de estas victorias avivó la rebelión, que se extendió por toda la región.[134]
- Miles de voluntarios se unieron a sus fuerzas y se formaron bandas acaudilladas por notables locales que cometieron atrocidades contra polacos y judíos.[134] Los rebeldes saqueaban las iglesias católicas.[134] Los magnates polacos, que contaban con huestes propias, emprendieron la retirada al oeste, marcha a la que se unieron polacos, judíos, sacerdotes católicos y miembros de la baja nobleza polaca de la región.[134] En su marcha, las bandas armadas de los nobles cometieron también tropelías contra los rutenos.[134]

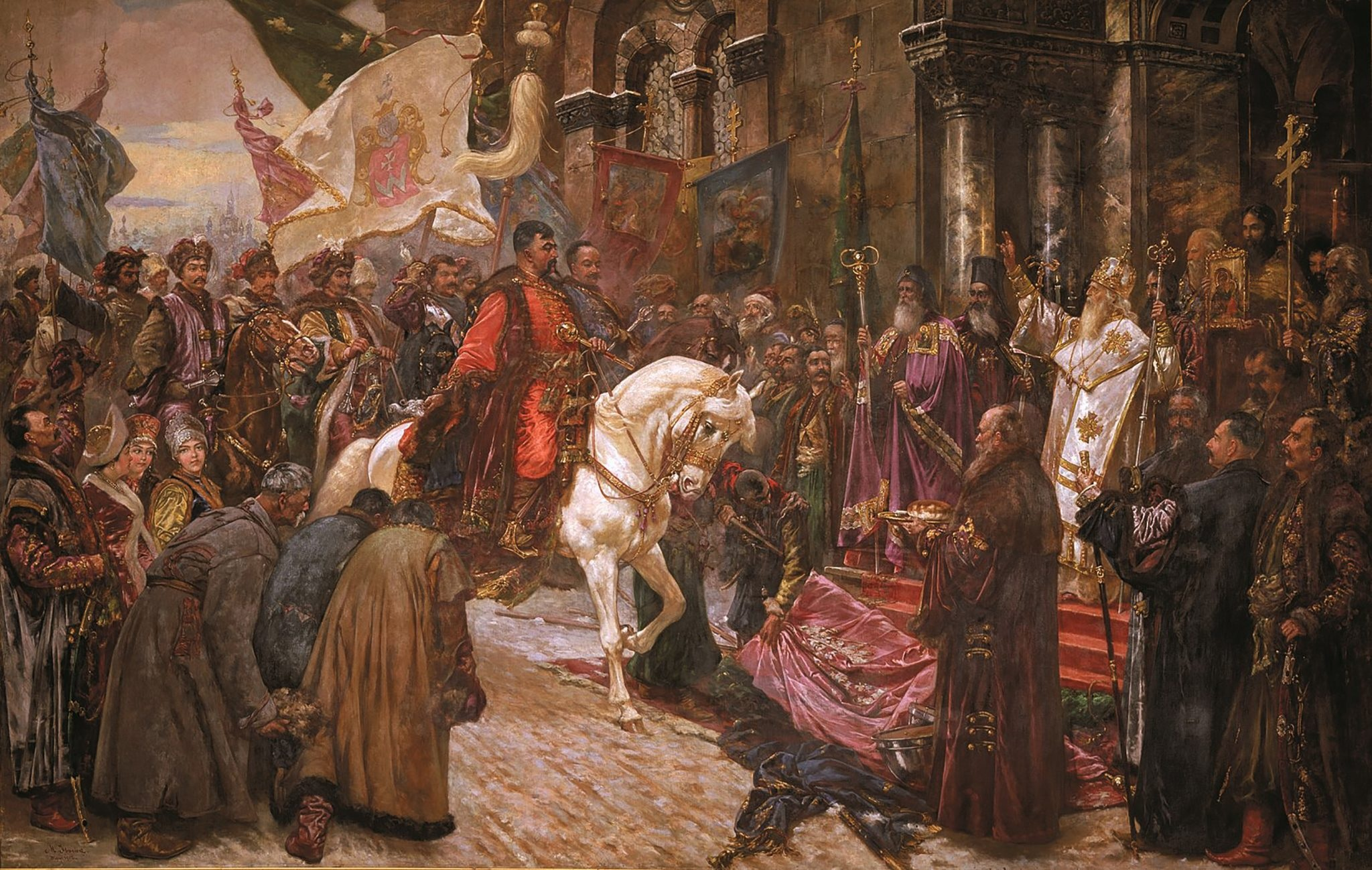
La entrada triunfal de Bogdán Jmelnitski en Kiev por Mykola Ivasiuk.

- En julio, en medio de las deliberaciones para elegir al nuevo rey polaco, el Parlamento envió un ejército de cuarenta mil soldados —de ellos ocho mil mercenarios alemanes— a enfrentarse a los cuarenta mil soldados y otros tantos milicianos cosacos de Jmelnitski.[134] El intento de sofocar la rebelión resultó un nuevo fracaso para los polacos: su ejército fue vencido, el 23 de septiembre, en la Batalla de Pyliavitsi.[134] Este triunfo permitió a Jmelnitski continuar su avance hacia el oeste, ya sin oposición; para no saquear Leópolis y Zamość, obtuvo de las dos ciudades grandes rescates.[134]

Envió a los polacos unas exigencias bastante moderadas dada su posición de fuerza: estos debían confirmar los privilegios tradicionales de los cosacos, eliminar el control de la nobleza polaca de sus territorios, desmantelar las fortalezas que les impedían a los cosacos el acceso al Mar Negro, abrogar la Unión de Brest y otorgar la amnistía a los rebeldes.
Detuvo su avance al oeste para que polacos y lituanos pudiesen elegir al nuevo monarca y luego se retiró a Kiev. Cada vez más radical en su trato con los enviados polacos, a principios de 1649, continuó batiendo a las fuerzas enviadas contra él.
Privado de la alianza con el kan crimeo İslâm III Giray por la hábil diplomacia de Juan II Casimiro Vasa, el nuevo monarca polaco, hubo de tratar con este. El 18 de agosto alcanzó con él un acuerdo que otorgaba autonomía a los territorios que dominaba, permitía el mantenimiento de cuarenta mil tropas cosacas regulares, expulsaba a las polacas y a los judíos de las provincias de Cherníhiv, Bratislav y Kiev, reservaba los puestos de la administración regional a los cosacos y a la nobleza ortodoxa y concedía un escaño al metropolitano de Kiev en el Senado de la República de las Dos Naciones. Se proclamó la amnistía de los rebeldes. A cambio, los nobles polacos recuperaron sus haciendas y los campesinos fueron sometidos de nuevo a la servidumbre. Cada bando, sin embargo, consideró el pacto simplemente una tregua, y trató de reforzar su posición para imponerse al otro.
Sin embargo, Jeremi Wiśniowiecki, el mayor hacendado de Ucrania y paladín los extremistas, fue nombrado hetman del Ejército real y se le entregó un gran ejército de cien mil hombres, compuesto por levas de los nobles, ejércitos privados de estos, tropas regulares y milicias provinciales. El 30 de junio de 1651, este gran ejército venció a otro de igual tamaño de cosacos y tártaros en la Batalla de Berestechko. Los tártaros, sin interés en la contienda, se retiraron de ella y apresaron a Jmelnitski que, sin embargo, obtuvo la libertad poco después. La enconada resistencia cosaca al ejército real, el abandono de los nobles y sus contingentes de este y lo indeciso de los combates librados en Bila Tserkva llevaron a las partes enfrentadas a negociar un nuevo acuerdo que recortó los poderes de Jmelnitski. De controlar tres provincias pasó a gobernar solo una: Kiev. Y las tropas regulares cosacas se redujeron de cuarenta a veinte mil.
De nuevo, el pacto fue temporal: en 1652 se reanudaron los combates. Jmelnitski trató de obtener el Principado de Moldavia para su hijo Tymish (Timoteo) y derrotó a las fuerzas polacas que intentaron impedirlo. Juan Casimiro reunió un nuevo ejército e invadió de nuevo los territorios ucranianos, pero quedó una vez más cercado por el enemigo y se libró de ser derrotado únicamente por la nueva retirada de los tártaros, como ya había sucedido en 1649.
En octubre de 1653, los rusos por fin se decidieron a apoyar a Jmelnitski, que ya había, en 1648, entablado infructuosas negociaciones con ellos. El Zemski Sobor aprobó el ingreso de las tierras ucranianas en el Zarato Ruso, si bien como unidad autónoma. El Tratado de Pereyáslav, del 18 de enero de 1654 plasmó el acuerdo: Jmelnitski y luego otros ciento veintisiete mil cosacos en ciento diecisiete localidades juraron fidelidad al zar ruso, que se comprometía a respetar la autonomía del territorio del Hetmanato Cosaco. Las ciudades seguirían pudiendo elegir a sus funcionarios y cobrar los impuestos, que los rusos podían supervisar pero no cambiar. Los rusos se comprometían también a enviar guarniciones a algunos puntos estratégicos y a subvencionar a la horda, que contaba oficialmente con sesenta mil soldados. La nueva alianza desencadenó una nueva serie de combates en la región: los polacos invadieron Ucrania y los cosacos y rusos invadieron Bielorrusia, en donde el 24 de agosto de 1655 derrotaron a los lituanos en la Batalla de Szepielewicze. Los tártaros aprovecharon el cruento conflicto para saquear el territorio y hacer cautivos.
Cuando el Zar Alejo se arrogó el título de «Zar de Bielorrusia», Jmelnitski trató de romper la alianza con los rusos y recuperar la independencia, coligándose con suecos, transilvanos y prusianos, en vano. La cooperación con los rusos fue cada vez menor, y las disputas entre cosacos y rusos aumentaron. Los primeros no estaban de acuerdo con el gobierno ruso de la parte de Bielorrusia que habían arrebatado a Polonia-Lituania y los segundos pusieron en duda el derecho de Jmelnitski de designar a su hijo Yuri heredero sin contar con su beneplácito.
Cuando Bogdán falleció en 1657, sus principales lugartenientes desoyeron sus deseos, apartaron a su hijo y escogieron como hetman a uno de ellos, Iván Vigovski, que el 16 de septiembre de 1658 firmó el Tratado de Hadiach con los polaco-lituanos.

#### Tras la muerte de Bogdán Jmelnitski
Artículo principal: Ruina (historia ucraniana)
Tras la muerte de Bogdán Jmelnitski, Iván Vihovski fue elegido Hetman, pero esta elección no fue muy bien aceptada por algunos cosacos que dieron lugar al Levantamiento de Barabash y Pushkar, que sólo fue reprimido por Iván Vihovski, con la ayuda de las tropas de tártaros de Crimea, que a cambio de apoyar a Vihovski, esclavizaron a varias personas de los pueblos sublevados.
Puede decirse que a partir de ese momento los cosacos comenzaron a dividirse entre los líderes alineados con el Zarato Ruso, con la República de las Dos Naciones, con el Imperio Otomano, con el Kanato de Crimea y ocasionalmente con la Suecia (ver: Hetmanato Cosaco, Ucrania de la Orilla Izquierda, Ucrania de la Margen Derecha y Khanato de Ucrania).

### Establecimiento
La Sich de Zaporiyia surgió como un bastión de los cosacos zaporogos, un grupo de guerreros fronterizos que se establecieron en las islas del río Dniéper. Estos cosacos, conocidos por su destreza ecuestre y militar, buscaban la libertad y la independencia lejos del control de los poderes vecinos, como el Reino de Polonia, el Gran Ducado de Moscú y el Imperio Otomano. En 1618, el atamán Petró Konashévych-Sahaidachny (en) ordenó a los cosacos que construyeran un perímetro de tierra con una pared de troncos por encima de él. El fuerte de troncos fue rodeado con abatís hechos con árboles enteros. Por ello el término «Sich» proviene de un sustantivo derivado del verbo «cortar» y destaca el abatis como tipo de fortificación: por la tala del bosque.

### Rebeliones

Territorios controlados por los cosacos ucranianos a mediados del siglo XVIII (El Hetmanato está marcado en azul y el territorio de Sich está marcado en amarillo)

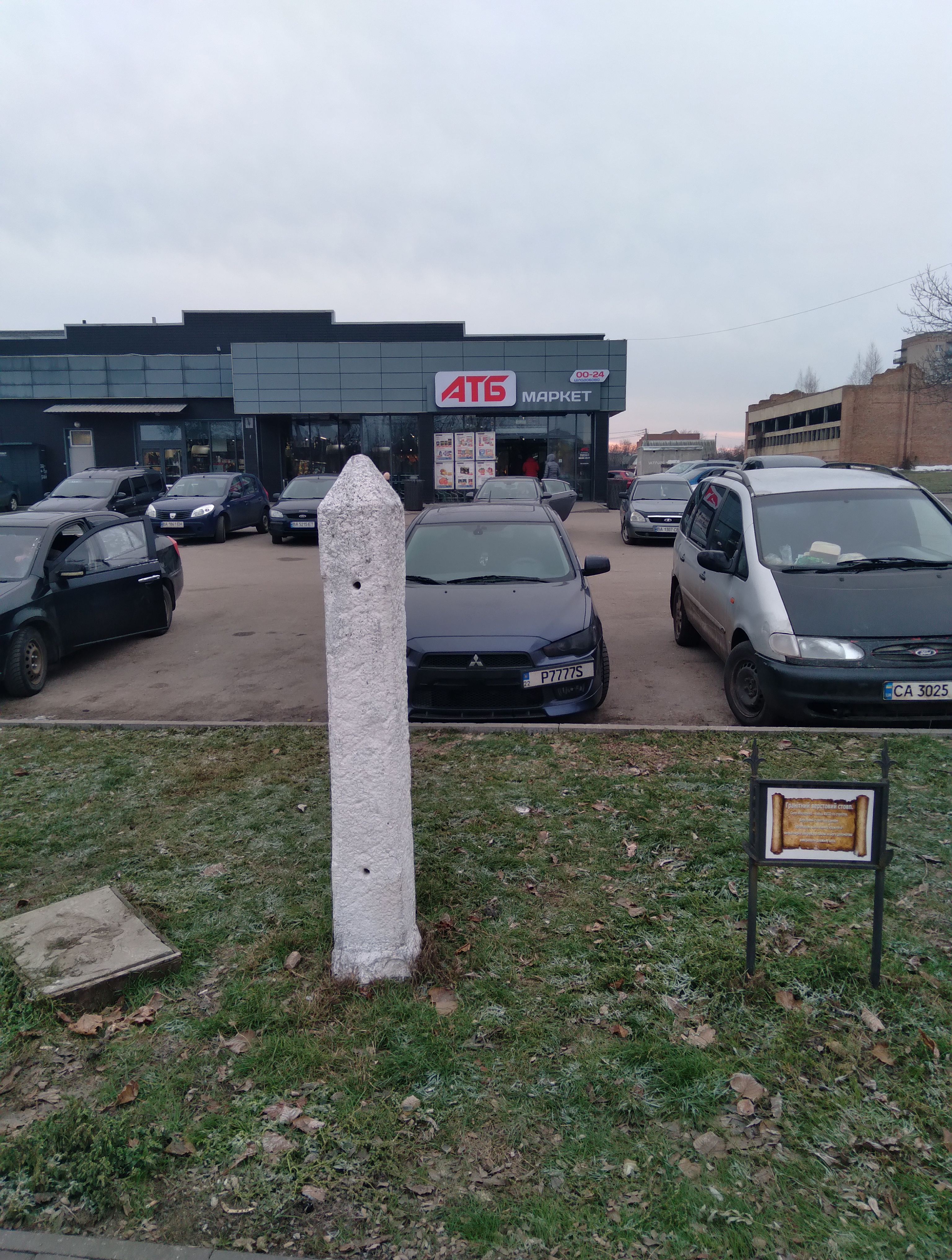
Una de las columnas de granito únicas con las que los cosacos marcaban su territorio (encontrada en el territorio de la Óblast de Kirovogrado)

Durante el siglo XVII, la Sich de Zaporiyia se encontró en el centro de los conflictos regionales. Los cosacos participaron en numerosas rebeliones contra el dominio polaco-lituano, buscando preservar su autonomía y derechos. La más famosa de estas revueltas fue la Rebelión de Jmelnitski (1648-1654), liderada por el Hetman Bogdán Jmelnitski, que resultó en la creación del Hetmanato cosaco.

### Destrucción

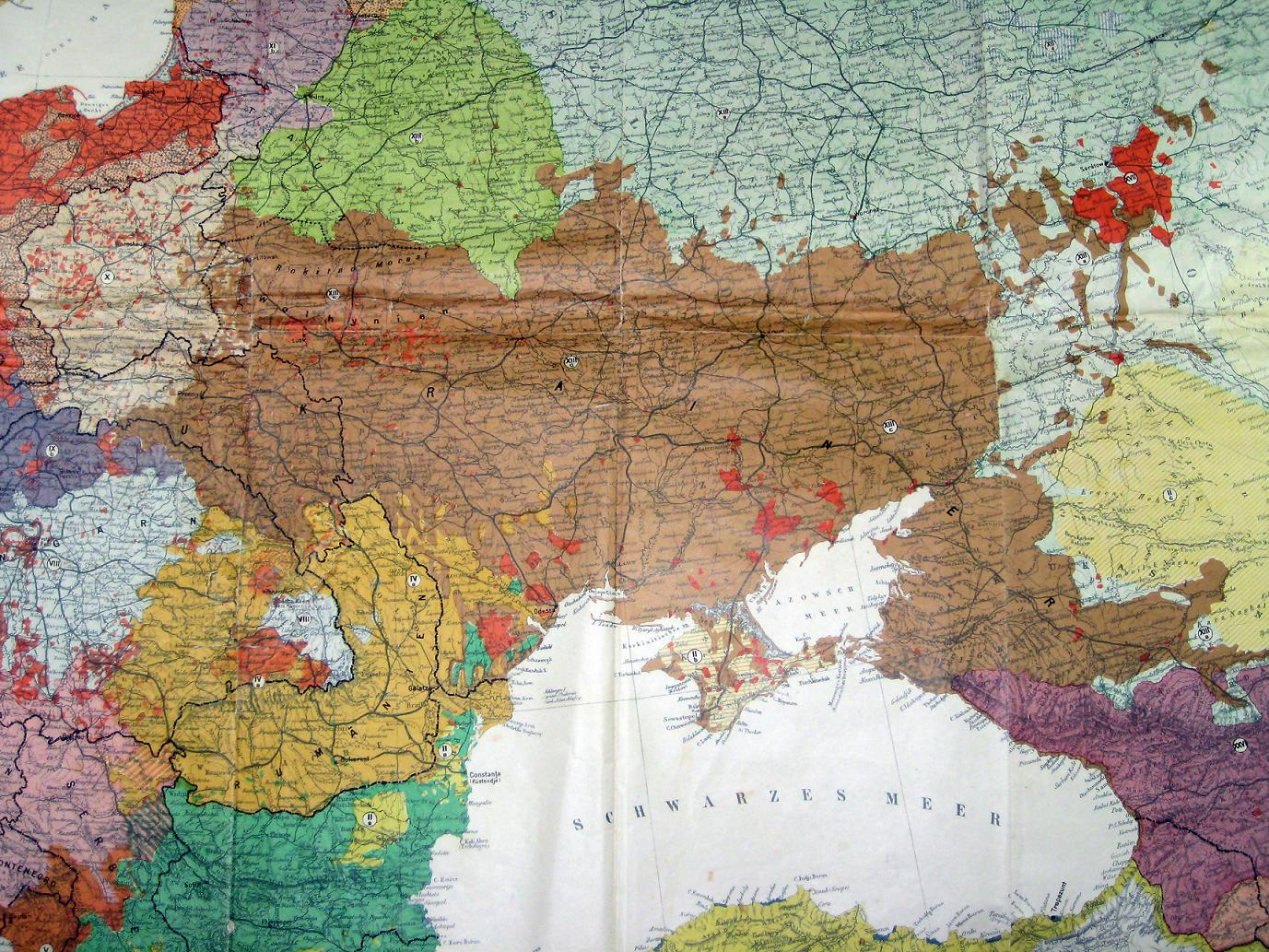
Territorio étnico de residencia de los ucranianos

El siglo XVIII marcó el principio del fin para el Sich de Zaporiyia. La presión del creciente Imperio ruso, ansioso por controlar y asimilar a los cosacos en su estructura militar, llevó a tensiones crecientes. Finalmente, en 1775, las tropas del Imperio ruso, bajo el mando de la emperatriz Catalina la Grande, destruyeron el Sich, dispersando a los cosacos y poniendo fin a su autonomía. Además, la población ucraniana libre pasó a ser propiedad de los nobles rusos.
El archivo del liquidado Sich se guardó durante mucho tiempo en la Fortaleza de Santa Isabel, que, entre otras cosas, jugó un papel decisivo en las victorias sobre el Imperio Otomano. Fue su guarnición, formada por 4.000 soldados rusos y 2.000 cosacos de Zaporiyia, que refleja la última incursión del ejército turco-tártaro de 70.000 efectivos en Ucrania en 1769.

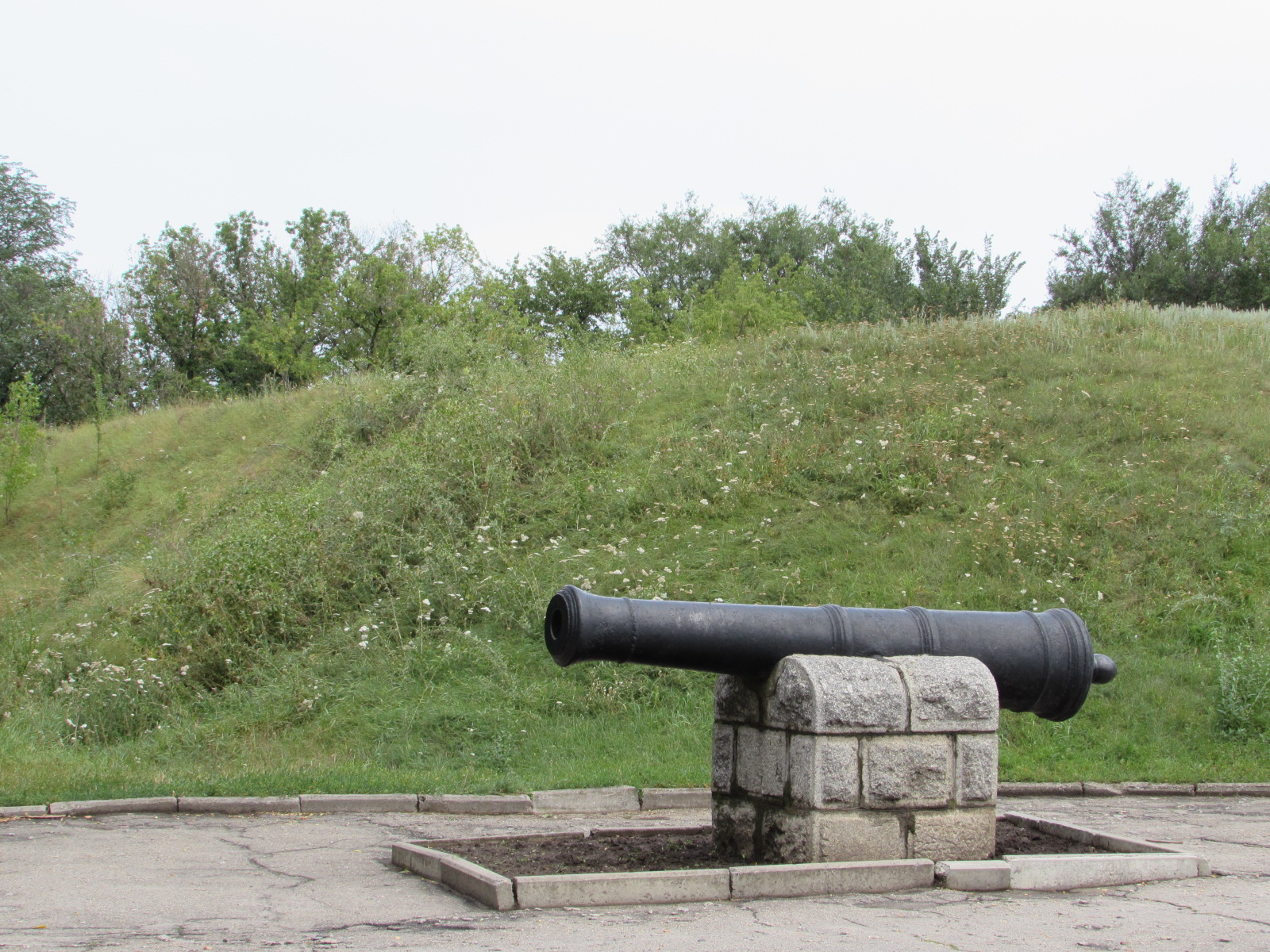
Cañones de la Fortaleza de Santa Isabel en la moderna ciudad de Kropivnitski

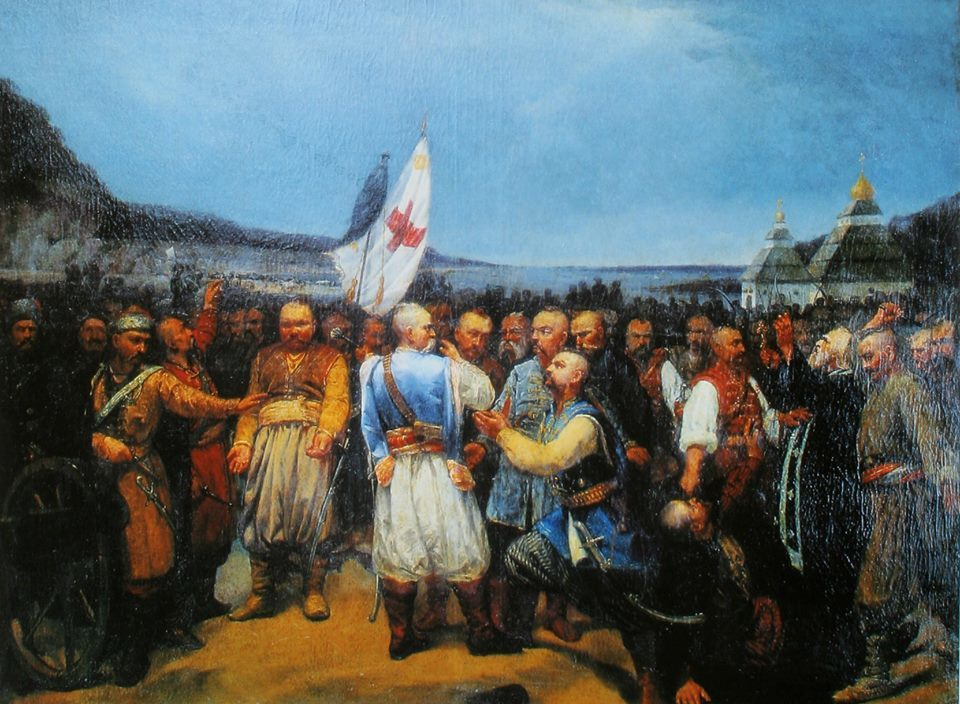
Cuadro "El último consejo de Sich", artista Víktor Kovaliov (años de vida: 1822-1894)

Como resultado de la Guerra ruso-turca (1768-1774), el Imperio ruso obtuvo acceso a las costas del Mar Negro y Mar de Azov, el Kanato de Crimea fue reconocido como independiente, pero debido a las continuas incursiones durante las cuales los tártaros quemaron asentamientos enteros y capturaron a civiles, muchos de los cuales fueron vendidos como esclavos turcos, en 1783 sus tierras fueron incluidas en el Imperio ruso, después de lo cual comenzó una serie de deportaciones de la población local a las profundidades de Rusia y el asentamiento de la península por parte de los rusos .

## Organización
La Sich funcionaba como una república de guerreros con un sistema de autogobierno democrático. Los cosacos elegían a su líder, el Hetman, y a otros oficiales en asambleas conocidas como "Rada". La sociedad del Sich estaba estructurada en torno a la vida militar, con un fuerte énfasis en la igualdad y la hermandad entre los cosacos. Desde un punto de vista social y económico, la Sich originalmente fue una típica república pirata del siglo XVI. Su población era bastante diversa e incluía principalmente ucranianos, pero también minorías de moldavos, tártaros, polacos, lituanos y rusos. La estructura social fue también compleja: campesinos, boyardos, comerciantes, criminales, esclavos fugados, etc. La lejanía del lugar y los rápidos del río Dniéper protegían la Sich de las invasiones o las incursiones. En ocasiones los cosacos desempeñaban el papel de mercenarios y ladrones, siendo el principal objetivo los ricos asentamientos del Imperio otomano en las costas del mar Negro.